# Федоровича (Залокоцького) тема
Те́ма Федоро́вича (Залоко́цького) — тема в шаховій композиції ортодоксального жанру. Суть теми — в кожному з двох, чи більше хибних ходах на спростування чорними довільної загрози або загроз неможливе оголошення певного мата чорному королю, а в дійсному рішенні на ходи чорних фігур, які були спростуваннями, ці мати, які були неможливі,  проходять. В початковій позиції, як і в усіх реверсивних темах, на тематичні ходи чорних мати чорному королю обов'язково є незаготовлені. У варіантах дійсної гри на ті ж спростування мати можуть проходити прямо, або з чергуванням. 

## Історія
До першої групи реверсивних тем належать — тема Банного, тема Владімірова. В цих темах беруться до уваги спростування хибної гри з вступними ходами цієї гри, які в дійсній грі стають матами на ці спростування.
До другої групи реверсивних тем належать — тема Ханнеліуса, тема Домбровскіса. В цих темах беруться до уваги спростування хибної гри і загрози матів в цій грі, які потім проходять на ці спростування.
Роман Залокоцький, який раніше протягом 25 років виступав під псевдонімом Роман Федоро́вич, у 1982 надрукував задачу. В ній було виражено нову ідею. В хибній грі чорні спростовують довільну загрозу, яка не береться до уваги, і тут же виявляється, що і неможливий певний матуючий хід білих. В дійсній же грі при цугцванзі, чи при захистах чорних від довільної загрози виникають варіанти гри, в яких на ходи чорних, що були спростуваннями — уже проходять ці мати з чергуванням, або проходить прямо, тобто в хибному ході на захист мат неможливий, а в дійсній грі на цей же захист — мат проходить.
В 1987 році в журналі «Ранок» на цю ідею було проведено два тематичних конкурси, суддею був Володимир Арчаков.
В 2012 році в Сербії в Белграді видано всесвітню «Енциклопедію з шахової композиції» і до неї включено опис цієї ідеї під назвою — тема Федоровича. Енциклопедію видали Milan Velimirovic (Serbia) & Kari Valtonen (Finland) під назвою — “Encyclopedia of Chess Problems”.

Алгоритм вираження теми, коли мати проходять прямо на ті ж спростування:

1. X? ~ 2. F #  1. ... a! 2. A # ???
1. Y? ~ 2. H #  1. ... b! 2. B # ???
1. Z! ~ 2. G #
1. ... a 2. A #!
1. ... b 2. B #!

Алгоритм вираження теми, коли мати проходять з чергуванням на ті ж спростування:

1. X? ~ 2. F #  1. ... a! 2. A # ???
1. Y? ~ 2. H #  1. ... b! 2. B # ???
1. Z! ~ 2. G #
1. ... a 2. B #!
1. ... b 2. A #!
|   | a | b | c | d | e | f | g | h |   |
| 8 | f8 білий слон · b7 чорний слон · c7 чорний ферзь · d7 чорний пішак · f7 біла тура · b6 біла тура · c6 чорний пішак · e6 чорний пішак · e5 чорний король · a4 білий ферзь · e4 білий кінь · f4 чорний пішак · e3 білий кінь · h3 чорний кінь · a2 білий король · c2 білий слон · e1 чорний кінь · g1 чорна тура | f8 білий слон · b7 чорний слон · c7 чорний ферзь · d7 чорний пішак · f7 біла тура · b6 біла тура · c6 чорний пішак · e6 чорний пішак · e5 чорний король · a4 білий ферзь · e4 білий кінь · f4 чорний пішак · e3 білий кінь · h3 чорний кінь · a2 білий король · c2 білий слон · e1 чорний кінь · g1 чорна тура | f8 білий слон · b7 чорний слон · c7 чорний ферзь · d7 чорний пішак · f7 біла тура · b6 біла тура · c6 чорний пішак · e6 чорний пішак · e5 чорний король · a4 білий ферзь · e4 білий кінь · f4 чорний пішак · e3 білий кінь · h3 чорний кінь · a2 білий король · c2 білий слон · e1 чорний кінь · g1 чорна тура | f8 білий слон · b7 чорний слон · c7 чорний ферзь · d7 чорний пішак · f7 біла тура · b6 біла тура · c6 чорний пішак · e6 чорний пішак · e5 чорний король · a4 білий ферзь · e4 білий кінь · f4 чорний пішак · e3 білий кінь · h3 чорний кінь · a2 білий король · c2 білий слон · e1 чорний кінь · g1 чорна тура | f8 білий слон · b7 чорний слон · c7 чорний ферзь · d7 чорний пішак · f7 біла тура · b6 біла тура · c6 чорний пішак · e6 чорний пішак · e5 чорний король · a4 білий ферзь · e4 білий кінь · f4 чорний пішак · e3 білий кінь · h3 чорний кінь · a2 білий король · c2 білий слон · e1 чорний кінь · g1 чорна тура | f8 білий слон · b7 чорний слон · c7 чорний ферзь · d7 чорний пішак · f7 біла тура · b6 біла тура · c6 чорний пішак · e6 чорний пішак · e5 чорний король · a4 білий ферзь · e4 білий кінь · f4 чорний пішак · e3 білий кінь · h3 чорний кінь · a2 білий король · c2 білий слон · e1 чорний кінь · g1 чорна тура | f8 білий слон · b7 чорний слон · c7 чорний ферзь · d7 чорний пішак · f7 біла тура · b6 біла тура · c6 чорний пішак · e6 чорний пішак · e5 чорний король · a4 білий ферзь · e4 білий кінь · f4 чорний пішак · e3 білий кінь · h3 чорний кінь · a2 білий король · c2 білий слон · e1 чорний кінь · g1 чорна тура | f8 білий слон · b7 чорний слон · c7 чорний ферзь · d7 чорний пішак · f7 біла тура · b6 біла тура · c6 чорний пішак · e6 чорний пішак · e5 чорний король · a4 білий ферзь · e4 білий кінь · f4 чорний пішак · e3 білий кінь · h3 чорний кінь · a2 білий король · c2 білий слон · e1 чорний кінь · g1 чорна тура | 8 |
| 7 | f8 білий слон · b7 чорний слон · c7 чорний ферзь · d7 чорний пішак · f7 біла тура · b6 біла тура · c6 чорний пішак · e6 чорний пішак · e5 чорний король · a4 білий ферзь · e4 білий кінь · f4 чорний пішак · e3 білий кінь · h3 чорний кінь · a2 білий король · c2 білий слон · e1 чорний кінь · g1 чорна тура | f8 білий слон · b7 чорний слон · c7 чорний ферзь · d7 чорний пішак · f7 біла тура · b6 біла тура · c6 чорний пішак · e6 чорний пішак · e5 чорний король · a4 білий ферзь · e4 білий кінь · f4 чорний пішак · e3 білий кінь · h3 чорний кінь · a2 білий король · c2 білий слон · e1 чорний кінь · g1 чорна тура | f8 білий слон · b7 чорний слон · c7 чорний ферзь · d7 чорний пішак · f7 біла тура · b6 біла тура · c6 чорний пішак · e6 чорний пішак · e5 чорний король · a4 білий ферзь · e4 білий кінь · f4 чорний пішак · e3 білий кінь · h3 чорний кінь · a2 білий король · c2 білий слон · e1 чорний кінь · g1 чорна тура | f8 білий слон · b7 чорний слон · c7 чорний ферзь · d7 чорний пішак · f7 біла тура · b6 біла тура · c6 чорний пішак · e6 чорний пішак · e5 чорний король · a4 білий ферзь · e4 білий кінь · f4 чорний пішак · e3 білий кінь · h3 чорний кінь · a2 білий король · c2 білий слон · e1 чорний кінь · g1 чорна тура | f8 білий слон · b7 чорний слон · c7 чорний ферзь · d7 чорний пішак · f7 біла тура · b6 біла тура · c6 чорний пішак · e6 чорний пішак · e5 чорний король · a4 білий ферзь · e4 білий кінь · f4 чорний пішак · e3 білий кінь · h3 чорний кінь · a2 білий король · c2 білий слон · e1 чорний кінь · g1 чорна тура | f8 білий слон · b7 чорний слон · c7 чорний ферзь · d7 чорний пішак · f7 біла тура · b6 біла тура · c6 чорний пішак · e6 чорний пішак · e5 чорний король · a4 білий ферзь · e4 білий кінь · f4 чорний пішак · e3 білий кінь · h3 чорний кінь · a2 білий король · c2 білий слон · e1 чорний кінь · g1 чорна тура | f8 білий слон · b7 чорний слон · c7 чорний ферзь · d7 чорний пішак · f7 біла тура · b6 біла тура · c6 чорний пішак · e6 чорний пішак · e5 чорний король · a4 білий ферзь · e4 білий кінь · f4 чорний пішак · e3 білий кінь · h3 чорний кінь · a2 білий король · c2 білий слон · e1 чорний кінь · g1 чорна тура | f8 білий слон · b7 чорний слон · c7 чорний ферзь · d7 чорний пішак · f7 біла тура · b6 біла тура · c6 чорний пішак · e6 чорний пішак · e5 чорний король · a4 білий ферзь · e4 білий кінь · f4 чорний пішак · e3 білий кінь · h3 чорний кінь · a2 білий король · c2 білий слон · e1 чорний кінь · g1 чорна тура | 7 |
| 6 | f8 білий слон · b7 чорний слон · c7 чорний ферзь · d7 чорний пішак · f7 біла тура · b6 біла тура · c6 чорний пішак · e6 чорний пішак · e5 чорний король · a4 білий ферзь · e4 білий кінь · f4 чорний пішак · e3 білий кінь · h3 чорний кінь · a2 білий король · c2 білий слон · e1 чорний кінь · g1 чорна тура | f8 білий слон · b7 чорний слон · c7 чорний ферзь · d7 чорний пішак · f7 біла тура · b6 біла тура · c6 чорний пішак · e6 чорний пішак · e5 чорний король · a4 білий ферзь · e4 білий кінь · f4 чорний пішак · e3 білий кінь · h3 чорний кінь · a2 білий король · c2 білий слон · e1 чорний кінь · g1 чорна тура | f8 білий слон · b7 чорний слон · c7 чорний ферзь · d7 чорний пішак · f7 біла тура · b6 біла тура · c6 чорний пішак · e6 чорний пішак · e5 чорний король · a4 білий ферзь · e4 білий кінь · f4 чорний пішак · e3 білий кінь · h3 чорний кінь · a2 білий король · c2 білий слон · e1 чорний кінь · g1 чорна тура | f8 білий слон · b7 чорний слон · c7 чорний ферзь · d7 чорний пішак · f7 біла тура · b6 біла тура · c6 чорний пішак · e6 чорний пішак · e5 чорний король · a4 білий ферзь · e4 білий кінь · f4 чорний пішак · e3 білий кінь · h3 чорний кінь · a2 білий король · c2 білий слон · e1 чорний кінь · g1 чорна тура | f8 білий слон · b7 чорний слон · c7 чорний ферзь · d7 чорний пішак · f7 біла тура · b6 біла тура · c6 чорний пішак · e6 чорний пішак · e5 чорний король · a4 білий ферзь · e4 білий кінь · f4 чорний пішак · e3 білий кінь · h3 чорний кінь · a2 білий король · c2 білий слон · e1 чорний кінь · g1 чорна тура | f8 білий слон · b7 чорний слон · c7 чорний ферзь · d7 чорний пішак · f7 біла тура · b6 біла тура · c6 чорний пішак · e6 чорний пішак · e5 чорний король · a4 білий ферзь · e4 білий кінь · f4 чорний пішак · e3 білий кінь · h3 чорний кінь · a2 білий король · c2 білий слон · e1 чорний кінь · g1 чорна тура | f8 білий слон · b7 чорний слон · c7 чорний ферзь · d7 чорний пішак · f7 біла тура · b6 біла тура · c6 чорний пішак · e6 чорний пішак · e5 чорний король · a4 білий ферзь · e4 білий кінь · f4 чорний пішак · e3 білий кінь · h3 чорний кінь · a2 білий король · c2 білий слон · e1 чорний кінь · g1 чорна тура | f8 білий слон · b7 чорний слон · c7 чорний ферзь · d7 чорний пішак · f7 біла тура · b6 біла тура · c6 чорний пішак · e6 чорний пішак · e5 чорний король · a4 білий ферзь · e4 білий кінь · f4 чорний пішак · e3 білий кінь · h3 чорний кінь · a2 білий король · c2 білий слон · e1 чорний кінь · g1 чорна тура | 6 |
| 5 | f8 білий слон · b7 чорний слон · c7 чорний ферзь · d7 чорний пішак · f7 біла тура · b6 біла тура · c6 чорний пішак · e6 чорний пішак · e5 чорний король · a4 білий ферзь · e4 білий кінь · f4 чорний пішак · e3 білий кінь · h3 чорний кінь · a2 білий король · c2 білий слон · e1 чорний кінь · g1 чорна тура | f8 білий слон · b7 чорний слон · c7 чорний ферзь · d7 чорний пішак · f7 біла тура · b6 біла тура · c6 чорний пішак · e6 чорний пішак · e5 чорний король · a4 білий ферзь · e4 білий кінь · f4 чорний пішак · e3 білий кінь · h3 чорний кінь · a2 білий король · c2 білий слон · e1 чорний кінь · g1 чорна тура | f8 білий слон · b7 чорний слон · c7 чорний ферзь · d7 чорний пішак · f7 біла тура · b6 біла тура · c6 чорний пішак · e6 чорний пішак · e5 чорний король · a4 білий ферзь · e4 білий кінь · f4 чорний пішак · e3 білий кінь · h3 чорний кінь · a2 білий король · c2 білий слон · e1 чорний кінь · g1 чорна тура | f8 білий слон · b7 чорний слон · c7 чорний ферзь · d7 чорний пішак · f7 біла тура · b6 біла тура · c6 чорний пішак · e6 чорний пішак · e5 чорний король · a4 білий ферзь · e4 білий кінь · f4 чорний пішак · e3 білий кінь · h3 чорний кінь · a2 білий король · c2 білий слон · e1 чорний кінь · g1 чорна тура | f8 білий слон · b7 чорний слон · c7 чорний ферзь · d7 чорний пішак · f7 біла тура · b6 біла тура · c6 чорний пішак · e6 чорний пішак · e5 чорний король · a4 білий ферзь · e4 білий кінь · f4 чорний пішак · e3 білий кінь · h3 чорний кінь · a2 білий король · c2 білий слон · e1 чорний кінь · g1 чорна тура | f8 білий слон · b7 чорний слон · c7 чорний ферзь · d7 чорний пішак · f7 біла тура · b6 біла тура · c6 чорний пішак · e6 чорний пішак · e5 чорний король · a4 білий ферзь · e4 білий кінь · f4 чорний пішак · e3 білий кінь · h3 чорний кінь · a2 білий король · c2 білий слон · e1 чорний кінь · g1 чорна тура | f8 білий слон · b7 чорний слон · c7 чорний ферзь · d7 чорний пішак · f7 біла тура · b6 біла тура · c6 чорний пішак · e6 чорний пішак · e5 чорний король · a4 білий ферзь · e4 білий кінь · f4 чорний пішак · e3 білий кінь · h3 чорний кінь · a2 білий король · c2 білий слон · e1 чорний кінь · g1 чорна тура | f8 білий слон · b7 чорний слон · c7 чорний ферзь · d7 чорний пішак · f7 біла тура · b6 біла тура · c6 чорний пішак · e6 чорний пішак · e5 чорний король · a4 білий ферзь · e4 білий кінь · f4 чорний пішак · e3 білий кінь · h3 чорний кінь · a2 білий король · c2 білий слон · e1 чорний кінь · g1 чорна тура | 5 |
| 4 | f8 білий слон · b7 чорний слон · c7 чорний ферзь · d7 чорний пішак · f7 біла тура · b6 біла тура · c6 чорний пішак · e6 чорний пішак · e5 чорний король · a4 білий ферзь · e4 білий кінь · f4 чорний пішак · e3 білий кінь · h3 чорний кінь · a2 білий король · c2 білий слон · e1 чорний кінь · g1 чорна тура | f8 білий слон · b7 чорний слон · c7 чорний ферзь · d7 чорний пішак · f7 біла тура · b6 біла тура · c6 чорний пішак · e6 чорний пішак · e5 чорний король · a4 білий ферзь · e4 білий кінь · f4 чорний пішак · e3 білий кінь · h3 чорний кінь · a2 білий король · c2 білий слон · e1 чорний кінь · g1 чорна тура | f8 білий слон · b7 чорний слон · c7 чорний ферзь · d7 чорний пішак · f7 біла тура · b6 біла тура · c6 чорний пішак · e6 чорний пішак · e5 чорний король · a4 білий ферзь · e4 білий кінь · f4 чорний пішак · e3 білий кінь · h3 чорний кінь · a2 білий король · c2 білий слон · e1 чорний кінь · g1 чорна тура | f8 білий слон · b7 чорний слон · c7 чорний ферзь · d7 чорний пішак · f7 біла тура · b6 біла тура · c6 чорний пішак · e6 чорний пішак · e5 чорний король · a4 білий ферзь · e4 білий кінь · f4 чорний пішак · e3 білий кінь · h3 чорний кінь · a2 білий король · c2 білий слон · e1 чорний кінь · g1 чорна тура | f8 білий слон · b7 чорний слон · c7 чорний ферзь · d7 чорний пішак · f7 біла тура · b6 біла тура · c6 чорний пішак · e6 чорний пішак · e5 чорний король · a4 білий ферзь · e4 білий кінь · f4 чорний пішак · e3 білий кінь · h3 чорний кінь · a2 білий король · c2 білий слон · e1 чорний кінь · g1 чорна тура | f8 білий слон · b7 чорний слон · c7 чорний ферзь · d7 чорний пішак · f7 біла тура · b6 біла тура · c6 чорний пішак · e6 чорний пішак · e5 чорний король · a4 білий ферзь · e4 білий кінь · f4 чорний пішак · e3 білий кінь · h3 чорний кінь · a2 білий король · c2 білий слон · e1 чорний кінь · g1 чорна тура | f8 білий слон · b7 чорний слон · c7 чорний ферзь · d7 чорний пішак · f7 біла тура · b6 біла тура · c6 чорний пішак · e6 чорний пішак · e5 чорний король · a4 білий ферзь · e4 білий кінь · f4 чорний пішак · e3 білий кінь · h3 чорний кінь · a2 білий король · c2 білий слон · e1 чорний кінь · g1 чорна тура | f8 білий слон · b7 чорний слон · c7 чорний ферзь · d7 чорний пішак · f7 біла тура · b6 біла тура · c6 чорний пішак · e6 чорний пішак · e5 чорний король · a4 білий ферзь · e4 білий кінь · f4 чорний пішак · e3 білий кінь · h3 чорний кінь · a2 білий король · c2 білий слон · e1 чорний кінь · g1 чорна тура | 4 |
| 3 | f8 білий слон · b7 чорний слон · c7 чорний ферзь · d7 чорний пішак · f7 біла тура · b6 біла тура · c6 чорний пішак · e6 чорний пішак · e5 чорний король · a4 білий ферзь · e4 білий кінь · f4 чорний пішак · e3 білий кінь · h3 чорний кінь · a2 білий король · c2 білий слон · e1 чорний кінь · g1 чорна тура | f8 білий слон · b7 чорний слон · c7 чорний ферзь · d7 чорний пішак · f7 біла тура · b6 біла тура · c6 чорний пішак · e6 чорний пішак · e5 чорний король · a4 білий ферзь · e4 білий кінь · f4 чорний пішак · e3 білий кінь · h3 чорний кінь · a2 білий король · c2 білий слон · e1 чорний кінь · g1 чорна тура | f8 білий слон · b7 чорний слон · c7 чорний ферзь · d7 чорний пішак · f7 біла тура · b6 біла тура · c6 чорний пішак · e6 чорний пішак · e5 чорний король · a4 білий ферзь · e4 білий кінь · f4 чорний пішак · e3 білий кінь · h3 чорний кінь · a2 білий король · c2 білий слон · e1 чорний кінь · g1 чорна тура | f8 білий слон · b7 чорний слон · c7 чорний ферзь · d7 чорний пішак · f7 біла тура · b6 біла тура · c6 чорний пішак · e6 чорний пішак · e5 чорний король · a4 білий ферзь · e4 білий кінь · f4 чорний пішак · e3 білий кінь · h3 чорний кінь · a2 білий король · c2 білий слон · e1 чорний кінь · g1 чорна тура | f8 білий слон · b7 чорний слон · c7 чорний ферзь · d7 чорний пішак · f7 біла тура · b6 біла тура · c6 чорний пішак · e6 чорний пішак · e5 чорний король · a4 білий ферзь · e4 білий кінь · f4 чорний пішак · e3 білий кінь · h3 чорний кінь · a2 білий король · c2 білий слон · e1 чорний кінь · g1 чорна тура | f8 білий слон · b7 чорний слон · c7 чорний ферзь · d7 чорний пішак · f7 біла тура · b6 біла тура · c6 чорний пішак · e6 чорний пішак · e5 чорний король · a4 білий ферзь · e4 білий кінь · f4 чорний пішак · e3 білий кінь · h3 чорний кінь · a2 білий король · c2 білий слон · e1 чорний кінь · g1 чорна тура | f8 білий слон · b7 чорний слон · c7 чорний ферзь · d7 чорний пішак · f7 біла тура · b6 біла тура · c6 чорний пішак · e6 чорний пішак · e5 чорний король · a4 білий ферзь · e4 білий кінь · f4 чорний пішак · e3 білий кінь · h3 чорний кінь · a2 білий король · c2 білий слон · e1 чорний кінь · g1 чорна тура | f8 білий слон · b7 чорний слон · c7 чорний ферзь · d7 чорний пішак · f7 біла тура · b6 біла тура · c6 чорний пішак · e6 чорний пішак · e5 чорний король · a4 білий ферзь · e4 білий кінь · f4 чорний пішак · e3 білий кінь · h3 чорний кінь · a2 білий король · c2 білий слон · e1 чорний кінь · g1 чорна тура | 3 |
| 2 | f8 білий слон · b7 чорний слон · c7 чорний ферзь · d7 чорний пішак · f7 біла тура · b6 біла тура · c6 чорний пішак · e6 чорний пішак · e5 чорний король · a4 білий ферзь · e4 білий кінь · f4 чорний пішак · e3 білий кінь · h3 чорний кінь · a2 білий король · c2 білий слон · e1 чорний кінь · g1 чорна тура | f8 білий слон · b7 чорний слон · c7 чорний ферзь · d7 чорний пішак · f7 біла тура · b6 біла тура · c6 чорний пішак · e6 чорний пішак · e5 чорний король · a4 білий ферзь · e4 білий кінь · f4 чорний пішак · e3 білий кінь · h3 чорний кінь · a2 білий король · c2 білий слон · e1 чорний кінь · g1 чорна тура | f8 білий слон · b7 чорний слон · c7 чорний ферзь · d7 чорний пішак · f7 біла тура · b6 біла тура · c6 чорний пішак · e6 чорний пішак · e5 чорний король · a4 білий ферзь · e4 білий кінь · f4 чорний пішак · e3 білий кінь · h3 чорний кінь · a2 білий король · c2 білий слон · e1 чорний кінь · g1 чорна тура | f8 білий слон · b7 чорний слон · c7 чорний ферзь · d7 чорний пішак · f7 біла тура · b6 біла тура · c6 чорний пішак · e6 чорний пішак · e5 чорний король · a4 білий ферзь · e4 білий кінь · f4 чорний пішак · e3 білий кінь · h3 чорний кінь · a2 білий король · c2 білий слон · e1 чорний кінь · g1 чорна тура | f8 білий слон · b7 чорний слон · c7 чорний ферзь · d7 чорний пішак · f7 біла тура · b6 біла тура · c6 чорний пішак · e6 чорний пішак · e5 чорний король · a4 білий ферзь · e4 білий кінь · f4 чорний пішак · e3 білий кінь · h3 чорний кінь · a2 білий король · c2 білий слон · e1 чорний кінь · g1 чорна тура | f8 білий слон · b7 чорний слон · c7 чорний ферзь · d7 чорний пішак · f7 біла тура · b6 біла тура · c6 чорний пішак · e6 чорний пішак · e5 чорний король · a4 білий ферзь · e4 білий кінь · f4 чорний пішак · e3 білий кінь · h3 чорний кінь · a2 білий король · c2 білий слон · e1 чорний кінь · g1 чорна тура | f8 білий слон · b7 чорний слон · c7 чорний ферзь · d7 чорний пішак · f7 біла тура · b6 біла тура · c6 чорний пішак · e6 чорний пішак · e5 чорний король · a4 білий ферзь · e4 білий кінь · f4 чорний пішак · e3 білий кінь · h3 чорний кінь · a2 білий король · c2 білий слон · e1 чорний кінь · g1 чорна тура | f8 білий слон · b7 чорний слон · c7 чорний ферзь · d7 чорний пішак · f7 біла тура · b6 біла тура · c6 чорний пішак · e6 чорний пішак · e5 чорний король · a4 білий ферзь · e4 білий кінь · f4 чорний пішак · e3 білий кінь · h3 чорний кінь · a2 білий король · c2 білий слон · e1 чорний кінь · g1 чорна тура | 2 |
| 1 | f8 білий слон · b7 чорний слон · c7 чорний ферзь · d7 чорний пішак · f7 біла тура · b6 біла тура · c6 чорний пішак · e6 чорний пішак · e5 чорний король · a4 білий ферзь · e4 білий кінь · f4 чорний пішак · e3 білий кінь · h3 чорний кінь · a2 білий король · c2 білий слон · e1 чорний кінь · g1 чорна тура | f8 білий слон · b7 чорний слон · c7 чорний ферзь · d7 чорний пішак · f7 біла тура · b6 біла тура · c6 чорний пішак · e6 чорний пішак · e5 чорний король · a4 білий ферзь · e4 білий кінь · f4 чорний пішак · e3 білий кінь · h3 чорний кінь · a2 білий король · c2 білий слон · e1 чорний кінь · g1 чорна тура | f8 білий слон · b7 чорний слон · c7 чорний ферзь · d7 чорний пішак · f7 біла тура · b6 біла тура · c6 чорний пішак · e6 чорний пішак · e5 чорний король · a4 білий ферзь · e4 білий кінь · f4 чорний пішак · e3 білий кінь · h3 чорний кінь · a2 білий король · c2 білий слон · e1 чорний кінь · g1 чорна тура | f8 білий слон · b7 чорний слон · c7 чорний ферзь · d7 чорний пішак · f7 біла тура · b6 біла тура · c6 чорний пішак · e6 чорний пішак · e5 чорний король · a4 білий ферзь · e4 білий кінь · f4 чорний пішак · e3 білий кінь · h3 чорний кінь · a2 білий король · c2 білий слон · e1 чорний кінь · g1 чорна тура | f8 білий слон · b7 чорний слон · c7 чорний ферзь · d7 чорний пішак · f7 біла тура · b6 біла тура · c6 чорний пішак · e6 чорний пішак · e5 чорний король · a4 білий ферзь · e4 білий кінь · f4 чорний пішак · e3 білий кінь · h3 чорний кінь · a2 білий король · c2 білий слон · e1 чорний кінь · g1 чорна тура | f8 білий слон · b7 чорний слон · c7 чорний ферзь · d7 чорний пішак · f7 біла тура · b6 біла тура · c6 чорний пішак · e6 чорний пішак · e5 чорний король · a4 білий ферзь · e4 білий кінь · f4 чорний пішак · e3 білий кінь · h3 чорний кінь · a2 білий король · c2 білий слон · e1 чорний кінь · g1 чорна тура | f8 білий слон · b7 чорний слон · c7 чорний ферзь · d7 чорний пішак · f7 біла тура · b6 біла тура · c6 чорний пішак · e6 чорний пішак · e5 чорний король · a4 білий ферзь · e4 білий кінь · f4 чорний пішак · e3 білий кінь · h3 чорний кінь · a2 білий король · c2 білий слон · e1 чорний кінь · g1 чорна тура | f8 білий слон · b7 чорний слон · c7 чорний ферзь · d7 чорний пішак · f7 біла тура · b6 біла тура · c6 чорний пішак · e6 чорний пішак · e5 чорний король · a4 білий ферзь · e4 білий кінь · f4 чорний пішак · e3 білий кінь · h3 чорний кінь · a2 білий король · c2 білий слон · e1 чорний кінь · g1 чорна тура | 1 |
|   | a | b | c | d | e | f | g | h |   |

1. Sd6? ~ 2. De4 #
1. ... c5! і немає 2. Lg7 # ???
1. Sc5? ~ 2. De4 #
1. ... d5! і немає                                                   2. Sg4 # ???

1. Sg3! ~ 2.De4 #
1. ... c5 — на захист-спростування проходить  2. Lg7 #!
1. ... d5  — на захист-спростування проходить 2. Sg4 #!
- — - — - — -
1. ... Sf2,Sg4  2. D:f4 #

|   | a | b | c | d | e | f | g | h |   |
| 8 | a8 чорний кінь · d7 білий король · b6 чорний пішак · d6 чорний пішак · e6 білий кінь · b5 чорний кінь · d5 чорний король · e5 білий пішак · b4 білий пішак · c4 білий кінь · c3 чорний пішак · d3 білий пішак · f3 чорний пішак · g2 біла тура · c1 чорний слон · h1 білий слон | a8 чорний кінь · d7 білий король · b6 чорний пішак · d6 чорний пішак · e6 білий кінь · b5 чорний кінь · d5 чорний король · e5 білий пішак · b4 білий пішак · c4 білий кінь · c3 чорний пішак · d3 білий пішак · f3 чорний пішак · g2 біла тура · c1 чорний слон · h1 білий слон | a8 чорний кінь · d7 білий король · b6 чорний пішак · d6 чорний пішак · e6 білий кінь · b5 чорний кінь · d5 чорний король · e5 білий пішак · b4 білий пішак · c4 білий кінь · c3 чорний пішак · d3 білий пішак · f3 чорний пішак · g2 біла тура · c1 чорний слон · h1 білий слон | a8 чорний кінь · d7 білий король · b6 чорний пішак · d6 чорний пішак · e6 білий кінь · b5 чорний кінь · d5 чорний король · e5 білий пішак · b4 білий пішак · c4 білий кінь · c3 чорний пішак · d3 білий пішак · f3 чорний пішак · g2 біла тура · c1 чорний слон · h1 білий слон | a8 чорний кінь · d7 білий король · b6 чорний пішак · d6 чорний пішак · e6 білий кінь · b5 чорний кінь · d5 чорний король · e5 білий пішак · b4 білий пішак · c4 білий кінь · c3 чорний пішак · d3 білий пішак · f3 чорний пішак · g2 біла тура · c1 чорний слон · h1 білий слон | a8 чорний кінь · d7 білий король · b6 чорний пішак · d6 чорний пішак · e6 білий кінь · b5 чорний кінь · d5 чорний король · e5 білий пішак · b4 білий пішак · c4 білий кінь · c3 чорний пішак · d3 білий пішак · f3 чорний пішак · g2 біла тура · c1 чорний слон · h1 білий слон | a8 чорний кінь · d7 білий король · b6 чорний пішак · d6 чорний пішак · e6 білий кінь · b5 чорний кінь · d5 чорний король · e5 білий пішак · b4 білий пішак · c4 білий кінь · c3 чорний пішак · d3 білий пішак · f3 чорний пішак · g2 біла тура · c1 чорний слон · h1 білий слон | a8 чорний кінь · d7 білий король · b6 чорний пішак · d6 чорний пішак · e6 білий кінь · b5 чорний кінь · d5 чорний король · e5 білий пішак · b4 білий пішак · c4 білий кінь · c3 чорний пішак · d3 білий пішак · f3 чорний пішак · g2 біла тура · c1 чорний слон · h1 білий слон | 8 |
| 7 | a8 чорний кінь · d7 білий король · b6 чорний пішак · d6 чорний пішак · e6 білий кінь · b5 чорний кінь · d5 чорний король · e5 білий пішак · b4 білий пішак · c4 білий кінь · c3 чорний пішак · d3 білий пішак · f3 чорний пішак · g2 біла тура · c1 чорний слон · h1 білий слон | a8 чорний кінь · d7 білий король · b6 чорний пішак · d6 чорний пішак · e6 білий кінь · b5 чорний кінь · d5 чорний король · e5 білий пішак · b4 білий пішак · c4 білий кінь · c3 чорний пішак · d3 білий пішак · f3 чорний пішак · g2 біла тура · c1 чорний слон · h1 білий слон | a8 чорний кінь · d7 білий король · b6 чорний пішак · d6 чорний пішак · e6 білий кінь · b5 чорний кінь · d5 чорний король · e5 білий пішак · b4 білий пішак · c4 білий кінь · c3 чорний пішак · d3 білий пішак · f3 чорний пішак · g2 біла тура · c1 чорний слон · h1 білий слон | a8 чорний кінь · d7 білий король · b6 чорний пішак · d6 чорний пішак · e6 білий кінь · b5 чорний кінь · d5 чорний король · e5 білий пішак · b4 білий пішак · c4 білий кінь · c3 чорний пішак · d3 білий пішак · f3 чорний пішак · g2 біла тура · c1 чорний слон · h1 білий слон | a8 чорний кінь · d7 білий король · b6 чорний пішак · d6 чорний пішак · e6 білий кінь · b5 чорний кінь · d5 чорний король · e5 білий пішак · b4 білий пішак · c4 білий кінь · c3 чорний пішак · d3 білий пішак · f3 чорний пішак · g2 біла тура · c1 чорний слон · h1 білий слон | a8 чорний кінь · d7 білий король · b6 чорний пішак · d6 чорний пішак · e6 білий кінь · b5 чорний кінь · d5 чорний король · e5 білий пішак · b4 білий пішак · c4 білий кінь · c3 чорний пішак · d3 білий пішак · f3 чорний пішак · g2 біла тура · c1 чорний слон · h1 білий слон | a8 чорний кінь · d7 білий король · b6 чорний пішак · d6 чорний пішак · e6 білий кінь · b5 чорний кінь · d5 чорний король · e5 білий пішак · b4 білий пішак · c4 білий кінь · c3 чорний пішак · d3 білий пішак · f3 чорний пішак · g2 біла тура · c1 чорний слон · h1 білий слон | a8 чорний кінь · d7 білий король · b6 чорний пішак · d6 чорний пішак · e6 білий кінь · b5 чорний кінь · d5 чорний король · e5 білий пішак · b4 білий пішак · c4 білий кінь · c3 чорний пішак · d3 білий пішак · f3 чорний пішак · g2 біла тура · c1 чорний слон · h1 білий слон | 7 |
| 6 | a8 чорний кінь · d7 білий король · b6 чорний пішак · d6 чорний пішак · e6 білий кінь · b5 чорний кінь · d5 чорний король · e5 білий пішак · b4 білий пішак · c4 білий кінь · c3 чорний пішак · d3 білий пішак · f3 чорний пішак · g2 біла тура · c1 чорний слон · h1 білий слон | a8 чорний кінь · d7 білий король · b6 чорний пішак · d6 чорний пішак · e6 білий кінь · b5 чорний кінь · d5 чорний король · e5 білий пішак · b4 білий пішак · c4 білий кінь · c3 чорний пішак · d3 білий пішак · f3 чорний пішак · g2 біла тура · c1 чорний слон · h1 білий слон | a8 чорний кінь · d7 білий король · b6 чорний пішак · d6 чорний пішак · e6 білий кінь · b5 чорний кінь · d5 чорний король · e5 білий пішак · b4 білий пішак · c4 білий кінь · c3 чорний пішак · d3 білий пішак · f3 чорний пішак · g2 біла тура · c1 чорний слон · h1 білий слон | a8 чорний кінь · d7 білий король · b6 чорний пішак · d6 чорний пішак · e6 білий кінь · b5 чорний кінь · d5 чорний король · e5 білий пішак · b4 білий пішак · c4 білий кінь · c3 чорний пішак · d3 білий пішак · f3 чорний пішак · g2 біла тура · c1 чорний слон · h1 білий слон | a8 чорний кінь · d7 білий король · b6 чорний пішак · d6 чорний пішак · e6 білий кінь · b5 чорний кінь · d5 чорний король · e5 білий пішак · b4 білий пішак · c4 білий кінь · c3 чорний пішак · d3 білий пішак · f3 чорний пішак · g2 біла тура · c1 чорний слон · h1 білий слон | a8 чорний кінь · d7 білий король · b6 чорний пішак · d6 чорний пішак · e6 білий кінь · b5 чорний кінь · d5 чорний король · e5 білий пішак · b4 білий пішак · c4 білий кінь · c3 чорний пішак · d3 білий пішак · f3 чорний пішак · g2 біла тура · c1 чорний слон · h1 білий слон | a8 чорний кінь · d7 білий король · b6 чорний пішак · d6 чорний пішак · e6 білий кінь · b5 чорний кінь · d5 чорний король · e5 білий пішак · b4 білий пішак · c4 білий кінь · c3 чорний пішак · d3 білий пішак · f3 чорний пішак · g2 біла тура · c1 чорний слон · h1 білий слон | a8 чорний кінь · d7 білий король · b6 чорний пішак · d6 чорний пішак · e6 білий кінь · b5 чорний кінь · d5 чорний король · e5 білий пішак · b4 білий пішак · c4 білий кінь · c3 чорний пішак · d3 білий пішак · f3 чорний пішак · g2 біла тура · c1 чорний слон · h1 білий слон | 6 |
| 5 | a8 чорний кінь · d7 білий король · b6 чорний пішак · d6 чорний пішак · e6 білий кінь · b5 чорний кінь · d5 чорний король · e5 білий пішак · b4 білий пішак · c4 білий кінь · c3 чорний пішак · d3 білий пішак · f3 чорний пішак · g2 біла тура · c1 чорний слон · h1 білий слон | a8 чорний кінь · d7 білий король · b6 чорний пішак · d6 чорний пішак · e6 білий кінь · b5 чорний кінь · d5 чорний король · e5 білий пішак · b4 білий пішак · c4 білий кінь · c3 чорний пішак · d3 білий пішак · f3 чорний пішак · g2 біла тура · c1 чорний слон · h1 білий слон | a8 чорний кінь · d7 білий король · b6 чорний пішак · d6 чорний пішак · e6 білий кінь · b5 чорний кінь · d5 чорний король · e5 білий пішак · b4 білий пішак · c4 білий кінь · c3 чорний пішак · d3 білий пішак · f3 чорний пішак · g2 біла тура · c1 чорний слон · h1 білий слон | a8 чорний кінь · d7 білий король · b6 чорний пішак · d6 чорний пішак · e6 білий кінь · b5 чорний кінь · d5 чорний король · e5 білий пішак · b4 білий пішак · c4 білий кінь · c3 чорний пішак · d3 білий пішак · f3 чорний пішак · g2 біла тура · c1 чорний слон · h1 білий слон | a8 чорний кінь · d7 білий король · b6 чорний пішак · d6 чорний пішак · e6 білий кінь · b5 чорний кінь · d5 чорний король · e5 білий пішак · b4 білий пішак · c4 білий кінь · c3 чорний пішак · d3 білий пішак · f3 чорний пішак · g2 біла тура · c1 чорний слон · h1 білий слон | a8 чорний кінь · d7 білий король · b6 чорний пішак · d6 чорний пішак · e6 білий кінь · b5 чорний кінь · d5 чорний король · e5 білий пішак · b4 білий пішак · c4 білий кінь · c3 чорний пішак · d3 білий пішак · f3 чорний пішак · g2 біла тура · c1 чорний слон · h1 білий слон | a8 чорний кінь · d7 білий король · b6 чорний пішак · d6 чорний пішак · e6 білий кінь · b5 чорний кінь · d5 чорний король · e5 білий пішак · b4 білий пішак · c4 білий кінь · c3 чорний пішак · d3 білий пішак · f3 чорний пішак · g2 біла тура · c1 чорний слон · h1 білий слон | a8 чорний кінь · d7 білий король · b6 чорний пішак · d6 чорний пішак · e6 білий кінь · b5 чорний кінь · d5 чорний король · e5 білий пішак · b4 білий пішак · c4 білий кінь · c3 чорний пішак · d3 білий пішак · f3 чорний пішак · g2 біла тура · c1 чорний слон · h1 білий слон | 5 |
| 4 | a8 чорний кінь · d7 білий король · b6 чорний пішак · d6 чорний пішак · e6 білий кінь · b5 чорний кінь · d5 чорний король · e5 білий пішак · b4 білий пішак · c4 білий кінь · c3 чорний пішак · d3 білий пішак · f3 чорний пішак · g2 біла тура · c1 чорний слон · h1 білий слон | a8 чорний кінь · d7 білий король · b6 чорний пішак · d6 чорний пішак · e6 білий кінь · b5 чорний кінь · d5 чорний король · e5 білий пішак · b4 білий пішак · c4 білий кінь · c3 чорний пішак · d3 білий пішак · f3 чорний пішак · g2 біла тура · c1 чорний слон · h1 білий слон | a8 чорний кінь · d7 білий король · b6 чорний пішак · d6 чорний пішак · e6 білий кінь · b5 чорний кінь · d5 чорний король · e5 білий пішак · b4 білий пішак · c4 білий кінь · c3 чорний пішак · d3 білий пішак · f3 чорний пішак · g2 біла тура · c1 чорний слон · h1 білий слон | a8 чорний кінь · d7 білий король · b6 чорний пішак · d6 чорний пішак · e6 білий кінь · b5 чорний кінь · d5 чорний король · e5 білий пішак · b4 білий пішак · c4 білий кінь · c3 чорний пішак · d3 білий пішак · f3 чорний пішак · g2 біла тура · c1 чорний слон · h1 білий слон | a8 чорний кінь · d7 білий король · b6 чорний пішак · d6 чорний пішак · e6 білий кінь · b5 чорний кінь · d5 чорний король · e5 білий пішак · b4 білий пішак · c4 білий кінь · c3 чорний пішак · d3 білий пішак · f3 чорний пішак · g2 біла тура · c1 чорний слон · h1 білий слон | a8 чорний кінь · d7 білий король · b6 чорний пішак · d6 чорний пішак · e6 білий кінь · b5 чорний кінь · d5 чорний король · e5 білий пішак · b4 білий пішак · c4 білий кінь · c3 чорний пішак · d3 білий пішак · f3 чорний пішак · g2 біла тура · c1 чорний слон · h1 білий слон | a8 чорний кінь · d7 білий король · b6 чорний пішак · d6 чорний пішак · e6 білий кінь · b5 чорний кінь · d5 чорний король · e5 білий пішак · b4 білий пішак · c4 білий кінь · c3 чорний пішак · d3 білий пішак · f3 чорний пішак · g2 біла тура · c1 чорний слон · h1 білий слон | a8 чорний кінь · d7 білий король · b6 чорний пішак · d6 чорний пішак · e6 білий кінь · b5 чорний кінь · d5 чорний король · e5 білий пішак · b4 білий пішак · c4 білий кінь · c3 чорний пішак · d3 білий пішак · f3 чорний пішак · g2 біла тура · c1 чорний слон · h1 білий слон | 4 |
| 3 | a8 чорний кінь · d7 білий король · b6 чорний пішак · d6 чорний пішак · e6 білий кінь · b5 чорний кінь · d5 чорний король · e5 білий пішак · b4 білий пішак · c4 білий кінь · c3 чорний пішак · d3 білий пішак · f3 чорний пішак · g2 біла тура · c1 чорний слон · h1 білий слон | a8 чорний кінь · d7 білий король · b6 чорний пішак · d6 чорний пішак · e6 білий кінь · b5 чорний кінь · d5 чорний король · e5 білий пішак · b4 білий пішак · c4 білий кінь · c3 чорний пішак · d3 білий пішак · f3 чорний пішак · g2 біла тура · c1 чорний слон · h1 білий слон | a8 чорний кінь · d7 білий король · b6 чорний пішак · d6 чорний пішак · e6 білий кінь · b5 чорний кінь · d5 чорний король · e5 білий пішак · b4 білий пішак · c4 білий кінь · c3 чорний пішак · d3 білий пішак · f3 чорний пішак · g2 біла тура · c1 чорний слон · h1 білий слон | a8 чорний кінь · d7 білий король · b6 чорний пішак · d6 чорний пішак · e6 білий кінь · b5 чорний кінь · d5 чорний король · e5 білий пішак · b4 білий пішак · c4 білий кінь · c3 чорний пішак · d3 білий пішак · f3 чорний пішак · g2 біла тура · c1 чорний слон · h1 білий слон | a8 чорний кінь · d7 білий король · b6 чорний пішак · d6 чорний пішак · e6 білий кінь · b5 чорний кінь · d5 чорний король · e5 білий пішак · b4 білий пішак · c4 білий кінь · c3 чорний пішак · d3 білий пішак · f3 чорний пішак · g2 біла тура · c1 чорний слон · h1 білий слон | a8 чорний кінь · d7 білий король · b6 чорний пішак · d6 чорний пішак · e6 білий кінь · b5 чорний кінь · d5 чорний король · e5 білий пішак · b4 білий пішак · c4 білий кінь · c3 чорний пішак · d3 білий пішак · f3 чорний пішак · g2 біла тура · c1 чорний слон · h1 білий слон | a8 чорний кінь · d7 білий король · b6 чорний пішак · d6 чорний пішак · e6 білий кінь · b5 чорний кінь · d5 чорний король · e5 білий пішак · b4 білий пішак · c4 білий кінь · c3 чорний пішак · d3 білий пішак · f3 чорний пішак · g2 біла тура · c1 чорний слон · h1 білий слон | a8 чорний кінь · d7 білий король · b6 чорний пішак · d6 чорний пішак · e6 білий кінь · b5 чорний кінь · d5 чорний король · e5 білий пішак · b4 білий пішак · c4 білий кінь · c3 чорний пішак · d3 білий пішак · f3 чорний пішак · g2 біла тура · c1 чорний слон · h1 білий слон | 3 |
| 2 | a8 чорний кінь · d7 білий король · b6 чорний пішак · d6 чорний пішак · e6 білий кінь · b5 чорний кінь · d5 чорний король · e5 білий пішак · b4 білий пішак · c4 білий кінь · c3 чорний пішак · d3 білий пішак · f3 чорний пішак · g2 біла тура · c1 чорний слон · h1 білий слон | a8 чорний кінь · d7 білий король · b6 чорний пішак · d6 чорний пішак · e6 білий кінь · b5 чорний кінь · d5 чорний король · e5 білий пішак · b4 білий пішак · c4 білий кінь · c3 чорний пішак · d3 білий пішак · f3 чорний пішак · g2 біла тура · c1 чорний слон · h1 білий слон | a8 чорний кінь · d7 білий король · b6 чорний пішак · d6 чорний пішак · e6 білий кінь · b5 чорний кінь · d5 чорний король · e5 білий пішак · b4 білий пішак · c4 білий кінь · c3 чорний пішак · d3 білий пішак · f3 чорний пішак · g2 біла тура · c1 чорний слон · h1 білий слон | a8 чорний кінь · d7 білий король · b6 чорний пішак · d6 чорний пішак · e6 білий кінь · b5 чорний кінь · d5 чорний король · e5 білий пішак · b4 білий пішак · c4 білий кінь · c3 чорний пішак · d3 білий пішак · f3 чорний пішак · g2 біла тура · c1 чорний слон · h1 білий слон | a8 чорний кінь · d7 білий король · b6 чорний пішак · d6 чорний пішак · e6 білий кінь · b5 чорний кінь · d5 чорний король · e5 білий пішак · b4 білий пішак · c4 білий кінь · c3 чорний пішак · d3 білий пішак · f3 чорний пішак · g2 біла тура · c1 чорний слон · h1 білий слон | a8 чорний кінь · d7 білий король · b6 чорний пішак · d6 чорний пішак · e6 білий кінь · b5 чорний кінь · d5 чорний король · e5 білий пішак · b4 білий пішак · c4 білий кінь · c3 чорний пішак · d3 білий пішак · f3 чорний пішак · g2 біла тура · c1 чорний слон · h1 білий слон | a8 чорний кінь · d7 білий король · b6 чорний пішак · d6 чорний пішак · e6 білий кінь · b5 чорний кінь · d5 чорний король · e5 білий пішак · b4 білий пішак · c4 білий кінь · c3 чорний пішак · d3 білий пішак · f3 чорний пішак · g2 біла тура · c1 чорний слон · h1 білий слон | a8 чорний кінь · d7 білий король · b6 чорний пішак · d6 чорний пішак · e6 білий кінь · b5 чорний кінь · d5 чорний король · e5 білий пішак · b4 білий пішак · c4 білий кінь · c3 чорний пішак · d3 білий пішак · f3 чорний пішак · g2 біла тура · c1 чорний слон · h1 білий слон | 2 |
| 1 | a8 чорний кінь · d7 білий король · b6 чорний пішак · d6 чорний пішак · e6 білий кінь · b5 чорний кінь · d5 чорний король · e5 білий пішак · b4 білий пішак · c4 білий кінь · c3 чорний пішак · d3 білий пішак · f3 чорний пішак · g2 біла тура · c1 чорний слон · h1 білий слон | a8 чорний кінь · d7 білий король · b6 чорний пішак · d6 чорний пішак · e6 білий кінь · b5 чорний кінь · d5 чорний король · e5 білий пішак · b4 білий пішак · c4 білий кінь · c3 чорний пішак · d3 білий пішак · f3 чорний пішак · g2 біла тура · c1 чорний слон · h1 білий слон | a8 чорний кінь · d7 білий король · b6 чорний пішак · d6 чорний пішак · e6 білий кінь · b5 чорний кінь · d5 чорний король · e5 білий пішак · b4 білий пішак · c4 білий кінь · c3 чорний пішак · d3 білий пішак · f3 чорний пішак · g2 біла тура · c1 чорний слон · h1 білий слон | a8 чорний кінь · d7 білий король · b6 чорний пішак · d6 чорний пішак · e6 білий кінь · b5 чорний кінь · d5 чорний король · e5 білий пішак · b4 білий пішак · c4 білий кінь · c3 чорний пішак · d3 білий пішак · f3 чорний пішак · g2 біла тура · c1 чорний слон · h1 білий слон | a8 чорний кінь · d7 білий король · b6 чорний пішак · d6 чорний пішак · e6 білий кінь · b5 чорний кінь · d5 чорний король · e5 білий пішак · b4 білий пішак · c4 білий кінь · c3 чорний пішак · d3 білий пішак · f3 чорний пішак · g2 біла тура · c1 чорний слон · h1 білий слон | a8 чорний кінь · d7 білий король · b6 чорний пішак · d6 чорний пішак · e6 білий кінь · b5 чорний кінь · d5 чорний король · e5 білий пішак · b4 білий пішак · c4 білий кінь · c3 чорний пішак · d3 білий пішак · f3 чорний пішак · g2 біла тура · c1 чорний слон · h1 білий слон | a8 чорний кінь · d7 білий король · b6 чорний пішак · d6 чорний пішак · e6 білий кінь · b5 чорний кінь · d5 чорний король · e5 білий пішак · b4 білий пішак · c4 білий кінь · c3 чорний пішак · d3 білий пішак · f3 чорний пішак · g2 біла тура · c1 чорний слон · h1 білий слон | a8 чорний кінь · d7 білий король · b6 чорний пішак · d6 чорний пішак · e6 білий кінь · b5 чорний кінь · d5 чорний король · e5 білий пішак · b4 білий пішак · c4 білий кінь · c3 чорний пішак · d3 білий пішак · f3 чорний пішак · g2 біла тура · c1 чорний слон · h1 білий слон | 1 |
|   | a | b | c | d | e | f | g | h |   |

1.Tg4? ~ 2. L:f3 #
1. ... de5! 2. Se3 # ???
1.Te2? ~ 2. L:f3 #
1. ... Sd4! 2. Sf4 # ???
1. Td2! ~ 2. L:f3 #
1. ... de5 2. Se3 #
1. ... Sd4 2. Sf4 #

|   | a | b | c | d | e | f | g | h |   |
| 8 | a8 білий король · d8 чорний король · a7 біла тура · d7 білий пішак · e7 чорний пішак · h7 чорна тура · d5 білий слон · f5 білий кінь · h5 чорний пішак · e4 білий ферзь · d2 біла тура · h2 білий слон · e1 чорна тура | a8 білий король · d8 чорний король · a7 біла тура · d7 білий пішак · e7 чорний пішак · h7 чорна тура · d5 білий слон · f5 білий кінь · h5 чорний пішак · e4 білий ферзь · d2 біла тура · h2 білий слон · e1 чорна тура | a8 білий король · d8 чорний король · a7 біла тура · d7 білий пішак · e7 чорний пішак · h7 чорна тура · d5 білий слон · f5 білий кінь · h5 чорний пішак · e4 білий ферзь · d2 біла тура · h2 білий слон · e1 чорна тура | a8 білий король · d8 чорний король · a7 біла тура · d7 білий пішак · e7 чорний пішак · h7 чорна тура · d5 білий слон · f5 білий кінь · h5 чорний пішак · e4 білий ферзь · d2 біла тура · h2 білий слон · e1 чорна тура | a8 білий король · d8 чорний король · a7 біла тура · d7 білий пішак · e7 чорний пішак · h7 чорна тура · d5 білий слон · f5 білий кінь · h5 чорний пішак · e4 білий ферзь · d2 біла тура · h2 білий слон · e1 чорна тура | a8 білий король · d8 чорний король · a7 біла тура · d7 білий пішак · e7 чорний пішак · h7 чорна тура · d5 білий слон · f5 білий кінь · h5 чорний пішак · e4 білий ферзь · d2 біла тура · h2 білий слон · e1 чорна тура | a8 білий король · d8 чорний король · a7 біла тура · d7 білий пішак · e7 чорний пішак · h7 чорна тура · d5 білий слон · f5 білий кінь · h5 чорний пішак · e4 білий ферзь · d2 біла тура · h2 білий слон · e1 чорна тура | a8 білий король · d8 чорний король · a7 біла тура · d7 білий пішак · e7 чорний пішак · h7 чорна тура · d5 білий слон · f5 білий кінь · h5 чорний пішак · e4 білий ферзь · d2 біла тура · h2 білий слон · e1 чорна тура | 8 |
| 7 | a8 білий король · d8 чорний король · a7 біла тура · d7 білий пішак · e7 чорний пішак · h7 чорна тура · d5 білий слон · f5 білий кінь · h5 чорний пішак · e4 білий ферзь · d2 біла тура · h2 білий слон · e1 чорна тура | a8 білий король · d8 чорний король · a7 біла тура · d7 білий пішак · e7 чорний пішак · h7 чорна тура · d5 білий слон · f5 білий кінь · h5 чорний пішак · e4 білий ферзь · d2 біла тура · h2 білий слон · e1 чорна тура | a8 білий король · d8 чорний король · a7 біла тура · d7 білий пішак · e7 чорний пішак · h7 чорна тура · d5 білий слон · f5 білий кінь · h5 чорний пішак · e4 білий ферзь · d2 біла тура · h2 білий слон · e1 чорна тура | a8 білий король · d8 чорний король · a7 біла тура · d7 білий пішак · e7 чорний пішак · h7 чорна тура · d5 білий слон · f5 білий кінь · h5 чорний пішак · e4 білий ферзь · d2 біла тура · h2 білий слон · e1 чорна тура | a8 білий король · d8 чорний король · a7 біла тура · d7 білий пішак · e7 чорний пішак · h7 чорна тура · d5 білий слон · f5 білий кінь · h5 чорний пішак · e4 білий ферзь · d2 біла тура · h2 білий слон · e1 чорна тура | a8 білий король · d8 чорний король · a7 біла тура · d7 білий пішак · e7 чорний пішак · h7 чорна тура · d5 білий слон · f5 білий кінь · h5 чорний пішак · e4 білий ферзь · d2 біла тура · h2 білий слон · e1 чорна тура | a8 білий король · d8 чорний король · a7 біла тура · d7 білий пішак · e7 чорний пішак · h7 чорна тура · d5 білий слон · f5 білий кінь · h5 чорний пішак · e4 білий ферзь · d2 біла тура · h2 білий слон · e1 чорна тура | a8 білий король · d8 чорний король · a7 біла тура · d7 білий пішак · e7 чорний пішак · h7 чорна тура · d5 білий слон · f5 білий кінь · h5 чорний пішак · e4 білий ферзь · d2 біла тура · h2 білий слон · e1 чорна тура | 7 |
| 6 | a8 білий король · d8 чорний король · a7 біла тура · d7 білий пішак · e7 чорний пішак · h7 чорна тура · d5 білий слон · f5 білий кінь · h5 чорний пішак · e4 білий ферзь · d2 біла тура · h2 білий слон · e1 чорна тура | a8 білий король · d8 чорний король · a7 біла тура · d7 білий пішак · e7 чорний пішак · h7 чорна тура · d5 білий слон · f5 білий кінь · h5 чорний пішак · e4 білий ферзь · d2 біла тура · h2 білий слон · e1 чорна тура | a8 білий король · d8 чорний король · a7 біла тура · d7 білий пішак · e7 чорний пішак · h7 чорна тура · d5 білий слон · f5 білий кінь · h5 чорний пішак · e4 білий ферзь · d2 біла тура · h2 білий слон · e1 чорна тура | a8 білий король · d8 чорний король · a7 біла тура · d7 білий пішак · e7 чорний пішак · h7 чорна тура · d5 білий слон · f5 білий кінь · h5 чорний пішак · e4 білий ферзь · d2 біла тура · h2 білий слон · e1 чорна тура | a8 білий король · d8 чорний король · a7 біла тура · d7 білий пішак · e7 чорний пішак · h7 чорна тура · d5 білий слон · f5 білий кінь · h5 чорний пішак · e4 білий ферзь · d2 біла тура · h2 білий слон · e1 чорна тура | a8 білий король · d8 чорний король · a7 біла тура · d7 білий пішак · e7 чорний пішак · h7 чорна тура · d5 білий слон · f5 білий кінь · h5 чорний пішак · e4 білий ферзь · d2 біла тура · h2 білий слон · e1 чорна тура | a8 білий король · d8 чорний король · a7 біла тура · d7 білий пішак · e7 чорний пішак · h7 чорна тура · d5 білий слон · f5 білий кінь · h5 чорний пішак · e4 білий ферзь · d2 біла тура · h2 білий слон · e1 чорна тура | a8 білий король · d8 чорний король · a7 біла тура · d7 білий пішак · e7 чорний пішак · h7 чорна тура · d5 білий слон · f5 білий кінь · h5 чорний пішак · e4 білий ферзь · d2 біла тура · h2 білий слон · e1 чорна тура | 6 |
| 5 | a8 білий король · d8 чорний король · a7 біла тура · d7 білий пішак · e7 чорний пішак · h7 чорна тура · d5 білий слон · f5 білий кінь · h5 чорний пішак · e4 білий ферзь · d2 біла тура · h2 білий слон · e1 чорна тура | a8 білий король · d8 чорний король · a7 біла тура · d7 білий пішак · e7 чорний пішак · h7 чорна тура · d5 білий слон · f5 білий кінь · h5 чорний пішак · e4 білий ферзь · d2 біла тура · h2 білий слон · e1 чорна тура | a8 білий король · d8 чорний король · a7 біла тура · d7 білий пішак · e7 чорний пішак · h7 чорна тура · d5 білий слон · f5 білий кінь · h5 чорний пішак · e4 білий ферзь · d2 біла тура · h2 білий слон · e1 чорна тура | a8 білий король · d8 чорний король · a7 біла тура · d7 білий пішак · e7 чорний пішак · h7 чорна тура · d5 білий слон · f5 білий кінь · h5 чорний пішак · e4 білий ферзь · d2 біла тура · h2 білий слон · e1 чорна тура | a8 білий король · d8 чорний король · a7 біла тура · d7 білий пішак · e7 чорний пішак · h7 чорна тура · d5 білий слон · f5 білий кінь · h5 чорний пішак · e4 білий ферзь · d2 біла тура · h2 білий слон · e1 чорна тура | a8 білий король · d8 чорний король · a7 біла тура · d7 білий пішак · e7 чорний пішак · h7 чорна тура · d5 білий слон · f5 білий кінь · h5 чорний пішак · e4 білий ферзь · d2 біла тура · h2 білий слон · e1 чорна тура | a8 білий король · d8 чорний король · a7 біла тура · d7 білий пішак · e7 чорний пішак · h7 чорна тура · d5 білий слон · f5 білий кінь · h5 чорний пішак · e4 білий ферзь · d2 біла тура · h2 білий слон · e1 чорна тура | a8 білий король · d8 чорний король · a7 біла тура · d7 білий пішак · e7 чорний пішак · h7 чорна тура · d5 білий слон · f5 білий кінь · h5 чорний пішак · e4 білий ферзь · d2 біла тура · h2 білий слон · e1 чорна тура | 5 |
| 4 | a8 білий король · d8 чорний король · a7 біла тура · d7 білий пішак · e7 чорний пішак · h7 чорна тура · d5 білий слон · f5 білий кінь · h5 чорний пішак · e4 білий ферзь · d2 біла тура · h2 білий слон · e1 чорна тура | a8 білий король · d8 чорний король · a7 біла тура · d7 білий пішак · e7 чорний пішак · h7 чорна тура · d5 білий слон · f5 білий кінь · h5 чорний пішак · e4 білий ферзь · d2 біла тура · h2 білий слон · e1 чорна тура | a8 білий король · d8 чорний король · a7 біла тура · d7 білий пішак · e7 чорний пішак · h7 чорна тура · d5 білий слон · f5 білий кінь · h5 чорний пішак · e4 білий ферзь · d2 біла тура · h2 білий слон · e1 чорна тура | a8 білий король · d8 чорний король · a7 біла тура · d7 білий пішак · e7 чорний пішак · h7 чорна тура · d5 білий слон · f5 білий кінь · h5 чорний пішак · e4 білий ферзь · d2 біла тура · h2 білий слон · e1 чорна тура | a8 білий король · d8 чорний король · a7 біла тура · d7 білий пішак · e7 чорний пішак · h7 чорна тура · d5 білий слон · f5 білий кінь · h5 чорний пішак · e4 білий ферзь · d2 біла тура · h2 білий слон · e1 чорна тура | a8 білий король · d8 чорний король · a7 біла тура · d7 білий пішак · e7 чорний пішак · h7 чорна тура · d5 білий слон · f5 білий кінь · h5 чорний пішак · e4 білий ферзь · d2 біла тура · h2 білий слон · e1 чорна тура | a8 білий король · d8 чорний король · a7 біла тура · d7 білий пішак · e7 чорний пішак · h7 чорна тура · d5 білий слон · f5 білий кінь · h5 чорний пішак · e4 білий ферзь · d2 біла тура · h2 білий слон · e1 чорна тура | a8 білий король · d8 чорний король · a7 біла тура · d7 білий пішак · e7 чорний пішак · h7 чорна тура · d5 білий слон · f5 білий кінь · h5 чорний пішак · e4 білий ферзь · d2 біла тура · h2 білий слон · e1 чорна тура | 4 |
| 3 | a8 білий король · d8 чорний король · a7 біла тура · d7 білий пішак · e7 чорний пішак · h7 чорна тура · d5 білий слон · f5 білий кінь · h5 чорний пішак · e4 білий ферзь · d2 біла тура · h2 білий слон · e1 чорна тура | a8 білий король · d8 чорний король · a7 біла тура · d7 білий пішак · e7 чорний пішак · h7 чорна тура · d5 білий слон · f5 білий кінь · h5 чорний пішак · e4 білий ферзь · d2 біла тура · h2 білий слон · e1 чорна тура | a8 білий король · d8 чорний король · a7 біла тура · d7 білий пішак · e7 чорний пішак · h7 чорна тура · d5 білий слон · f5 білий кінь · h5 чорний пішак · e4 білий ферзь · d2 біла тура · h2 білий слон · e1 чорна тура | a8 білий король · d8 чорний король · a7 біла тура · d7 білий пішак · e7 чорний пішак · h7 чорна тура · d5 білий слон · f5 білий кінь · h5 чорний пішак · e4 білий ферзь · d2 біла тура · h2 білий слон · e1 чорна тура | a8 білий король · d8 чорний король · a7 біла тура · d7 білий пішак · e7 чорний пішак · h7 чорна тура · d5 білий слон · f5 білий кінь · h5 чорний пішак · e4 білий ферзь · d2 біла тура · h2 білий слон · e1 чорна тура | a8 білий король · d8 чорний король · a7 біла тура · d7 білий пішак · e7 чорний пішак · h7 чорна тура · d5 білий слон · f5 білий кінь · h5 чорний пішак · e4 білий ферзь · d2 біла тура · h2 білий слон · e1 чорна тура | a8 білий король · d8 чорний король · a7 біла тура · d7 білий пішак · e7 чорний пішак · h7 чорна тура · d5 білий слон · f5 білий кінь · h5 чорний пішак · e4 білий ферзь · d2 біла тура · h2 білий слон · e1 чорна тура | a8 білий король · d8 чорний король · a7 біла тура · d7 білий пішак · e7 чорний пішак · h7 чорна тура · d5 білий слон · f5 білий кінь · h5 чорний пішак · e4 білий ферзь · d2 біла тура · h2 білий слон · e1 чорна тура | 3 |
| 2 | a8 білий король · d8 чорний король · a7 біла тура · d7 білий пішак · e7 чорний пішак · h7 чорна тура · d5 білий слон · f5 білий кінь · h5 чорний пішак · e4 білий ферзь · d2 біла тура · h2 білий слон · e1 чорна тура | a8 білий король · d8 чорний король · a7 біла тура · d7 білий пішак · e7 чорний пішак · h7 чорна тура · d5 білий слон · f5 білий кінь · h5 чорний пішак · e4 білий ферзь · d2 біла тура · h2 білий слон · e1 чорна тура | a8 білий король · d8 чорний король · a7 біла тура · d7 білий пішак · e7 чорний пішак · h7 чорна тура · d5 білий слон · f5 білий кінь · h5 чорний пішак · e4 білий ферзь · d2 біла тура · h2 білий слон · e1 чорна тура | a8 білий король · d8 чорний король · a7 біла тура · d7 білий пішак · e7 чорний пішак · h7 чорна тура · d5 білий слон · f5 білий кінь · h5 чорний пішак · e4 білий ферзь · d2 біла тура · h2 білий слон · e1 чорна тура | a8 білий король · d8 чорний король · a7 біла тура · d7 білий пішак · e7 чорний пішак · h7 чорна тура · d5 білий слон · f5 білий кінь · h5 чорний пішак · e4 білий ферзь · d2 біла тура · h2 білий слон · e1 чорна тура | a8 білий король · d8 чорний король · a7 біла тура · d7 білий пішак · e7 чорний пішак · h7 чорна тура · d5 білий слон · f5 білий кінь · h5 чорний пішак · e4 білий ферзь · d2 біла тура · h2 білий слон · e1 чорна тура | a8 білий король · d8 чорний король · a7 біла тура · d7 білий пішак · e7 чорний пішак · h7 чорна тура · d5 білий слон · f5 білий кінь · h5 чорний пішак · e4 білий ферзь · d2 біла тура · h2 білий слон · e1 чорна тура | a8 білий король · d8 чорний король · a7 біла тура · d7 білий пішак · e7 чорний пішак · h7 чорна тура · d5 білий слон · f5 білий кінь · h5 чорний пішак · e4 білий ферзь · d2 біла тура · h2 білий слон · e1 чорна тура | 2 |
| 1 | a8 білий король · d8 чорний король · a7 біла тура · d7 білий пішак · e7 чорний пішак · h7 чорна тура · d5 білий слон · f5 білий кінь · h5 чорний пішак · e4 білий ферзь · d2 біла тура · h2 білий слон · e1 чорна тура | a8 білий король · d8 чорний король · a7 біла тура · d7 білий пішак · e7 чорний пішак · h7 чорна тура · d5 білий слон · f5 білий кінь · h5 чорний пішак · e4 білий ферзь · d2 біла тура · h2 білий слон · e1 чорна тура | a8 білий король · d8 чорний король · a7 біла тура · d7 білий пішак · e7 чорний пішак · h7 чорна тура · d5 білий слон · f5 білий кінь · h5 чорний пішак · e4 білий ферзь · d2 біла тура · h2 білий слон · e1 чорна тура | a8 білий король · d8 чорний король · a7 біла тура · d7 білий пішак · e7 чорний пішак · h7 чорна тура · d5 білий слон · f5 білий кінь · h5 чорний пішак · e4 білий ферзь · d2 біла тура · h2 білий слон · e1 чорна тура | a8 білий король · d8 чорний король · a7 біла тура · d7 білий пішак · e7 чорний пішак · h7 чорна тура · d5 білий слон · f5 білий кінь · h5 чорний пішак · e4 білий ферзь · d2 біла тура · h2 білий слон · e1 чорна тура | a8 білий король · d8 чорний король · a7 біла тура · d7 білий пішак · e7 чорний пішак · h7 чорна тура · d5 білий слон · f5 білий кінь · h5 чорний пішак · e4 білий ферзь · d2 біла тура · h2 білий слон · e1 чорна тура | a8 білий король · d8 чорний король · a7 біла тура · d7 білий пішак · e7 чорний пішак · h7 чорна тура · d5 білий слон · f5 білий кінь · h5 чорний пішак · e4 білий ферзь · d2 біла тура · h2 білий слон · e1 чорна тура | a8 білий король · d8 чорний король · a7 біла тура · d7 білий пішак · e7 чорний пішак · h7 чорна тура · d5 білий слон · f5 білий кінь · h5 чорний пішак · e4 білий ферзь · d2 біла тура · h2 білий слон · e1 чорна тура | 1 |
|   | a | b | c | d | e | f | g | h |   |

1.Lc4? ~ 2.Lc7 #
1. ... e5! 2. Dh4 # ???
1. Le6? ~ 2. Lc7 #
1. ... Tc1! 2. D:e7 # ???
1. Lf7! ~ 2. Lc7 #
1. ... e5   2. Dh4 #
1. ... Tc1 2. D:e7 #
|   | a | b | c | d | e | f | g | h |   |
| 8 | a8 білий слон · g8 білий ферзь · f6 чорний пішак · e5 чорний пішак · f5 чорний король · a4 білий король · c4 біла тура · f4 білий слон · c3 чорний пішак · e3 чорний пішак · g3 чорний пішак · h3 чорний слон · c2 чорний кінь · e2 чорний кінь · f1 білий кінь | a8 білий слон · g8 білий ферзь · f6 чорний пішак · e5 чорний пішак · f5 чорний король · a4 білий король · c4 біла тура · f4 білий слон · c3 чорний пішак · e3 чорний пішак · g3 чорний пішак · h3 чорний слон · c2 чорний кінь · e2 чорний кінь · f1 білий кінь | a8 білий слон · g8 білий ферзь · f6 чорний пішак · e5 чорний пішак · f5 чорний король · a4 білий король · c4 біла тура · f4 білий слон · c3 чорний пішак · e3 чорний пішак · g3 чорний пішак · h3 чорний слон · c2 чорний кінь · e2 чорний кінь · f1 білий кінь | a8 білий слон · g8 білий ферзь · f6 чорний пішак · e5 чорний пішак · f5 чорний король · a4 білий король · c4 біла тура · f4 білий слон · c3 чорний пішак · e3 чорний пішак · g3 чорний пішак · h3 чорний слон · c2 чорний кінь · e2 чорний кінь · f1 білий кінь | a8 білий слон · g8 білий ферзь · f6 чорний пішак · e5 чорний пішак · f5 чорний король · a4 білий король · c4 біла тура · f4 білий слон · c3 чорний пішак · e3 чорний пішак · g3 чорний пішак · h3 чорний слон · c2 чорний кінь · e2 чорний кінь · f1 білий кінь | a8 білий слон · g8 білий ферзь · f6 чорний пішак · e5 чорний пішак · f5 чорний король · a4 білий король · c4 біла тура · f4 білий слон · c3 чорний пішак · e3 чорний пішак · g3 чорний пішак · h3 чорний слон · c2 чорний кінь · e2 чорний кінь · f1 білий кінь | a8 білий слон · g8 білий ферзь · f6 чорний пішак · e5 чорний пішак · f5 чорний король · a4 білий король · c4 біла тура · f4 білий слон · c3 чорний пішак · e3 чорний пішак · g3 чорний пішак · h3 чорний слон · c2 чорний кінь · e2 чорний кінь · f1 білий кінь | a8 білий слон · g8 білий ферзь · f6 чорний пішак · e5 чорний пішак · f5 чорний король · a4 білий король · c4 біла тура · f4 білий слон · c3 чорний пішак · e3 чорний пішак · g3 чорний пішак · h3 чорний слон · c2 чорний кінь · e2 чорний кінь · f1 білий кінь | 8 |
| 7 | a8 білий слон · g8 білий ферзь · f6 чорний пішак · e5 чорний пішак · f5 чорний король · a4 білий король · c4 біла тура · f4 білий слон · c3 чорний пішак · e3 чорний пішак · g3 чорний пішак · h3 чорний слон · c2 чорний кінь · e2 чорний кінь · f1 білий кінь | a8 білий слон · g8 білий ферзь · f6 чорний пішак · e5 чорний пішак · f5 чорний король · a4 білий король · c4 біла тура · f4 білий слон · c3 чорний пішак · e3 чорний пішак · g3 чорний пішак · h3 чорний слон · c2 чорний кінь · e2 чорний кінь · f1 білий кінь | a8 білий слон · g8 білий ферзь · f6 чорний пішак · e5 чорний пішак · f5 чорний король · a4 білий король · c4 біла тура · f4 білий слон · c3 чорний пішак · e3 чорний пішак · g3 чорний пішак · h3 чорний слон · c2 чорний кінь · e2 чорний кінь · f1 білий кінь | a8 білий слон · g8 білий ферзь · f6 чорний пішак · e5 чорний пішак · f5 чорний король · a4 білий король · c4 біла тура · f4 білий слон · c3 чорний пішак · e3 чорний пішак · g3 чорний пішак · h3 чорний слон · c2 чорний кінь · e2 чорний кінь · f1 білий кінь | a8 білий слон · g8 білий ферзь · f6 чорний пішак · e5 чорний пішак · f5 чорний король · a4 білий король · c4 біла тура · f4 білий слон · c3 чорний пішак · e3 чорний пішак · g3 чорний пішак · h3 чорний слон · c2 чорний кінь · e2 чорний кінь · f1 білий кінь | a8 білий слон · g8 білий ферзь · f6 чорний пішак · e5 чорний пішак · f5 чорний король · a4 білий король · c4 біла тура · f4 білий слон · c3 чорний пішак · e3 чорний пішак · g3 чорний пішак · h3 чорний слон · c2 чорний кінь · e2 чорний кінь · f1 білий кінь | a8 білий слон · g8 білий ферзь · f6 чорний пішак · e5 чорний пішак · f5 чорний король · a4 білий король · c4 біла тура · f4 білий слон · c3 чорний пішак · e3 чорний пішак · g3 чорний пішак · h3 чорний слон · c2 чорний кінь · e2 чорний кінь · f1 білий кінь | a8 білий слон · g8 білий ферзь · f6 чорний пішак · e5 чорний пішак · f5 чорний король · a4 білий король · c4 біла тура · f4 білий слон · c3 чорний пішак · e3 чорний пішак · g3 чорний пішак · h3 чорний слон · c2 чорний кінь · e2 чорний кінь · f1 білий кінь | 7 |
| 6 | a8 білий слон · g8 білий ферзь · f6 чорний пішак · e5 чорний пішак · f5 чорний король · a4 білий король · c4 біла тура · f4 білий слон · c3 чорний пішак · e3 чорний пішак · g3 чорний пішак · h3 чорний слон · c2 чорний кінь · e2 чорний кінь · f1 білий кінь | a8 білий слон · g8 білий ферзь · f6 чорний пішак · e5 чорний пішак · f5 чорний король · a4 білий король · c4 біла тура · f4 білий слон · c3 чорний пішак · e3 чорний пішак · g3 чорний пішак · h3 чорний слон · c2 чорний кінь · e2 чорний кінь · f1 білий кінь | a8 білий слон · g8 білий ферзь · f6 чорний пішак · e5 чорний пішак · f5 чорний король · a4 білий король · c4 біла тура · f4 білий слон · c3 чорний пішак · e3 чорний пішак · g3 чорний пішак · h3 чорний слон · c2 чорний кінь · e2 чорний кінь · f1 білий кінь | a8 білий слон · g8 білий ферзь · f6 чорний пішак · e5 чорний пішак · f5 чорний король · a4 білий король · c4 біла тура · f4 білий слон · c3 чорний пішак · e3 чорний пішак · g3 чорний пішак · h3 чорний слон · c2 чорний кінь · e2 чорний кінь · f1 білий кінь | a8 білий слон · g8 білий ферзь · f6 чорний пішак · e5 чорний пішак · f5 чорний король · a4 білий король · c4 біла тура · f4 білий слон · c3 чорний пішак · e3 чорний пішак · g3 чорний пішак · h3 чорний слон · c2 чорний кінь · e2 чорний кінь · f1 білий кінь | a8 білий слон · g8 білий ферзь · f6 чорний пішак · e5 чорний пішак · f5 чорний король · a4 білий король · c4 біла тура · f4 білий слон · c3 чорний пішак · e3 чорний пішак · g3 чорний пішак · h3 чорний слон · c2 чорний кінь · e2 чорний кінь · f1 білий кінь | a8 білий слон · g8 білий ферзь · f6 чорний пішак · e5 чорний пішак · f5 чорний король · a4 білий король · c4 біла тура · f4 білий слон · c3 чорний пішак · e3 чорний пішак · g3 чорний пішак · h3 чорний слон · c2 чорний кінь · e2 чорний кінь · f1 білий кінь | a8 білий слон · g8 білий ферзь · f6 чорний пішак · e5 чорний пішак · f5 чорний король · a4 білий король · c4 біла тура · f4 білий слон · c3 чорний пішак · e3 чорний пішак · g3 чорний пішак · h3 чорний слон · c2 чорний кінь · e2 чорний кінь · f1 білий кінь | 6 |
| 5 | a8 білий слон · g8 білий ферзь · f6 чорний пішак · e5 чорний пішак · f5 чорний король · a4 білий король · c4 біла тура · f4 білий слон · c3 чорний пішак · e3 чорний пішак · g3 чорний пішак · h3 чорний слон · c2 чорний кінь · e2 чорний кінь · f1 білий кінь | a8 білий слон · g8 білий ферзь · f6 чорний пішак · e5 чорний пішак · f5 чорний король · a4 білий король · c4 біла тура · f4 білий слон · c3 чорний пішак · e3 чорний пішак · g3 чорний пішак · h3 чорний слон · c2 чорний кінь · e2 чорний кінь · f1 білий кінь | a8 білий слон · g8 білий ферзь · f6 чорний пішак · e5 чорний пішак · f5 чорний король · a4 білий король · c4 біла тура · f4 білий слон · c3 чорний пішак · e3 чорний пішак · g3 чорний пішак · h3 чорний слон · c2 чорний кінь · e2 чорний кінь · f1 білий кінь | a8 білий слон · g8 білий ферзь · f6 чорний пішак · e5 чорний пішак · f5 чорний король · a4 білий король · c4 біла тура · f4 білий слон · c3 чорний пішак · e3 чорний пішак · g3 чорний пішак · h3 чорний слон · c2 чорний кінь · e2 чорний кінь · f1 білий кінь | a8 білий слон · g8 білий ферзь · f6 чорний пішак · e5 чорний пішак · f5 чорний король · a4 білий король · c4 біла тура · f4 білий слон · c3 чорний пішак · e3 чорний пішак · g3 чорний пішак · h3 чорний слон · c2 чорний кінь · e2 чорний кінь · f1 білий кінь | a8 білий слон · g8 білий ферзь · f6 чорний пішак · e5 чорний пішак · f5 чорний король · a4 білий король · c4 біла тура · f4 білий слон · c3 чорний пішак · e3 чорний пішак · g3 чорний пішак · h3 чорний слон · c2 чорний кінь · e2 чорний кінь · f1 білий кінь | a8 білий слон · g8 білий ферзь · f6 чорний пішак · e5 чорний пішак · f5 чорний король · a4 білий король · c4 біла тура · f4 білий слон · c3 чорний пішак · e3 чорний пішак · g3 чорний пішак · h3 чорний слон · c2 чорний кінь · e2 чорний кінь · f1 білий кінь | a8 білий слон · g8 білий ферзь · f6 чорний пішак · e5 чорний пішак · f5 чорний король · a4 білий король · c4 біла тура · f4 білий слон · c3 чорний пішак · e3 чорний пішак · g3 чорний пішак · h3 чорний слон · c2 чорний кінь · e2 чорний кінь · f1 білий кінь | 5 |
| 4 | a8 білий слон · g8 білий ферзь · f6 чорний пішак · e5 чорний пішак · f5 чорний король · a4 білий король · c4 біла тура · f4 білий слон · c3 чорний пішак · e3 чорний пішак · g3 чорний пішак · h3 чорний слон · c2 чорний кінь · e2 чорний кінь · f1 білий кінь | a8 білий слон · g8 білий ферзь · f6 чорний пішак · e5 чорний пішак · f5 чорний король · a4 білий король · c4 біла тура · f4 білий слон · c3 чорний пішак · e3 чорний пішак · g3 чорний пішак · h3 чорний слон · c2 чорний кінь · e2 чорний кінь · f1 білий кінь | a8 білий слон · g8 білий ферзь · f6 чорний пішак · e5 чорний пішак · f5 чорний король · a4 білий король · c4 біла тура · f4 білий слон · c3 чорний пішак · e3 чорний пішак · g3 чорний пішак · h3 чорний слон · c2 чорний кінь · e2 чорний кінь · f1 білий кінь | a8 білий слон · g8 білий ферзь · f6 чорний пішак · e5 чорний пішак · f5 чорний король · a4 білий король · c4 біла тура · f4 білий слон · c3 чорний пішак · e3 чорний пішак · g3 чорний пішак · h3 чорний слон · c2 чорний кінь · e2 чорний кінь · f1 білий кінь | a8 білий слон · g8 білий ферзь · f6 чорний пішак · e5 чорний пішак · f5 чорний король · a4 білий король · c4 біла тура · f4 білий слон · c3 чорний пішак · e3 чорний пішак · g3 чорний пішак · h3 чорний слон · c2 чорний кінь · e2 чорний кінь · f1 білий кінь | a8 білий слон · g8 білий ферзь · f6 чорний пішак · e5 чорний пішак · f5 чорний король · a4 білий король · c4 біла тура · f4 білий слон · c3 чорний пішак · e3 чорний пішак · g3 чорний пішак · h3 чорний слон · c2 чорний кінь · e2 чорний кінь · f1 білий кінь | a8 білий слон · g8 білий ферзь · f6 чорний пішак · e5 чорний пішак · f5 чорний король · a4 білий король · c4 біла тура · f4 білий слон · c3 чорний пішак · e3 чорний пішак · g3 чорний пішак · h3 чорний слон · c2 чорний кінь · e2 чорний кінь · f1 білий кінь | a8 білий слон · g8 білий ферзь · f6 чорний пішак · e5 чорний пішак · f5 чорний король · a4 білий король · c4 біла тура · f4 білий слон · c3 чорний пішак · e3 чорний пішак · g3 чорний пішак · h3 чорний слон · c2 чорний кінь · e2 чорний кінь · f1 білий кінь | 4 |
| 3 | a8 білий слон · g8 білий ферзь · f6 чорний пішак · e5 чорний пішак · f5 чорний король · a4 білий король · c4 біла тура · f4 білий слон · c3 чорний пішак · e3 чорний пішак · g3 чорний пішак · h3 чорний слон · c2 чорний кінь · e2 чорний кінь · f1 білий кінь | a8 білий слон · g8 білий ферзь · f6 чорний пішак · e5 чорний пішак · f5 чорний король · a4 білий король · c4 біла тура · f4 білий слон · c3 чорний пішак · e3 чорний пішак · g3 чорний пішак · h3 чорний слон · c2 чорний кінь · e2 чорний кінь · f1 білий кінь | a8 білий слон · g8 білий ферзь · f6 чорний пішак · e5 чорний пішак · f5 чорний король · a4 білий король · c4 біла тура · f4 білий слон · c3 чорний пішак · e3 чорний пішак · g3 чорний пішак · h3 чорний слон · c2 чорний кінь · e2 чорний кінь · f1 білий кінь | a8 білий слон · g8 білий ферзь · f6 чорний пішак · e5 чорний пішак · f5 чорний король · a4 білий король · c4 біла тура · f4 білий слон · c3 чорний пішак · e3 чорний пішак · g3 чорний пішак · h3 чорний слон · c2 чорний кінь · e2 чорний кінь · f1 білий кінь | a8 білий слон · g8 білий ферзь · f6 чорний пішак · e5 чорний пішак · f5 чорний король · a4 білий король · c4 біла тура · f4 білий слон · c3 чорний пішак · e3 чорний пішак · g3 чорний пішак · h3 чорний слон · c2 чорний кінь · e2 чорний кінь · f1 білий кінь | a8 білий слон · g8 білий ферзь · f6 чорний пішак · e5 чорний пішак · f5 чорний король · a4 білий король · c4 біла тура · f4 білий слон · c3 чорний пішак · e3 чорний пішак · g3 чорний пішак · h3 чорний слон · c2 чорний кінь · e2 чорний кінь · f1 білий кінь | a8 білий слон · g8 білий ферзь · f6 чорний пішак · e5 чорний пішак · f5 чорний король · a4 білий король · c4 біла тура · f4 білий слон · c3 чорний пішак · e3 чорний пішак · g3 чорний пішак · h3 чорний слон · c2 чорний кінь · e2 чорний кінь · f1 білий кінь | a8 білий слон · g8 білий ферзь · f6 чорний пішак · e5 чорний пішак · f5 чорний король · a4 білий король · c4 біла тура · f4 білий слон · c3 чорний пішак · e3 чорний пішак · g3 чорний пішак · h3 чорний слон · c2 чорний кінь · e2 чорний кінь · f1 білий кінь | 3 |
| 2 | a8 білий слон · g8 білий ферзь · f6 чорний пішак · e5 чорний пішак · f5 чорний король · a4 білий король · c4 біла тура · f4 білий слон · c3 чорний пішак · e3 чорний пішак · g3 чорний пішак · h3 чорний слон · c2 чорний кінь · e2 чорний кінь · f1 білий кінь | a8 білий слон · g8 білий ферзь · f6 чорний пішак · e5 чорний пішак · f5 чорний король · a4 білий король · c4 біла тура · f4 білий слон · c3 чорний пішак · e3 чорний пішак · g3 чорний пішак · h3 чорний слон · c2 чорний кінь · e2 чорний кінь · f1 білий кінь | a8 білий слон · g8 білий ферзь · f6 чорний пішак · e5 чорний пішак · f5 чорний король · a4 білий король · c4 біла тура · f4 білий слон · c3 чорний пішак · e3 чорний пішак · g3 чорний пішак · h3 чорний слон · c2 чорний кінь · e2 чорний кінь · f1 білий кінь | a8 білий слон · g8 білий ферзь · f6 чорний пішак · e5 чорний пішак · f5 чорний король · a4 білий король · c4 біла тура · f4 білий слон · c3 чорний пішак · e3 чорний пішак · g3 чорний пішак · h3 чорний слон · c2 чорний кінь · e2 чорний кінь · f1 білий кінь | a8 білий слон · g8 білий ферзь · f6 чорний пішак · e5 чорний пішак · f5 чорний король · a4 білий король · c4 біла тура · f4 білий слон · c3 чорний пішак · e3 чорний пішак · g3 чорний пішак · h3 чорний слон · c2 чорний кінь · e2 чорний кінь · f1 білий кінь | a8 білий слон · g8 білий ферзь · f6 чорний пішак · e5 чорний пішак · f5 чорний король · a4 білий король · c4 біла тура · f4 білий слон · c3 чорний пішак · e3 чорний пішак · g3 чорний пішак · h3 чорний слон · c2 чорний кінь · e2 чорний кінь · f1 білий кінь | a8 білий слон · g8 білий ферзь · f6 чорний пішак · e5 чорний пішак · f5 чорний король · a4 білий король · c4 біла тура · f4 білий слон · c3 чорний пішак · e3 чорний пішак · g3 чорний пішак · h3 чорний слон · c2 чорний кінь · e2 чорний кінь · f1 білий кінь | a8 білий слон · g8 білий ферзь · f6 чорний пішак · e5 чорний пішак · f5 чорний король · a4 білий король · c4 біла тура · f4 білий слон · c3 чорний пішак · e3 чорний пішак · g3 чорний пішак · h3 чорний слон · c2 чорний кінь · e2 чорний кінь · f1 білий кінь | 2 |
| 1 | a8 білий слон · g8 білий ферзь · f6 чорний пішак · e5 чорний пішак · f5 чорний король · a4 білий король · c4 біла тура · f4 білий слон · c3 чорний пішак · e3 чорний пішак · g3 чорний пішак · h3 чорний слон · c2 чорний кінь · e2 чорний кінь · f1 білий кінь | a8 білий слон · g8 білий ферзь · f6 чорний пішак · e5 чорний пішак · f5 чорний король · a4 білий король · c4 біла тура · f4 білий слон · c3 чорний пішак · e3 чорний пішак · g3 чорний пішак · h3 чорний слон · c2 чорний кінь · e2 чорний кінь · f1 білий кінь | a8 білий слон · g8 білий ферзь · f6 чорний пішак · e5 чорний пішак · f5 чорний король · a4 білий король · c4 біла тура · f4 білий слон · c3 чорний пішак · e3 чорний пішак · g3 чорний пішак · h3 чорний слон · c2 чорний кінь · e2 чорний кінь · f1 білий кінь | a8 білий слон · g8 білий ферзь · f6 чорний пішак · e5 чорний пішак · f5 чорний король · a4 білий король · c4 біла тура · f4 білий слон · c3 чорний пішак · e3 чорний пішак · g3 чорний пішак · h3 чорний слон · c2 чорний кінь · e2 чорний кінь · f1 білий кінь | a8 білий слон · g8 білий ферзь · f6 чорний пішак · e5 чорний пішак · f5 чорний король · a4 білий король · c4 біла тура · f4 білий слон · c3 чорний пішак · e3 чорний пішак · g3 чорний пішак · h3 чорний слон · c2 чорний кінь · e2 чорний кінь · f1 білий кінь | a8 білий слон · g8 білий ферзь · f6 чорний пішак · e5 чорний пішак · f5 чорний король · a4 білий король · c4 біла тура · f4 білий слон · c3 чорний пішак · e3 чорний пішак · g3 чорний пішак · h3 чорний слон · c2 чорний кінь · e2 чорний кінь · f1 білий кінь | a8 білий слон · g8 білий ферзь · f6 чорний пішак · e5 чорний пішак · f5 чорний король · a4 білий король · c4 біла тура · f4 білий слон · c3 чорний пішак · e3 чорний пішак · g3 чорний пішак · h3 чорний слон · c2 чорний кінь · e2 чорний кінь · f1 білий кінь | a8 білий слон · g8 білий ферзь · f6 чорний пішак · e5 чорний пішак · f5 чорний король · a4 білий король · c4 біла тура · f4 білий слон · c3 чорний пішак · e3 чорний пішак · g3 чорний пішак · h3 чорний слон · c2 чорний кінь · e2 чорний кінь · f1 білий кінь | 1 |
|   | a | b | c | d | e | f | g | h |   |

1. L:e3? ~ 2. Le4 #
1. ... Scd4! 2. Se3 # ???
1. L:g3? ~ 2. Le4 #
1. ... Sed4! 2. Sg3 # ???
1. Lh6! ~ 2. Le4 #
1. ... Scd4 2. S:e3 #
1. ... Sed4 2. S:g3 #
- — - — - — -
1. ... Lg2 2. Dg4 #
1. ... e4 2. Tc5 #
|   | a | b | c | d | e | f | g | h |   |
| 8 | d8 чорний слон · e8 білий кінь · d7 біла тура · f7 чорний пішак · h7 чорна тура · b6 чорний пішак · d6 білий пішак · e6 чорний король · d5 чорний пішак · f5 чорний пішак · a4 білий слон · b3 білий король · c3 біла тура · d3 білий кінь · e3 чорний пішак · c2 білий ферзь · a1 білий слон | d8 чорний слон · e8 білий кінь · d7 біла тура · f7 чорний пішак · h7 чорна тура · b6 чорний пішак · d6 білий пішак · e6 чорний король · d5 чорний пішак · f5 чорний пішак · a4 білий слон · b3 білий король · c3 біла тура · d3 білий кінь · e3 чорний пішак · c2 білий ферзь · a1 білий слон | d8 чорний слон · e8 білий кінь · d7 біла тура · f7 чорний пішак · h7 чорна тура · b6 чорний пішак · d6 білий пішак · e6 чорний король · d5 чорний пішак · f5 чорний пішак · a4 білий слон · b3 білий король · c3 біла тура · d3 білий кінь · e3 чорний пішак · c2 білий ферзь · a1 білий слон | d8 чорний слон · e8 білий кінь · d7 біла тура · f7 чорний пішак · h7 чорна тура · b6 чорний пішак · d6 білий пішак · e6 чорний король · d5 чорний пішак · f5 чорний пішак · a4 білий слон · b3 білий король · c3 біла тура · d3 білий кінь · e3 чорний пішак · c2 білий ферзь · a1 білий слон | d8 чорний слон · e8 білий кінь · d7 біла тура · f7 чорний пішак · h7 чорна тура · b6 чорний пішак · d6 білий пішак · e6 чорний король · d5 чорний пішак · f5 чорний пішак · a4 білий слон · b3 білий король · c3 біла тура · d3 білий кінь · e3 чорний пішак · c2 білий ферзь · a1 білий слон | d8 чорний слон · e8 білий кінь · d7 біла тура · f7 чорний пішак · h7 чорна тура · b6 чорний пішак · d6 білий пішак · e6 чорний король · d5 чорний пішак · f5 чорний пішак · a4 білий слон · b3 білий король · c3 біла тура · d3 білий кінь · e3 чорний пішак · c2 білий ферзь · a1 білий слон | d8 чорний слон · e8 білий кінь · d7 біла тура · f7 чорний пішак · h7 чорна тура · b6 чорний пішак · d6 білий пішак · e6 чорний король · d5 чорний пішак · f5 чорний пішак · a4 білий слон · b3 білий король · c3 біла тура · d3 білий кінь · e3 чорний пішак · c2 білий ферзь · a1 білий слон | d8 чорний слон · e8 білий кінь · d7 біла тура · f7 чорний пішак · h7 чорна тура · b6 чорний пішак · d6 білий пішак · e6 чорний король · d5 чорний пішак · f5 чорний пішак · a4 білий слон · b3 білий король · c3 біла тура · d3 білий кінь · e3 чорний пішак · c2 білий ферзь · a1 білий слон | 8 |
| 7 | d8 чорний слон · e8 білий кінь · d7 біла тура · f7 чорний пішак · h7 чорна тура · b6 чорний пішак · d6 білий пішак · e6 чорний король · d5 чорний пішак · f5 чорний пішак · a4 білий слон · b3 білий король · c3 біла тура · d3 білий кінь · e3 чорний пішак · c2 білий ферзь · a1 білий слон | d8 чорний слон · e8 білий кінь · d7 біла тура · f7 чорний пішак · h7 чорна тура · b6 чорний пішак · d6 білий пішак · e6 чорний король · d5 чорний пішак · f5 чорний пішак · a4 білий слон · b3 білий король · c3 біла тура · d3 білий кінь · e3 чорний пішак · c2 білий ферзь · a1 білий слон | d8 чорний слон · e8 білий кінь · d7 біла тура · f7 чорний пішак · h7 чорна тура · b6 чорний пішак · d6 білий пішак · e6 чорний король · d5 чорний пішак · f5 чорний пішак · a4 білий слон · b3 білий король · c3 біла тура · d3 білий кінь · e3 чорний пішак · c2 білий ферзь · a1 білий слон | d8 чорний слон · e8 білий кінь · d7 біла тура · f7 чорний пішак · h7 чорна тура · b6 чорний пішак · d6 білий пішак · e6 чорний король · d5 чорний пішак · f5 чорний пішак · a4 білий слон · b3 білий король · c3 біла тура · d3 білий кінь · e3 чорний пішак · c2 білий ферзь · a1 білий слон | d8 чорний слон · e8 білий кінь · d7 біла тура · f7 чорний пішак · h7 чорна тура · b6 чорний пішак · d6 білий пішак · e6 чорний король · d5 чорний пішак · f5 чорний пішак · a4 білий слон · b3 білий король · c3 біла тура · d3 білий кінь · e3 чорний пішак · c2 білий ферзь · a1 білий слон | d8 чорний слон · e8 білий кінь · d7 біла тура · f7 чорний пішак · h7 чорна тура · b6 чорний пішак · d6 білий пішак · e6 чорний король · d5 чорний пішак · f5 чорний пішак · a4 білий слон · b3 білий король · c3 біла тура · d3 білий кінь · e3 чорний пішак · c2 білий ферзь · a1 білий слон | d8 чорний слон · e8 білий кінь · d7 біла тура · f7 чорний пішак · h7 чорна тура · b6 чорний пішак · d6 білий пішак · e6 чорний король · d5 чорний пішак · f5 чорний пішак · a4 білий слон · b3 білий король · c3 біла тура · d3 білий кінь · e3 чорний пішак · c2 білий ферзь · a1 білий слон | d8 чорний слон · e8 білий кінь · d7 біла тура · f7 чорний пішак · h7 чорна тура · b6 чорний пішак · d6 білий пішак · e6 чорний король · d5 чорний пішак · f5 чорний пішак · a4 білий слон · b3 білий король · c3 біла тура · d3 білий кінь · e3 чорний пішак · c2 білий ферзь · a1 білий слон | 7 |
| 6 | d8 чорний слон · e8 білий кінь · d7 біла тура · f7 чорний пішак · h7 чорна тура · b6 чорний пішак · d6 білий пішак · e6 чорний король · d5 чорний пішак · f5 чорний пішак · a4 білий слон · b3 білий король · c3 біла тура · d3 білий кінь · e3 чорний пішак · c2 білий ферзь · a1 білий слон | d8 чорний слон · e8 білий кінь · d7 біла тура · f7 чорний пішак · h7 чорна тура · b6 чорний пішак · d6 білий пішак · e6 чорний король · d5 чорний пішак · f5 чорний пішак · a4 білий слон · b3 білий король · c3 біла тура · d3 білий кінь · e3 чорний пішак · c2 білий ферзь · a1 білий слон | d8 чорний слон · e8 білий кінь · d7 біла тура · f7 чорний пішак · h7 чорна тура · b6 чорний пішак · d6 білий пішак · e6 чорний король · d5 чорний пішак · f5 чорний пішак · a4 білий слон · b3 білий король · c3 біла тура · d3 білий кінь · e3 чорний пішак · c2 білий ферзь · a1 білий слон | d8 чорний слон · e8 білий кінь · d7 біла тура · f7 чорний пішак · h7 чорна тура · b6 чорний пішак · d6 білий пішак · e6 чорний король · d5 чорний пішак · f5 чорний пішак · a4 білий слон · b3 білий король · c3 біла тура · d3 білий кінь · e3 чорний пішак · c2 білий ферзь · a1 білий слон | d8 чорний слон · e8 білий кінь · d7 біла тура · f7 чорний пішак · h7 чорна тура · b6 чорний пішак · d6 білий пішак · e6 чорний король · d5 чорний пішак · f5 чорний пішак · a4 білий слон · b3 білий король · c3 біла тура · d3 білий кінь · e3 чорний пішак · c2 білий ферзь · a1 білий слон | d8 чорний слон · e8 білий кінь · d7 біла тура · f7 чорний пішак · h7 чорна тура · b6 чорний пішак · d6 білий пішак · e6 чорний король · d5 чорний пішак · f5 чорний пішак · a4 білий слон · b3 білий король · c3 біла тура · d3 білий кінь · e3 чорний пішак · c2 білий ферзь · a1 білий слон | d8 чорний слон · e8 білий кінь · d7 біла тура · f7 чорний пішак · h7 чорна тура · b6 чорний пішак · d6 білий пішак · e6 чорний король · d5 чорний пішак · f5 чорний пішак · a4 білий слон · b3 білий король · c3 біла тура · d3 білий кінь · e3 чорний пішак · c2 білий ферзь · a1 білий слон | d8 чорний слон · e8 білий кінь · d7 біла тура · f7 чорний пішак · h7 чорна тура · b6 чорний пішак · d6 білий пішак · e6 чорний король · d5 чорний пішак · f5 чорний пішак · a4 білий слон · b3 білий король · c3 біла тура · d3 білий кінь · e3 чорний пішак · c2 білий ферзь · a1 білий слон | 6 |
| 5 | d8 чорний слон · e8 білий кінь · d7 біла тура · f7 чорний пішак · h7 чорна тура · b6 чорний пішак · d6 білий пішак · e6 чорний король · d5 чорний пішак · f5 чорний пішак · a4 білий слон · b3 білий король · c3 біла тура · d3 білий кінь · e3 чорний пішак · c2 білий ферзь · a1 білий слон | d8 чорний слон · e8 білий кінь · d7 біла тура · f7 чорний пішак · h7 чорна тура · b6 чорний пішак · d6 білий пішак · e6 чорний король · d5 чорний пішак · f5 чорний пішак · a4 білий слон · b3 білий король · c3 біла тура · d3 білий кінь · e3 чорний пішак · c2 білий ферзь · a1 білий слон | d8 чорний слон · e8 білий кінь · d7 біла тура · f7 чорний пішак · h7 чорна тура · b6 чорний пішак · d6 білий пішак · e6 чорний король · d5 чорний пішак · f5 чорний пішак · a4 білий слон · b3 білий король · c3 біла тура · d3 білий кінь · e3 чорний пішак · c2 білий ферзь · a1 білий слон | d8 чорний слон · e8 білий кінь · d7 біла тура · f7 чорний пішак · h7 чорна тура · b6 чорний пішак · d6 білий пішак · e6 чорний король · d5 чорний пішак · f5 чорний пішак · a4 білий слон · b3 білий король · c3 біла тура · d3 білий кінь · e3 чорний пішак · c2 білий ферзь · a1 білий слон | d8 чорний слон · e8 білий кінь · d7 біла тура · f7 чорний пішак · h7 чорна тура · b6 чорний пішак · d6 білий пішак · e6 чорний король · d5 чорний пішак · f5 чорний пішак · a4 білий слон · b3 білий король · c3 біла тура · d3 білий кінь · e3 чорний пішак · c2 білий ферзь · a1 білий слон | d8 чорний слон · e8 білий кінь · d7 біла тура · f7 чорний пішак · h7 чорна тура · b6 чорний пішак · d6 білий пішак · e6 чорний король · d5 чорний пішак · f5 чорний пішак · a4 білий слон · b3 білий король · c3 біла тура · d3 білий кінь · e3 чорний пішак · c2 білий ферзь · a1 білий слон | d8 чорний слон · e8 білий кінь · d7 біла тура · f7 чорний пішак · h7 чорна тура · b6 чорний пішак · d6 білий пішак · e6 чорний король · d5 чорний пішак · f5 чорний пішак · a4 білий слон · b3 білий король · c3 біла тура · d3 білий кінь · e3 чорний пішак · c2 білий ферзь · a1 білий слон | d8 чорний слон · e8 білий кінь · d7 біла тура · f7 чорний пішак · h7 чорна тура · b6 чорний пішак · d6 білий пішак · e6 чорний король · d5 чорний пішак · f5 чорний пішак · a4 білий слон · b3 білий король · c3 біла тура · d3 білий кінь · e3 чорний пішак · c2 білий ферзь · a1 білий слон | 5 |
| 4 | d8 чорний слон · e8 білий кінь · d7 біла тура · f7 чорний пішак · h7 чорна тура · b6 чорний пішак · d6 білий пішак · e6 чорний король · d5 чорний пішак · f5 чорний пішак · a4 білий слон · b3 білий король · c3 біла тура · d3 білий кінь · e3 чорний пішак · c2 білий ферзь · a1 білий слон | d8 чорний слон · e8 білий кінь · d7 біла тура · f7 чорний пішак · h7 чорна тура · b6 чорний пішак · d6 білий пішак · e6 чорний король · d5 чорний пішак · f5 чорний пішак · a4 білий слон · b3 білий король · c3 біла тура · d3 білий кінь · e3 чорний пішак · c2 білий ферзь · a1 білий слон | d8 чорний слон · e8 білий кінь · d7 біла тура · f7 чорний пішак · h7 чорна тура · b6 чорний пішак · d6 білий пішак · e6 чорний король · d5 чорний пішак · f5 чорний пішак · a4 білий слон · b3 білий король · c3 біла тура · d3 білий кінь · e3 чорний пішак · c2 білий ферзь · a1 білий слон | d8 чорний слон · e8 білий кінь · d7 біла тура · f7 чорний пішак · h7 чорна тура · b6 чорний пішак · d6 білий пішак · e6 чорний король · d5 чорний пішак · f5 чорний пішак · a4 білий слон · b3 білий король · c3 біла тура · d3 білий кінь · e3 чорний пішак · c2 білий ферзь · a1 білий слон | d8 чорний слон · e8 білий кінь · d7 біла тура · f7 чорний пішак · h7 чорна тура · b6 чорний пішак · d6 білий пішак · e6 чорний король · d5 чорний пішак · f5 чорний пішак · a4 білий слон · b3 білий король · c3 біла тура · d3 білий кінь · e3 чорний пішак · c2 білий ферзь · a1 білий слон | d8 чорний слон · e8 білий кінь · d7 біла тура · f7 чорний пішак · h7 чорна тура · b6 чорний пішак · d6 білий пішак · e6 чорний король · d5 чорний пішак · f5 чорний пішак · a4 білий слон · b3 білий король · c3 біла тура · d3 білий кінь · e3 чорний пішак · c2 білий ферзь · a1 білий слон | d8 чорний слон · e8 білий кінь · d7 біла тура · f7 чорний пішак · h7 чорна тура · b6 чорний пішак · d6 білий пішак · e6 чорний король · d5 чорний пішак · f5 чорний пішак · a4 білий слон · b3 білий король · c3 біла тура · d3 білий кінь · e3 чорний пішак · c2 білий ферзь · a1 білий слон | d8 чорний слон · e8 білий кінь · d7 біла тура · f7 чорний пішак · h7 чорна тура · b6 чорний пішак · d6 білий пішак · e6 чорний король · d5 чорний пішак · f5 чорний пішак · a4 білий слон · b3 білий король · c3 біла тура · d3 білий кінь · e3 чорний пішак · c2 білий ферзь · a1 білий слон | 4 |
| 3 | d8 чорний слон · e8 білий кінь · d7 біла тура · f7 чорний пішак · h7 чорна тура · b6 чорний пішак · d6 білий пішак · e6 чорний король · d5 чорний пішак · f5 чорний пішак · a4 білий слон · b3 білий король · c3 біла тура · d3 білий кінь · e3 чорний пішак · c2 білий ферзь · a1 білий слон | d8 чорний слон · e8 білий кінь · d7 біла тура · f7 чорний пішак · h7 чорна тура · b6 чорний пішак · d6 білий пішак · e6 чорний король · d5 чорний пішак · f5 чорний пішак · a4 білий слон · b3 білий король · c3 біла тура · d3 білий кінь · e3 чорний пішак · c2 білий ферзь · a1 білий слон | d8 чорний слон · e8 білий кінь · d7 біла тура · f7 чорний пішак · h7 чорна тура · b6 чорний пішак · d6 білий пішак · e6 чорний король · d5 чорний пішак · f5 чорний пішак · a4 білий слон · b3 білий король · c3 біла тура · d3 білий кінь · e3 чорний пішак · c2 білий ферзь · a1 білий слон | d8 чорний слон · e8 білий кінь · d7 біла тура · f7 чорний пішак · h7 чорна тура · b6 чорний пішак · d6 білий пішак · e6 чорний король · d5 чорний пішак · f5 чорний пішак · a4 білий слон · b3 білий король · c3 біла тура · d3 білий кінь · e3 чорний пішак · c2 білий ферзь · a1 білий слон | d8 чорний слон · e8 білий кінь · d7 біла тура · f7 чорний пішак · h7 чорна тура · b6 чорний пішак · d6 білий пішак · e6 чорний король · d5 чорний пішак · f5 чорний пішак · a4 білий слон · b3 білий король · c3 біла тура · d3 білий кінь · e3 чорний пішак · c2 білий ферзь · a1 білий слон | d8 чорний слон · e8 білий кінь · d7 біла тура · f7 чорний пішак · h7 чорна тура · b6 чорний пішак · d6 білий пішак · e6 чорний король · d5 чорний пішак · f5 чорний пішак · a4 білий слон · b3 білий король · c3 біла тура · d3 білий кінь · e3 чорний пішак · c2 білий ферзь · a1 білий слон | d8 чорний слон · e8 білий кінь · d7 біла тура · f7 чорний пішак · h7 чорна тура · b6 чорний пішак · d6 білий пішак · e6 чорний король · d5 чорний пішак · f5 чорний пішак · a4 білий слон · b3 білий король · c3 біла тура · d3 білий кінь · e3 чорний пішак · c2 білий ферзь · a1 білий слон | d8 чорний слон · e8 білий кінь · d7 біла тура · f7 чорний пішак · h7 чорна тура · b6 чорний пішак · d6 білий пішак · e6 чорний король · d5 чорний пішак · f5 чорний пішак · a4 білий слон · b3 білий король · c3 біла тура · d3 білий кінь · e3 чорний пішак · c2 білий ферзь · a1 білий слон | 3 |
| 2 | d8 чорний слон · e8 білий кінь · d7 біла тура · f7 чорний пішак · h7 чорна тура · b6 чорний пішак · d6 білий пішак · e6 чорний король · d5 чорний пішак · f5 чорний пішак · a4 білий слон · b3 білий король · c3 біла тура · d3 білий кінь · e3 чорний пішак · c2 білий ферзь · a1 білий слон | d8 чорний слон · e8 білий кінь · d7 біла тура · f7 чорний пішак · h7 чорна тура · b6 чорний пішак · d6 білий пішак · e6 чорний король · d5 чорний пішак · f5 чорний пішак · a4 білий слон · b3 білий король · c3 біла тура · d3 білий кінь · e3 чорний пішак · c2 білий ферзь · a1 білий слон | d8 чорний слон · e8 білий кінь · d7 біла тура · f7 чорний пішак · h7 чорна тура · b6 чорний пішак · d6 білий пішак · e6 чорний король · d5 чорний пішак · f5 чорний пішак · a4 білий слон · b3 білий король · c3 біла тура · d3 білий кінь · e3 чорний пішак · c2 білий ферзь · a1 білий слон | d8 чорний слон · e8 білий кінь · d7 біла тура · f7 чорний пішак · h7 чорна тура · b6 чорний пішак · d6 білий пішак · e6 чорний король · d5 чорний пішак · f5 чорний пішак · a4 білий слон · b3 білий король · c3 біла тура · d3 білий кінь · e3 чорний пішак · c2 білий ферзь · a1 білий слон | d8 чорний слон · e8 білий кінь · d7 біла тура · f7 чорний пішак · h7 чорна тура · b6 чорний пішак · d6 білий пішак · e6 чорний король · d5 чорний пішак · f5 чорний пішак · a4 білий слон · b3 білий король · c3 біла тура · d3 білий кінь · e3 чорний пішак · c2 білий ферзь · a1 білий слон | d8 чорний слон · e8 білий кінь · d7 біла тура · f7 чорний пішак · h7 чорна тура · b6 чорний пішак · d6 білий пішак · e6 чорний король · d5 чорний пішак · f5 чорний пішак · a4 білий слон · b3 білий король · c3 біла тура · d3 білий кінь · e3 чорний пішак · c2 білий ферзь · a1 білий слон | d8 чорний слон · e8 білий кінь · d7 біла тура · f7 чорний пішак · h7 чорна тура · b6 чорний пішак · d6 білий пішак · e6 чорний король · d5 чорний пішак · f5 чорний пішак · a4 білий слон · b3 білий король · c3 біла тура · d3 білий кінь · e3 чорний пішак · c2 білий ферзь · a1 білий слон | d8 чорний слон · e8 білий кінь · d7 біла тура · f7 чорний пішак · h7 чорна тура · b6 чорний пішак · d6 білий пішак · e6 чорний король · d5 чорний пішак · f5 чорний пішак · a4 білий слон · b3 білий король · c3 біла тура · d3 білий кінь · e3 чорний пішак · c2 білий ферзь · a1 білий слон | 2 |
| 1 | d8 чорний слон · e8 білий кінь · d7 біла тура · f7 чорний пішак · h7 чорна тура · b6 чорний пішак · d6 білий пішак · e6 чорний король · d5 чорний пішак · f5 чорний пішак · a4 білий слон · b3 білий король · c3 біла тура · d3 білий кінь · e3 чорний пішак · c2 білий ферзь · a1 білий слон | d8 чорний слон · e8 білий кінь · d7 біла тура · f7 чорний пішак · h7 чорна тура · b6 чорний пішак · d6 білий пішак · e6 чорний король · d5 чорний пішак · f5 чорний пішак · a4 білий слон · b3 білий король · c3 біла тура · d3 білий кінь · e3 чорний пішак · c2 білий ферзь · a1 білий слон | d8 чорний слон · e8 білий кінь · d7 біла тура · f7 чорний пішак · h7 чорна тура · b6 чорний пішак · d6 білий пішак · e6 чорний король · d5 чорний пішак · f5 чорний пішак · a4 білий слон · b3 білий король · c3 біла тура · d3 білий кінь · e3 чорний пішак · c2 білий ферзь · a1 білий слон | d8 чорний слон · e8 білий кінь · d7 біла тура · f7 чорний пішак · h7 чорна тура · b6 чорний пішак · d6 білий пішак · e6 чорний король · d5 чорний пішак · f5 чорний пішак · a4 білий слон · b3 білий король · c3 біла тура · d3 білий кінь · e3 чорний пішак · c2 білий ферзь · a1 білий слон | d8 чорний слон · e8 білий кінь · d7 біла тура · f7 чорний пішак · h7 чорна тура · b6 чорний пішак · d6 білий пішак · e6 чорний король · d5 чорний пішак · f5 чорний пішак · a4 білий слон · b3 білий король · c3 біла тура · d3 білий кінь · e3 чорний пішак · c2 білий ферзь · a1 білий слон | d8 чорний слон · e8 білий кінь · d7 біла тура · f7 чорний пішак · h7 чорна тура · b6 чорний пішак · d6 білий пішак · e6 чорний король · d5 чорний пішак · f5 чорний пішак · a4 білий слон · b3 білий король · c3 біла тура · d3 білий кінь · e3 чорний пішак · c2 білий ферзь · a1 білий слон | d8 чорний слон · e8 білий кінь · d7 біла тура · f7 чорний пішак · h7 чорна тура · b6 чорний пішак · d6 білий пішак · e6 чорний король · d5 чорний пішак · f5 чорний пішак · a4 білий слон · b3 білий король · c3 біла тура · d3 білий кінь · e3 чорний пішак · c2 білий ферзь · a1 білий слон | d8 чорний слон · e8 білий кінь · d7 біла тура · f7 чорний пішак · h7 чорна тура · b6 чорний пішак · d6 білий пішак · e6 чорний король · d5 чорний пішак · f5 чорний пішак · a4 білий слон · b3 білий король · c3 біла тура · d3 білий кінь · e3 чорний пішак · c2 білий ферзь · a1 білий слон | 1 |
|   | a | b | c | d | e | f | g | h |   |

1. Tc4? ~ 2. Sf4 #
1. ... d4! 2. Dc4 # ???
1. Tc5? ~ 2. Sf4 #
1. ... b5! 2. Sc5 # ???
1. Tc7? ~ 2. Sf4 #
1. ... Lg5! 2. Sc7 # ???
1. Tc8! ~ 2. Sf4 #
1. ... d4 2. Dc4 #
1. ... b5 2. Sc5 #
1. ... Lg5 2.Sc7 #
- — - — - — -
1. ... Th5 2. Sg7 #

## Парадокс Федоровича (Залокоцького)
Коли тема Федоровича (Залокоцького) виражена в одному варіанті — така форма іменується парадокс Федоровича (Залокоцького).
|   | a | b | c | d | e | f | g | h |   |
| 8 | h7 чорна тура · a6 чорний пішак · b6 чорний пішак · a5 чорний король · c5 чорний пішак · h5 чорний слон · a4 білий слон · f4 білий ферзь · b3 білий пішак · c3 білий король | h7 чорна тура · a6 чорний пішак · b6 чорний пішак · a5 чорний король · c5 чорний пішак · h5 чорний слон · a4 білий слон · f4 білий ферзь · b3 білий пішак · c3 білий король | h7 чорна тура · a6 чорний пішак · b6 чорний пішак · a5 чорний король · c5 чорний пішак · h5 чорний слон · a4 білий слон · f4 білий ферзь · b3 білий пішак · c3 білий король | h7 чорна тура · a6 чорний пішак · b6 чорний пішак · a5 чорний король · c5 чорний пішак · h5 чорний слон · a4 білий слон · f4 білий ферзь · b3 білий пішак · c3 білий король | h7 чорна тура · a6 чорний пішак · b6 чорний пішак · a5 чорний король · c5 чорний пішак · h5 чорний слон · a4 білий слон · f4 білий ферзь · b3 білий пішак · c3 білий король | h7 чорна тура · a6 чорний пішак · b6 чорний пішак · a5 чорний король · c5 чорний пішак · h5 чорний слон · a4 білий слон · f4 білий ферзь · b3 білий пішак · c3 білий король | h7 чорна тура · a6 чорний пішак · b6 чорний пішак · a5 чорний король · c5 чорний пішак · h5 чорний слон · a4 білий слон · f4 білий ферзь · b3 білий пішак · c3 білий король | h7 чорна тура · a6 чорний пішак · b6 чорний пішак · a5 чорний король · c5 чорний пішак · h5 чорний слон · a4 білий слон · f4 білий ферзь · b3 білий пішак · c3 білий король | 8 |
| 7 | h7 чорна тура · a6 чорний пішак · b6 чорний пішак · a5 чорний король · c5 чорний пішак · h5 чорний слон · a4 білий слон · f4 білий ферзь · b3 білий пішак · c3 білий король | h7 чорна тура · a6 чорний пішак · b6 чорний пішак · a5 чорний король · c5 чорний пішак · h5 чорний слон · a4 білий слон · f4 білий ферзь · b3 білий пішак · c3 білий король | h7 чорна тура · a6 чорний пішак · b6 чорний пішак · a5 чорний король · c5 чорний пішак · h5 чорний слон · a4 білий слон · f4 білий ферзь · b3 білий пішак · c3 білий король | h7 чорна тура · a6 чорний пішак · b6 чорний пішак · a5 чорний король · c5 чорний пішак · h5 чорний слон · a4 білий слон · f4 білий ферзь · b3 білий пішак · c3 білий король | h7 чорна тура · a6 чорний пішак · b6 чорний пішак · a5 чорний король · c5 чорний пішак · h5 чорний слон · a4 білий слон · f4 білий ферзь · b3 білий пішак · c3 білий король | h7 чорна тура · a6 чорний пішак · b6 чорний пішак · a5 чорний король · c5 чорний пішак · h5 чорний слон · a4 білий слон · f4 білий ферзь · b3 білий пішак · c3 білий король | h7 чорна тура · a6 чорний пішак · b6 чорний пішак · a5 чорний король · c5 чорний пішак · h5 чорний слон · a4 білий слон · f4 білий ферзь · b3 білий пішак · c3 білий король | h7 чорна тура · a6 чорний пішак · b6 чорний пішак · a5 чорний король · c5 чорний пішак · h5 чорний слон · a4 білий слон · f4 білий ферзь · b3 білий пішак · c3 білий король | 7 |
| 6 | h7 чорна тура · a6 чорний пішак · b6 чорний пішак · a5 чорний король · c5 чорний пішак · h5 чорний слон · a4 білий слон · f4 білий ферзь · b3 білий пішак · c3 білий король | h7 чорна тура · a6 чорний пішак · b6 чорний пішак · a5 чорний король · c5 чорний пішак · h5 чорний слон · a4 білий слон · f4 білий ферзь · b3 білий пішак · c3 білий король | h7 чорна тура · a6 чорний пішак · b6 чорний пішак · a5 чорний король · c5 чорний пішак · h5 чорний слон · a4 білий слон · f4 білий ферзь · b3 білий пішак · c3 білий король | h7 чорна тура · a6 чорний пішак · b6 чорний пішак · a5 чорний король · c5 чорний пішак · h5 чорний слон · a4 білий слон · f4 білий ферзь · b3 білий пішак · c3 білий король | h7 чорна тура · a6 чорний пішак · b6 чорний пішак · a5 чорний король · c5 чорний пішак · h5 чорний слон · a4 білий слон · f4 білий ферзь · b3 білий пішак · c3 білий король | h7 чорна тура · a6 чорний пішак · b6 чорний пішак · a5 чорний король · c5 чорний пішак · h5 чорний слон · a4 білий слон · f4 білий ферзь · b3 білий пішак · c3 білий король | h7 чорна тура · a6 чорний пішак · b6 чорний пішак · a5 чорний король · c5 чорний пішак · h5 чорний слон · a4 білий слон · f4 білий ферзь · b3 білий пішак · c3 білий король | h7 чорна тура · a6 чорний пішак · b6 чорний пішак · a5 чорний король · c5 чорний пішак · h5 чорний слон · a4 білий слон · f4 білий ферзь · b3 білий пішак · c3 білий король | 6 |
| 5 | h7 чорна тура · a6 чорний пішак · b6 чорний пішак · a5 чорний король · c5 чорний пішак · h5 чорний слон · a4 білий слон · f4 білий ферзь · b3 білий пішак · c3 білий король | h7 чорна тура · a6 чорний пішак · b6 чорний пішак · a5 чорний король · c5 чорний пішак · h5 чорний слон · a4 білий слон · f4 білий ферзь · b3 білий пішак · c3 білий король | h7 чорна тура · a6 чорний пішак · b6 чорний пішак · a5 чорний король · c5 чорний пішак · h5 чорний слон · a4 білий слон · f4 білий ферзь · b3 білий пішак · c3 білий король | h7 чорна тура · a6 чорний пішак · b6 чорний пішак · a5 чорний король · c5 чорний пішак · h5 чорний слон · a4 білий слон · f4 білий ферзь · b3 білий пішак · c3 білий король | h7 чорна тура · a6 чорний пішак · b6 чорний пішак · a5 чорний король · c5 чорний пішак · h5 чорний слон · a4 білий слон · f4 білий ферзь · b3 білий пішак · c3 білий король | h7 чорна тура · a6 чорний пішак · b6 чорний пішак · a5 чорний король · c5 чорний пішак · h5 чорний слон · a4 білий слон · f4 білий ферзь · b3 білий пішак · c3 білий король | h7 чорна тура · a6 чорний пішак · b6 чорний пішак · a5 чорний король · c5 чорний пішак · h5 чорний слон · a4 білий слон · f4 білий ферзь · b3 білий пішак · c3 білий король | h7 чорна тура · a6 чорний пішак · b6 чорний пішак · a5 чорний король · c5 чорний пішак · h5 чорний слон · a4 білий слон · f4 білий ферзь · b3 білий пішак · c3 білий король | 5 |
| 4 | h7 чорна тура · a6 чорний пішак · b6 чорний пішак · a5 чорний король · c5 чорний пішак · h5 чорний слон · a4 білий слон · f4 білий ферзь · b3 білий пішак · c3 білий король | h7 чорна тура · a6 чорний пішак · b6 чорний пішак · a5 чорний король · c5 чорний пішак · h5 чорний слон · a4 білий слон · f4 білий ферзь · b3 білий пішак · c3 білий король | h7 чорна тура · a6 чорний пішак · b6 чорний пішак · a5 чорний король · c5 чорний пішак · h5 чорний слон · a4 білий слон · f4 білий ферзь · b3 білий пішак · c3 білий король | h7 чорна тура · a6 чорний пішак · b6 чорний пішак · a5 чорний король · c5 чорний пішак · h5 чорний слон · a4 білий слон · f4 білий ферзь · b3 білий пішак · c3 білий король | h7 чорна тура · a6 чорний пішак · b6 чорний пішак · a5 чорний король · c5 чорний пішак · h5 чорний слон · a4 білий слон · f4 білий ферзь · b3 білий пішак · c3 білий король | h7 чорна тура · a6 чорний пішак · b6 чорний пішак · a5 чорний король · c5 чорний пішак · h5 чорний слон · a4 білий слон · f4 білий ферзь · b3 білий пішак · c3 білий король | h7 чорна тура · a6 чорний пішак · b6 чорний пішак · a5 чорний король · c5 чорний пішак · h5 чорний слон · a4 білий слон · f4 білий ферзь · b3 білий пішак · c3 білий король | h7 чорна тура · a6 чорний пішак · b6 чорний пішак · a5 чорний король · c5 чорний пішак · h5 чорний слон · a4 білий слон · f4 білий ферзь · b3 білий пішак · c3 білий король | 4 |
| 3 | h7 чорна тура · a6 чорний пішак · b6 чорний пішак · a5 чорний король · c5 чорний пішак · h5 чорний слон · a4 білий слон · f4 білий ферзь · b3 білий пішак · c3 білий король | h7 чорна тура · a6 чорний пішак · b6 чорний пішак · a5 чорний король · c5 чорний пішак · h5 чорний слон · a4 білий слон · f4 білий ферзь · b3 білий пішак · c3 білий король | h7 чорна тура · a6 чорний пішак · b6 чорний пішак · a5 чорний король · c5 чорний пішак · h5 чорний слон · a4 білий слон · f4 білий ферзь · b3 білий пішак · c3 білий король | h7 чорна тура · a6 чорний пішак · b6 чорний пішак · a5 чорний король · c5 чорний пішак · h5 чорний слон · a4 білий слон · f4 білий ферзь · b3 білий пішак · c3 білий король | h7 чорна тура · a6 чорний пішак · b6 чорний пішак · a5 чорний король · c5 чорний пішак · h5 чорний слон · a4 білий слон · f4 білий ферзь · b3 білий пішак · c3 білий король | h7 чорна тура · a6 чорний пішак · b6 чорний пішак · a5 чорний король · c5 чорний пішак · h5 чорний слон · a4 білий слон · f4 білий ферзь · b3 білий пішак · c3 білий король | h7 чорна тура · a6 чорний пішак · b6 чорний пішак · a5 чорний король · c5 чорний пішак · h5 чорний слон · a4 білий слон · f4 білий ферзь · b3 білий пішак · c3 білий король | h7 чорна тура · a6 чорний пішак · b6 чорний пішак · a5 чорний король · c5 чорний пішак · h5 чорний слон · a4 білий слон · f4 білий ферзь · b3 білий пішак · c3 білий король | 3 |
| 2 | h7 чорна тура · a6 чорний пішак · b6 чорний пішак · a5 чорний король · c5 чорний пішак · h5 чорний слон · a4 білий слон · f4 білий ферзь · b3 білий пішак · c3 білий король | h7 чорна тура · a6 чорний пішак · b6 чорний пішак · a5 чорний король · c5 чорний пішак · h5 чорний слон · a4 білий слон · f4 білий ферзь · b3 білий пішак · c3 білий король | h7 чорна тура · a6 чорний пішак · b6 чорний пішак · a5 чорний король · c5 чорний пішак · h5 чорний слон · a4 білий слон · f4 білий ферзь · b3 білий пішак · c3 білий король | h7 чорна тура · a6 чорний пішак · b6 чорний пішак · a5 чорний король · c5 чорний пішак · h5 чорний слон · a4 білий слон · f4 білий ферзь · b3 білий пішак · c3 білий король | h7 чорна тура · a6 чорний пішак · b6 чорний пішак · a5 чорний король · c5 чорний пішак · h5 чорний слон · a4 білий слон · f4 білий ферзь · b3 білий пішак · c3 білий король | h7 чорна тура · a6 чорний пішак · b6 чорний пішак · a5 чорний король · c5 чорний пішак · h5 чорний слон · a4 білий слон · f4 білий ферзь · b3 білий пішак · c3 білий король | h7 чорна тура · a6 чорний пішак · b6 чорний пішак · a5 чорний король · c5 чорний пішак · h5 чорний слон · a4 білий слон · f4 білий ферзь · b3 білий пішак · c3 білий король | h7 чорна тура · a6 чорний пішак · b6 чорний пішак · a5 чорний король · c5 чорний пішак · h5 чорний слон · a4 білий слон · f4 білий ферзь · b3 білий пішак · c3 білий король | 2 |
| 1 | h7 чорна тура · a6 чорний пішак · b6 чорний пішак · a5 чорний король · c5 чорний пішак · h5 чорний слон · a4 білий слон · f4 білий ферзь · b3 білий пішак · c3 білий король | h7 чорна тура · a6 чорний пішак · b6 чорний пішак · a5 чорний король · c5 чорний пішак · h5 чорний слон · a4 білий слон · f4 білий ферзь · b3 білий пішак · c3 білий король | h7 чорна тура · a6 чорний пішак · b6 чорний пішак · a5 чорний король · c5 чорний пішак · h5 чорний слон · a4 білий слон · f4 білий ферзь · b3 білий пішак · c3 білий король | h7 чорна тура · a6 чорний пішак · b6 чорний пішак · a5 чорний король · c5 чорний пішак · h5 чорний слон · a4 білий слон · f4 білий ферзь · b3 білий пішак · c3 білий король | h7 чорна тура · a6 чорний пішак · b6 чорний пішак · a5 чорний король · c5 чорний пішак · h5 чорний слон · a4 білий слон · f4 білий ферзь · b3 білий пішак · c3 білий король | h7 чорна тура · a6 чорний пішак · b6 чорний пішак · a5 чорний король · c5 чорний пішак · h5 чорний слон · a4 білий слон · f4 білий ферзь · b3 білий пішак · c3 білий король | h7 чорна тура · a6 чорний пішак · b6 чорний пішак · a5 чорний король · c5 чорний пішак · h5 чорний слон · a4 білий слон · f4 білий ферзь · b3 білий пішак · c3 білий король | h7 чорна тура · a6 чорний пішак · b6 чорний пішак · a5 чорний король · c5 чорний пішак · h5 чорний слон · a4 білий слон · f4 білий ферзь · b3 білий пішак · c3 білий король | 1 |
|   | a | b | c | d | e | f | g | h |   |

1. Lc6? ~ 2. Da4 #
1. ... b5! 2. Dc7 # ???
1. Ld7! ~ 2. Da4 #
1. ... b5 2. Dc7 #
- — - — - — -
1. ... c4 2. b4 #

## Таскове вираження теми
|   | a | b | c | d | e | f | g | h |   |
| 8 | e8 біла тура · a7 чорний ферзь · g7 чорна тура · a6 чорний пішак · c6 чорний пішак · f5 чорна тура · b4 чорний слон · d4 чорний пішак · f4 чорний пішак · h4 біла тура · b3 білий кінь · d3 білий слон · e3 білий слон · f3 чорний король · h3 білий кінь · h2 білий пішак · d1 чорний слон · f1 білий король | e8 біла тура · a7 чорний ферзь · g7 чорна тура · a6 чорний пішак · c6 чорний пішак · f5 чорна тура · b4 чорний слон · d4 чорний пішак · f4 чорний пішак · h4 біла тура · b3 білий кінь · d3 білий слон · e3 білий слон · f3 чорний король · h3 білий кінь · h2 білий пішак · d1 чорний слон · f1 білий король | e8 біла тура · a7 чорний ферзь · g7 чорна тура · a6 чорний пішак · c6 чорний пішак · f5 чорна тура · b4 чорний слон · d4 чорний пішак · f4 чорний пішак · h4 біла тура · b3 білий кінь · d3 білий слон · e3 білий слон · f3 чорний король · h3 білий кінь · h2 білий пішак · d1 чорний слон · f1 білий король | e8 біла тура · a7 чорний ферзь · g7 чорна тура · a6 чорний пішак · c6 чорний пішак · f5 чорна тура · b4 чорний слон · d4 чорний пішак · f4 чорний пішак · h4 біла тура · b3 білий кінь · d3 білий слон · e3 білий слон · f3 чорний король · h3 білий кінь · h2 білий пішак · d1 чорний слон · f1 білий король | e8 біла тура · a7 чорний ферзь · g7 чорна тура · a6 чорний пішак · c6 чорний пішак · f5 чорна тура · b4 чорний слон · d4 чорний пішак · f4 чорний пішак · h4 біла тура · b3 білий кінь · d3 білий слон · e3 білий слон · f3 чорний король · h3 білий кінь · h2 білий пішак · d1 чорний слон · f1 білий король | e8 біла тура · a7 чорний ферзь · g7 чорна тура · a6 чорний пішак · c6 чорний пішак · f5 чорна тура · b4 чорний слон · d4 чорний пішак · f4 чорний пішак · h4 біла тура · b3 білий кінь · d3 білий слон · e3 білий слон · f3 чорний король · h3 білий кінь · h2 білий пішак · d1 чорний слон · f1 білий король | e8 біла тура · a7 чорний ферзь · g7 чорна тура · a6 чорний пішак · c6 чорний пішак · f5 чорна тура · b4 чорний слон · d4 чорний пішак · f4 чорний пішак · h4 біла тура · b3 білий кінь · d3 білий слон · e3 білий слон · f3 чорний король · h3 білий кінь · h2 білий пішак · d1 чорний слон · f1 білий король | e8 біла тура · a7 чорний ферзь · g7 чорна тура · a6 чорний пішак · c6 чорний пішак · f5 чорна тура · b4 чорний слон · d4 чорний пішак · f4 чорний пішак · h4 біла тура · b3 білий кінь · d3 білий слон · e3 білий слон · f3 чорний король · h3 білий кінь · h2 білий пішак · d1 чорний слон · f1 білий король | 8 |
| 7 | e8 біла тура · a7 чорний ферзь · g7 чорна тура · a6 чорний пішак · c6 чорний пішак · f5 чорна тура · b4 чорний слон · d4 чорний пішак · f4 чорний пішак · h4 біла тура · b3 білий кінь · d3 білий слон · e3 білий слон · f3 чорний король · h3 білий кінь · h2 білий пішак · d1 чорний слон · f1 білий король | e8 біла тура · a7 чорний ферзь · g7 чорна тура · a6 чорний пішак · c6 чорний пішак · f5 чорна тура · b4 чорний слон · d4 чорний пішак · f4 чорний пішак · h4 біла тура · b3 білий кінь · d3 білий слон · e3 білий слон · f3 чорний король · h3 білий кінь · h2 білий пішак · d1 чорний слон · f1 білий король | e8 біла тура · a7 чорний ферзь · g7 чорна тура · a6 чорний пішак · c6 чорний пішак · f5 чорна тура · b4 чорний слон · d4 чорний пішак · f4 чорний пішак · h4 біла тура · b3 білий кінь · d3 білий слон · e3 білий слон · f3 чорний король · h3 білий кінь · h2 білий пішак · d1 чорний слон · f1 білий король | e8 біла тура · a7 чорний ферзь · g7 чорна тура · a6 чорний пішак · c6 чорний пішак · f5 чорна тура · b4 чорний слон · d4 чорний пішак · f4 чорний пішак · h4 біла тура · b3 білий кінь · d3 білий слон · e3 білий слон · f3 чорний король · h3 білий кінь · h2 білий пішак · d1 чорний слон · f1 білий король | e8 біла тура · a7 чорний ферзь · g7 чорна тура · a6 чорний пішак · c6 чорний пішак · f5 чорна тура · b4 чорний слон · d4 чорний пішак · f4 чорний пішак · h4 біла тура · b3 білий кінь · d3 білий слон · e3 білий слон · f3 чорний король · h3 білий кінь · h2 білий пішак · d1 чорний слон · f1 білий король | e8 біла тура · a7 чорний ферзь · g7 чорна тура · a6 чорний пішак · c6 чорний пішак · f5 чорна тура · b4 чорний слон · d4 чорний пішак · f4 чорний пішак · h4 біла тура · b3 білий кінь · d3 білий слон · e3 білий слон · f3 чорний король · h3 білий кінь · h2 білий пішак · d1 чорний слон · f1 білий король | e8 біла тура · a7 чорний ферзь · g7 чорна тура · a6 чорний пішак · c6 чорний пішак · f5 чорна тура · b4 чорний слон · d4 чорний пішак · f4 чорний пішак · h4 біла тура · b3 білий кінь · d3 білий слон · e3 білий слон · f3 чорний король · h3 білий кінь · h2 білий пішак · d1 чорний слон · f1 білий король | e8 біла тура · a7 чорний ферзь · g7 чорна тура · a6 чорний пішак · c6 чорний пішак · f5 чорна тура · b4 чорний слон · d4 чорний пішак · f4 чорний пішак · h4 біла тура · b3 білий кінь · d3 білий слон · e3 білий слон · f3 чорний король · h3 білий кінь · h2 білий пішак · d1 чорний слон · f1 білий король | 7 |
| 6 | e8 біла тура · a7 чорний ферзь · g7 чорна тура · a6 чорний пішак · c6 чорний пішак · f5 чорна тура · b4 чорний слон · d4 чорний пішак · f4 чорний пішак · h4 біла тура · b3 білий кінь · d3 білий слон · e3 білий слон · f3 чорний король · h3 білий кінь · h2 білий пішак · d1 чорний слон · f1 білий король | e8 біла тура · a7 чорний ферзь · g7 чорна тура · a6 чорний пішак · c6 чорний пішак · f5 чорна тура · b4 чорний слон · d4 чорний пішак · f4 чорний пішак · h4 біла тура · b3 білий кінь · d3 білий слон · e3 білий слон · f3 чорний король · h3 білий кінь · h2 білий пішак · d1 чорний слон · f1 білий король | e8 біла тура · a7 чорний ферзь · g7 чорна тура · a6 чорний пішак · c6 чорний пішак · f5 чорна тура · b4 чорний слон · d4 чорний пішак · f4 чорний пішак · h4 біла тура · b3 білий кінь · d3 білий слон · e3 білий слон · f3 чорний король · h3 білий кінь · h2 білий пішак · d1 чорний слон · f1 білий король | e8 біла тура · a7 чорний ферзь · g7 чорна тура · a6 чорний пішак · c6 чорний пішак · f5 чорна тура · b4 чорний слон · d4 чорний пішак · f4 чорний пішак · h4 біла тура · b3 білий кінь · d3 білий слон · e3 білий слон · f3 чорний король · h3 білий кінь · h2 білий пішак · d1 чорний слон · f1 білий король | e8 біла тура · a7 чорний ферзь · g7 чорна тура · a6 чорний пішак · c6 чорний пішак · f5 чорна тура · b4 чорний слон · d4 чорний пішак · f4 чорний пішак · h4 біла тура · b3 білий кінь · d3 білий слон · e3 білий слон · f3 чорний король · h3 білий кінь · h2 білий пішак · d1 чорний слон · f1 білий король | e8 біла тура · a7 чорний ферзь · g7 чорна тура · a6 чорний пішак · c6 чорний пішак · f5 чорна тура · b4 чорний слон · d4 чорний пішак · f4 чорний пішак · h4 біла тура · b3 білий кінь · d3 білий слон · e3 білий слон · f3 чорний король · h3 білий кінь · h2 білий пішак · d1 чорний слон · f1 білий король | e8 біла тура · a7 чорний ферзь · g7 чорна тура · a6 чорний пішак · c6 чорний пішак · f5 чорна тура · b4 чорний слон · d4 чорний пішак · f4 чорний пішак · h4 біла тура · b3 білий кінь · d3 білий слон · e3 білий слон · f3 чорний король · h3 білий кінь · h2 білий пішак · d1 чорний слон · f1 білий король | e8 біла тура · a7 чорний ферзь · g7 чорна тура · a6 чорний пішак · c6 чорний пішак · f5 чорна тура · b4 чорний слон · d4 чорний пішак · f4 чорний пішак · h4 біла тура · b3 білий кінь · d3 білий слон · e3 білий слон · f3 чорний король · h3 білий кінь · h2 білий пішак · d1 чорний слон · f1 білий король | 6 |
| 5 | e8 біла тура · a7 чорний ферзь · g7 чорна тура · a6 чорний пішак · c6 чорний пішак · f5 чорна тура · b4 чорний слон · d4 чорний пішак · f4 чорний пішак · h4 біла тура · b3 білий кінь · d3 білий слон · e3 білий слон · f3 чорний король · h3 білий кінь · h2 білий пішак · d1 чорний слон · f1 білий король | e8 біла тура · a7 чорний ферзь · g7 чорна тура · a6 чорний пішак · c6 чорний пішак · f5 чорна тура · b4 чорний слон · d4 чорний пішак · f4 чорний пішак · h4 біла тура · b3 білий кінь · d3 білий слон · e3 білий слон · f3 чорний король · h3 білий кінь · h2 білий пішак · d1 чорний слон · f1 білий король | e8 біла тура · a7 чорний ферзь · g7 чорна тура · a6 чорний пішак · c6 чорний пішак · f5 чорна тура · b4 чорний слон · d4 чорний пішак · f4 чорний пішак · h4 біла тура · b3 білий кінь · d3 білий слон · e3 білий слон · f3 чорний король · h3 білий кінь · h2 білий пішак · d1 чорний слон · f1 білий король | e8 біла тура · a7 чорний ферзь · g7 чорна тура · a6 чорний пішак · c6 чорний пішак · f5 чорна тура · b4 чорний слон · d4 чорний пішак · f4 чорний пішак · h4 біла тура · b3 білий кінь · d3 білий слон · e3 білий слон · f3 чорний король · h3 білий кінь · h2 білий пішак · d1 чорний слон · f1 білий король | e8 біла тура · a7 чорний ферзь · g7 чорна тура · a6 чорний пішак · c6 чорний пішак · f5 чорна тура · b4 чорний слон · d4 чорний пішак · f4 чорний пішак · h4 біла тура · b3 білий кінь · d3 білий слон · e3 білий слон · f3 чорний король · h3 білий кінь · h2 білий пішак · d1 чорний слон · f1 білий король | e8 біла тура · a7 чорний ферзь · g7 чорна тура · a6 чорний пішак · c6 чорний пішак · f5 чорна тура · b4 чорний слон · d4 чорний пішак · f4 чорний пішак · h4 біла тура · b3 білий кінь · d3 білий слон · e3 білий слон · f3 чорний король · h3 білий кінь · h2 білий пішак · d1 чорний слон · f1 білий король | e8 біла тура · a7 чорний ферзь · g7 чорна тура · a6 чорний пішак · c6 чорний пішак · f5 чорна тура · b4 чорний слон · d4 чорний пішак · f4 чорний пішак · h4 біла тура · b3 білий кінь · d3 білий слон · e3 білий слон · f3 чорний король · h3 білий кінь · h2 білий пішак · d1 чорний слон · f1 білий король | e8 біла тура · a7 чорний ферзь · g7 чорна тура · a6 чорний пішак · c6 чорний пішак · f5 чорна тура · b4 чорний слон · d4 чорний пішак · f4 чорний пішак · h4 біла тура · b3 білий кінь · d3 білий слон · e3 білий слон · f3 чорний король · h3 білий кінь · h2 білий пішак · d1 чорний слон · f1 білий король | 5 |
| 4 | e8 біла тура · a7 чорний ферзь · g7 чорна тура · a6 чорний пішак · c6 чорний пішак · f5 чорна тура · b4 чорний слон · d4 чорний пішак · f4 чорний пішак · h4 біла тура · b3 білий кінь · d3 білий слон · e3 білий слон · f3 чорний король · h3 білий кінь · h2 білий пішак · d1 чорний слон · f1 білий король | e8 біла тура · a7 чорний ферзь · g7 чорна тура · a6 чорний пішак · c6 чорний пішак · f5 чорна тура · b4 чорний слон · d4 чорний пішак · f4 чорний пішак · h4 біла тура · b3 білий кінь · d3 білий слон · e3 білий слон · f3 чорний король · h3 білий кінь · h2 білий пішак · d1 чорний слон · f1 білий король | e8 біла тура · a7 чорний ферзь · g7 чорна тура · a6 чорний пішак · c6 чорний пішак · f5 чорна тура · b4 чорний слон · d4 чорний пішак · f4 чорний пішак · h4 біла тура · b3 білий кінь · d3 білий слон · e3 білий слон · f3 чорний король · h3 білий кінь · h2 білий пішак · d1 чорний слон · f1 білий король | e8 біла тура · a7 чорний ферзь · g7 чорна тура · a6 чорний пішак · c6 чорний пішак · f5 чорна тура · b4 чорний слон · d4 чорний пішак · f4 чорний пішак · h4 біла тура · b3 білий кінь · d3 білий слон · e3 білий слон · f3 чорний король · h3 білий кінь · h2 білий пішак · d1 чорний слон · f1 білий король | e8 біла тура · a7 чорний ферзь · g7 чорна тура · a6 чорний пішак · c6 чорний пішак · f5 чорна тура · b4 чорний слон · d4 чорний пішак · f4 чорний пішак · h4 біла тура · b3 білий кінь · d3 білий слон · e3 білий слон · f3 чорний король · h3 білий кінь · h2 білий пішак · d1 чорний слон · f1 білий король | e8 біла тура · a7 чорний ферзь · g7 чорна тура · a6 чорний пішак · c6 чорний пішак · f5 чорна тура · b4 чорний слон · d4 чорний пішак · f4 чорний пішак · h4 біла тура · b3 білий кінь · d3 білий слон · e3 білий слон · f3 чорний король · h3 білий кінь · h2 білий пішак · d1 чорний слон · f1 білий король | e8 біла тура · a7 чорний ферзь · g7 чорна тура · a6 чорний пішак · c6 чорний пішак · f5 чорна тура · b4 чорний слон · d4 чорний пішак · f4 чорний пішак · h4 біла тура · b3 білий кінь · d3 білий слон · e3 білий слон · f3 чорний король · h3 білий кінь · h2 білий пішак · d1 чорний слон · f1 білий король | e8 біла тура · a7 чорний ферзь · g7 чорна тура · a6 чорний пішак · c6 чорний пішак · f5 чорна тура · b4 чорний слон · d4 чорний пішак · f4 чорний пішак · h4 біла тура · b3 білий кінь · d3 білий слон · e3 білий слон · f3 чорний король · h3 білий кінь · h2 білий пішак · d1 чорний слон · f1 білий король | 4 |
| 3 | e8 біла тура · a7 чорний ферзь · g7 чорна тура · a6 чорний пішак · c6 чорний пішак · f5 чорна тура · b4 чорний слон · d4 чорний пішак · f4 чорний пішак · h4 біла тура · b3 білий кінь · d3 білий слон · e3 білий слон · f3 чорний король · h3 білий кінь · h2 білий пішак · d1 чорний слон · f1 білий король | e8 біла тура · a7 чорний ферзь · g7 чорна тура · a6 чорний пішак · c6 чорний пішак · f5 чорна тура · b4 чорний слон · d4 чорний пішак · f4 чорний пішак · h4 біла тура · b3 білий кінь · d3 білий слон · e3 білий слон · f3 чорний король · h3 білий кінь · h2 білий пішак · d1 чорний слон · f1 білий король | e8 біла тура · a7 чорний ферзь · g7 чорна тура · a6 чорний пішак · c6 чорний пішак · f5 чорна тура · b4 чорний слон · d4 чорний пішак · f4 чорний пішак · h4 біла тура · b3 білий кінь · d3 білий слон · e3 білий слон · f3 чорний король · h3 білий кінь · h2 білий пішак · d1 чорний слон · f1 білий король | e8 біла тура · a7 чорний ферзь · g7 чорна тура · a6 чорний пішак · c6 чорний пішак · f5 чорна тура · b4 чорний слон · d4 чорний пішак · f4 чорний пішак · h4 біла тура · b3 білий кінь · d3 білий слон · e3 білий слон · f3 чорний король · h3 білий кінь · h2 білий пішак · d1 чорний слон · f1 білий король | e8 біла тура · a7 чорний ферзь · g7 чорна тура · a6 чорний пішак · c6 чорний пішак · f5 чорна тура · b4 чорний слон · d4 чорний пішак · f4 чорний пішак · h4 біла тура · b3 білий кінь · d3 білий слон · e3 білий слон · f3 чорний король · h3 білий кінь · h2 білий пішак · d1 чорний слон · f1 білий король | e8 біла тура · a7 чорний ферзь · g7 чорна тура · a6 чорний пішак · c6 чорний пішак · f5 чорна тура · b4 чорний слон · d4 чорний пішак · f4 чорний пішак · h4 біла тура · b3 білий кінь · d3 білий слон · e3 білий слон · f3 чорний король · h3 білий кінь · h2 білий пішак · d1 чорний слон · f1 білий король | e8 біла тура · a7 чорний ферзь · g7 чорна тура · a6 чорний пішак · c6 чорний пішак · f5 чорна тура · b4 чорний слон · d4 чорний пішак · f4 чорний пішак · h4 біла тура · b3 білий кінь · d3 білий слон · e3 білий слон · f3 чорний король · h3 білий кінь · h2 білий пішак · d1 чорний слон · f1 білий король | e8 біла тура · a7 чорний ферзь · g7 чорна тура · a6 чорний пішак · c6 чорний пішак · f5 чорна тура · b4 чорний слон · d4 чорний пішак · f4 чорний пішак · h4 біла тура · b3 білий кінь · d3 білий слон · e3 білий слон · f3 чорний король · h3 білий кінь · h2 білий пішак · d1 чорний слон · f1 білий король | 3 |
| 2 | e8 біла тура · a7 чорний ферзь · g7 чорна тура · a6 чорний пішак · c6 чорний пішак · f5 чорна тура · b4 чорний слон · d4 чорний пішак · f4 чорний пішак · h4 біла тура · b3 білий кінь · d3 білий слон · e3 білий слон · f3 чорний король · h3 білий кінь · h2 білий пішак · d1 чорний слон · f1 білий король | e8 біла тура · a7 чорний ферзь · g7 чорна тура · a6 чорний пішак · c6 чорний пішак · f5 чорна тура · b4 чорний слон · d4 чорний пішак · f4 чорний пішак · h4 біла тура · b3 білий кінь · d3 білий слон · e3 білий слон · f3 чорний король · h3 білий кінь · h2 білий пішак · d1 чорний слон · f1 білий король | e8 біла тура · a7 чорний ферзь · g7 чорна тура · a6 чорний пішак · c6 чорний пішак · f5 чорна тура · b4 чорний слон · d4 чорний пішак · f4 чорний пішак · h4 біла тура · b3 білий кінь · d3 білий слон · e3 білий слон · f3 чорний король · h3 білий кінь · h2 білий пішак · d1 чорний слон · f1 білий король | e8 біла тура · a7 чорний ферзь · g7 чорна тура · a6 чорний пішак · c6 чорний пішак · f5 чорна тура · b4 чорний слон · d4 чорний пішак · f4 чорний пішак · h4 біла тура · b3 білий кінь · d3 білий слон · e3 білий слон · f3 чорний король · h3 білий кінь · h2 білий пішак · d1 чорний слон · f1 білий король | e8 біла тура · a7 чорний ферзь · g7 чорна тура · a6 чорний пішак · c6 чорний пішак · f5 чорна тура · b4 чорний слон · d4 чорний пішак · f4 чорний пішак · h4 біла тура · b3 білий кінь · d3 білий слон · e3 білий слон · f3 чорний король · h3 білий кінь · h2 білий пішак · d1 чорний слон · f1 білий король | e8 біла тура · a7 чорний ферзь · g7 чорна тура · a6 чорний пішак · c6 чорний пішак · f5 чорна тура · b4 чорний слон · d4 чорний пішак · f4 чорний пішак · h4 біла тура · b3 білий кінь · d3 білий слон · e3 білий слон · f3 чорний король · h3 білий кінь · h2 білий пішак · d1 чорний слон · f1 білий король | e8 біла тура · a7 чорний ферзь · g7 чорна тура · a6 чорний пішак · c6 чорний пішак · f5 чорна тура · b4 чорний слон · d4 чорний пішак · f4 чорний пішак · h4 біла тура · b3 білий кінь · d3 білий слон · e3 білий слон · f3 чорний король · h3 білий кінь · h2 білий пішак · d1 чорний слон · f1 білий король | e8 біла тура · a7 чорний ферзь · g7 чорна тура · a6 чорний пішак · c6 чорний пішак · f5 чорна тура · b4 чорний слон · d4 чорний пішак · f4 чорний пішак · h4 біла тура · b3 білий кінь · d3 білий слон · e3 білий слон · f3 чорний король · h3 білий кінь · h2 білий пішак · d1 чорний слон · f1 білий король | 2 |
| 1 | e8 біла тура · a7 чорний ферзь · g7 чорна тура · a6 чорний пішак · c6 чорний пішак · f5 чорна тура · b4 чорний слон · d4 чорний пішак · f4 чорний пішак · h4 біла тура · b3 білий кінь · d3 білий слон · e3 білий слон · f3 чорний король · h3 білий кінь · h2 білий пішак · d1 чорний слон · f1 білий король | e8 біла тура · a7 чорний ферзь · g7 чорна тура · a6 чорний пішак · c6 чорний пішак · f5 чорна тура · b4 чорний слон · d4 чорний пішак · f4 чорний пішак · h4 біла тура · b3 білий кінь · d3 білий слон · e3 білий слон · f3 чорний король · h3 білий кінь · h2 білий пішак · d1 чорний слон · f1 білий король | e8 біла тура · a7 чорний ферзь · g7 чорна тура · a6 чорний пішак · c6 чорний пішак · f5 чорна тура · b4 чорний слон · d4 чорний пішак · f4 чорний пішак · h4 біла тура · b3 білий кінь · d3 білий слон · e3 білий слон · f3 чорний король · h3 білий кінь · h2 білий пішак · d1 чорний слон · f1 білий король | e8 біла тура · a7 чорний ферзь · g7 чорна тура · a6 чорний пішак · c6 чорний пішак · f5 чорна тура · b4 чорний слон · d4 чорний пішак · f4 чорний пішак · h4 біла тура · b3 білий кінь · d3 білий слон · e3 білий слон · f3 чорний король · h3 білий кінь · h2 білий пішак · d1 чорний слон · f1 білий король | e8 біла тура · a7 чорний ферзь · g7 чорна тура · a6 чорний пішак · c6 чорний пішак · f5 чорна тура · b4 чорний слон · d4 чорний пішак · f4 чорний пішак · h4 біла тура · b3 білий кінь · d3 білий слон · e3 білий слон · f3 чорний король · h3 білий кінь · h2 білий пішак · d1 чорний слон · f1 білий король | e8 біла тура · a7 чорний ферзь · g7 чорна тура · a6 чорний пішак · c6 чорний пішак · f5 чорна тура · b4 чорний слон · d4 чорний пішак · f4 чорний пішак · h4 біла тура · b3 білий кінь · d3 білий слон · e3 білий слон · f3 чорний король · h3 білий кінь · h2 білий пішак · d1 чорний слон · f1 білий король | e8 біла тура · a7 чорний ферзь · g7 чорна тура · a6 чорний пішак · c6 чорний пішак · f5 чорна тура · b4 чорний слон · d4 чорний пішак · f4 чорний пішак · h4 біла тура · b3 білий кінь · d3 білий слон · e3 білий слон · f3 чорний король · h3 білий кінь · h2 білий пішак · d1 чорний слон · f1 білий король | e8 біла тура · a7 чорний ферзь · g7 чорна тура · a6 чорний пішак · c6 чорний пішак · f5 чорна тура · b4 чорний слон · d4 чорний пішак · f4 чорний пішак · h4 біла тура · b3 білий кінь · d3 білий слон · e3 білий слон · f3 чорний король · h3 білий кінь · h2 білий пішак · d1 чорний слон · f1 білий король | 1 |
|   | a | b | c | d | e | f | g | h |   |

1. L:d4? ~ 2. Le4 #  1. ...  De7! 2. Sd4 # ???
1. L:f4? ~ 2. Le4 #   1. ...  Te5! 2. Tf4 # ???
1. Lg1? ~ 2. Le4 #   1. ...  Te7! 2. Sg1 # ???
1. Ld2? ~ 2. Le4 #   1. ...  Le7! 2. Sd2 # ???
1.Lf2! ~ 2. Le4 #
1. ...  De7 2. S:d4 #
1. ...  Te5 2. T:f4 #
1. ...  Te7 2. Sg1 #
1. ...  Le7 2. Sd2 #
- — - — - — -
1. ... Lc2 2. Le2 #

|   | a | b | c | d | e | f | g | h |   |
| 8 | b7 чорний пішак · c7 білий слон · e7 чорний пішак · b6 чорний пішак · a5 чорний пішак · b5 білий кінь · h5 біла тура · a4 білий кінь · b4 чорний король · g4 чорна тура · b3 білий пішак · c3 чорний пішак · f3 чорна тура · a2 білий король · b2 білий ферзь · a1 чорний кінь · c1 чорний слон · d1 біла тура | b7 чорний пішак · c7 білий слон · e7 чорний пішак · b6 чорний пішак · a5 чорний пішак · b5 білий кінь · h5 біла тура · a4 білий кінь · b4 чорний король · g4 чорна тура · b3 білий пішак · c3 чорний пішак · f3 чорна тура · a2 білий король · b2 білий ферзь · a1 чорний кінь · c1 чорний слон · d1 біла тура | b7 чорний пішак · c7 білий слон · e7 чорний пішак · b6 чорний пішак · a5 чорний пішак · b5 білий кінь · h5 біла тура · a4 білий кінь · b4 чорний король · g4 чорна тура · b3 білий пішак · c3 чорний пішак · f3 чорна тура · a2 білий король · b2 білий ферзь · a1 чорний кінь · c1 чорний слон · d1 біла тура | b7 чорний пішак · c7 білий слон · e7 чорний пішак · b6 чорний пішак · a5 чорний пішак · b5 білий кінь · h5 біла тура · a4 білий кінь · b4 чорний король · g4 чорна тура · b3 білий пішак · c3 чорний пішак · f3 чорна тура · a2 білий король · b2 білий ферзь · a1 чорний кінь · c1 чорний слон · d1 біла тура | b7 чорний пішак · c7 білий слон · e7 чорний пішак · b6 чорний пішак · a5 чорний пішак · b5 білий кінь · h5 біла тура · a4 білий кінь · b4 чорний король · g4 чорна тура · b3 білий пішак · c3 чорний пішак · f3 чорна тура · a2 білий король · b2 білий ферзь · a1 чорний кінь · c1 чорний слон · d1 біла тура | b7 чорний пішак · c7 білий слон · e7 чорний пішак · b6 чорний пішак · a5 чорний пішак · b5 білий кінь · h5 біла тура · a4 білий кінь · b4 чорний король · g4 чорна тура · b3 білий пішак · c3 чорний пішак · f3 чорна тура · a2 білий король · b2 білий ферзь · a1 чорний кінь · c1 чорний слон · d1 біла тура | b7 чорний пішак · c7 білий слон · e7 чорний пішак · b6 чорний пішак · a5 чорний пішак · b5 білий кінь · h5 біла тура · a4 білий кінь · b4 чорний король · g4 чорна тура · b3 білий пішак · c3 чорний пішак · f3 чорна тура · a2 білий король · b2 білий ферзь · a1 чорний кінь · c1 чорний слон · d1 біла тура | b7 чорний пішак · c7 білий слон · e7 чорний пішак · b6 чорний пішак · a5 чорний пішак · b5 білий кінь · h5 біла тура · a4 білий кінь · b4 чорний король · g4 чорна тура · b3 білий пішак · c3 чорний пішак · f3 чорна тура · a2 білий король · b2 білий ферзь · a1 чорний кінь · c1 чорний слон · d1 біла тура | 8 |
| 7 | b7 чорний пішак · c7 білий слон · e7 чорний пішак · b6 чорний пішак · a5 чорний пішак · b5 білий кінь · h5 біла тура · a4 білий кінь · b4 чорний король · g4 чорна тура · b3 білий пішак · c3 чорний пішак · f3 чорна тура · a2 білий король · b2 білий ферзь · a1 чорний кінь · c1 чорний слон · d1 біла тура | b7 чорний пішак · c7 білий слон · e7 чорний пішак · b6 чорний пішак · a5 чорний пішак · b5 білий кінь · h5 біла тура · a4 білий кінь · b4 чорний король · g4 чорна тура · b3 білий пішак · c3 чорний пішак · f3 чорна тура · a2 білий король · b2 білий ферзь · a1 чорний кінь · c1 чорний слон · d1 біла тура | b7 чорний пішак · c7 білий слон · e7 чорний пішак · b6 чорний пішак · a5 чорний пішак · b5 білий кінь · h5 біла тура · a4 білий кінь · b4 чорний король · g4 чорна тура · b3 білий пішак · c3 чорний пішак · f3 чорна тура · a2 білий король · b2 білий ферзь · a1 чорний кінь · c1 чорний слон · d1 біла тура | b7 чорний пішак · c7 білий слон · e7 чорний пішак · b6 чорний пішак · a5 чорний пішак · b5 білий кінь · h5 біла тура · a4 білий кінь · b4 чорний король · g4 чорна тура · b3 білий пішак · c3 чорний пішак · f3 чорна тура · a2 білий король · b2 білий ферзь · a1 чорний кінь · c1 чорний слон · d1 біла тура | b7 чорний пішак · c7 білий слон · e7 чорний пішак · b6 чорний пішак · a5 чорний пішак · b5 білий кінь · h5 біла тура · a4 білий кінь · b4 чорний король · g4 чорна тура · b3 білий пішак · c3 чорний пішак · f3 чорна тура · a2 білий король · b2 білий ферзь · a1 чорний кінь · c1 чорний слон · d1 біла тура | b7 чорний пішак · c7 білий слон · e7 чорний пішак · b6 чорний пішак · a5 чорний пішак · b5 білий кінь · h5 біла тура · a4 білий кінь · b4 чорний король · g4 чорна тура · b3 білий пішак · c3 чорний пішак · f3 чорна тура · a2 білий король · b2 білий ферзь · a1 чорний кінь · c1 чорний слон · d1 біла тура | b7 чорний пішак · c7 білий слон · e7 чорний пішак · b6 чорний пішак · a5 чорний пішак · b5 білий кінь · h5 біла тура · a4 білий кінь · b4 чорний король · g4 чорна тура · b3 білий пішак · c3 чорний пішак · f3 чорна тура · a2 білий король · b2 білий ферзь · a1 чорний кінь · c1 чорний слон · d1 біла тура | b7 чорний пішак · c7 білий слон · e7 чорний пішак · b6 чорний пішак · a5 чорний пішак · b5 білий кінь · h5 біла тура · a4 білий кінь · b4 чорний король · g4 чорна тура · b3 білий пішак · c3 чорний пішак · f3 чорна тура · a2 білий король · b2 білий ферзь · a1 чорний кінь · c1 чорний слон · d1 біла тура | 7 |
| 6 | b7 чорний пішак · c7 білий слон · e7 чорний пішак · b6 чорний пішак · a5 чорний пішак · b5 білий кінь · h5 біла тура · a4 білий кінь · b4 чорний король · g4 чорна тура · b3 білий пішак · c3 чорний пішак · f3 чорна тура · a2 білий король · b2 білий ферзь · a1 чорний кінь · c1 чорний слон · d1 біла тура | b7 чорний пішак · c7 білий слон · e7 чорний пішак · b6 чорний пішак · a5 чорний пішак · b5 білий кінь · h5 біла тура · a4 білий кінь · b4 чорний король · g4 чорна тура · b3 білий пішак · c3 чорний пішак · f3 чорна тура · a2 білий король · b2 білий ферзь · a1 чорний кінь · c1 чорний слон · d1 біла тура | b7 чорний пішак · c7 білий слон · e7 чорний пішак · b6 чорний пішак · a5 чорний пішак · b5 білий кінь · h5 біла тура · a4 білий кінь · b4 чорний король · g4 чорна тура · b3 білий пішак · c3 чорний пішак · f3 чорна тура · a2 білий король · b2 білий ферзь · a1 чорний кінь · c1 чорний слон · d1 біла тура | b7 чорний пішак · c7 білий слон · e7 чорний пішак · b6 чорний пішак · a5 чорний пішак · b5 білий кінь · h5 біла тура · a4 білий кінь · b4 чорний король · g4 чорна тура · b3 білий пішак · c3 чорний пішак · f3 чорна тура · a2 білий король · b2 білий ферзь · a1 чорний кінь · c1 чорний слон · d1 біла тура | b7 чорний пішак · c7 білий слон · e7 чорний пішак · b6 чорний пішак · a5 чорний пішак · b5 білий кінь · h5 біла тура · a4 білий кінь · b4 чорний король · g4 чорна тура · b3 білий пішак · c3 чорний пішак · f3 чорна тура · a2 білий король · b2 білий ферзь · a1 чорний кінь · c1 чорний слон · d1 біла тура | b7 чорний пішак · c7 білий слон · e7 чорний пішак · b6 чорний пішак · a5 чорний пішак · b5 білий кінь · h5 біла тура · a4 білий кінь · b4 чорний король · g4 чорна тура · b3 білий пішак · c3 чорний пішак · f3 чорна тура · a2 білий король · b2 білий ферзь · a1 чорний кінь · c1 чорний слон · d1 біла тура | b7 чорний пішак · c7 білий слон · e7 чорний пішак · b6 чорний пішак · a5 чорний пішак · b5 білий кінь · h5 біла тура · a4 білий кінь · b4 чорний король · g4 чорна тура · b3 білий пішак · c3 чорний пішак · f3 чорна тура · a2 білий король · b2 білий ферзь · a1 чорний кінь · c1 чорний слон · d1 біла тура | b7 чорний пішак · c7 білий слон · e7 чорний пішак · b6 чорний пішак · a5 чорний пішак · b5 білий кінь · h5 біла тура · a4 білий кінь · b4 чорний король · g4 чорна тура · b3 білий пішак · c3 чорний пішак · f3 чорна тура · a2 білий король · b2 білий ферзь · a1 чорний кінь · c1 чорний слон · d1 біла тура | 6 |
| 5 | b7 чорний пішак · c7 білий слон · e7 чорний пішак · b6 чорний пішак · a5 чорний пішак · b5 білий кінь · h5 біла тура · a4 білий кінь · b4 чорний король · g4 чорна тура · b3 білий пішак · c3 чорний пішак · f3 чорна тура · a2 білий король · b2 білий ферзь · a1 чорний кінь · c1 чорний слон · d1 біла тура | b7 чорний пішак · c7 білий слон · e7 чорний пішак · b6 чорний пішак · a5 чорний пішак · b5 білий кінь · h5 біла тура · a4 білий кінь · b4 чорний король · g4 чорна тура · b3 білий пішак · c3 чорний пішак · f3 чорна тура · a2 білий король · b2 білий ферзь · a1 чорний кінь · c1 чорний слон · d1 біла тура | b7 чорний пішак · c7 білий слон · e7 чорний пішак · b6 чорний пішак · a5 чорний пішак · b5 білий кінь · h5 біла тура · a4 білий кінь · b4 чорний король · g4 чорна тура · b3 білий пішак · c3 чорний пішак · f3 чорна тура · a2 білий король · b2 білий ферзь · a1 чорний кінь · c1 чорний слон · d1 біла тура | b7 чорний пішак · c7 білий слон · e7 чорний пішак · b6 чорний пішак · a5 чорний пішак · b5 білий кінь · h5 біла тура · a4 білий кінь · b4 чорний король · g4 чорна тура · b3 білий пішак · c3 чорний пішак · f3 чорна тура · a2 білий король · b2 білий ферзь · a1 чорний кінь · c1 чорний слон · d1 біла тура | b7 чорний пішак · c7 білий слон · e7 чорний пішак · b6 чорний пішак · a5 чорний пішак · b5 білий кінь · h5 біла тура · a4 білий кінь · b4 чорний король · g4 чорна тура · b3 білий пішак · c3 чорний пішак · f3 чорна тура · a2 білий король · b2 білий ферзь · a1 чорний кінь · c1 чорний слон · d1 біла тура | b7 чорний пішак · c7 білий слон · e7 чорний пішак · b6 чорний пішак · a5 чорний пішак · b5 білий кінь · h5 біла тура · a4 білий кінь · b4 чорний король · g4 чорна тура · b3 білий пішак · c3 чорний пішак · f3 чорна тура · a2 білий король · b2 білий ферзь · a1 чорний кінь · c1 чорний слон · d1 біла тура | b7 чорний пішак · c7 білий слон · e7 чорний пішак · b6 чорний пішак · a5 чорний пішак · b5 білий кінь · h5 біла тура · a4 білий кінь · b4 чорний король · g4 чорна тура · b3 білий пішак · c3 чорний пішак · f3 чорна тура · a2 білий король · b2 білий ферзь · a1 чорний кінь · c1 чорний слон · d1 біла тура | b7 чорний пішак · c7 білий слон · e7 чорний пішак · b6 чорний пішак · a5 чорний пішак · b5 білий кінь · h5 біла тура · a4 білий кінь · b4 чорний король · g4 чорна тура · b3 білий пішак · c3 чорний пішак · f3 чорна тура · a2 білий король · b2 білий ферзь · a1 чорний кінь · c1 чорний слон · d1 біла тура | 5 |
| 4 | b7 чорний пішак · c7 білий слон · e7 чорний пішак · b6 чорний пішак · a5 чорний пішак · b5 білий кінь · h5 біла тура · a4 білий кінь · b4 чорний король · g4 чорна тура · b3 білий пішак · c3 чорний пішак · f3 чорна тура · a2 білий король · b2 білий ферзь · a1 чорний кінь · c1 чорний слон · d1 біла тура | b7 чорний пішак · c7 білий слон · e7 чорний пішак · b6 чорний пішак · a5 чорний пішак · b5 білий кінь · h5 біла тура · a4 білий кінь · b4 чорний король · g4 чорна тура · b3 білий пішак · c3 чорний пішак · f3 чорна тура · a2 білий король · b2 білий ферзь · a1 чорний кінь · c1 чорний слон · d1 біла тура | b7 чорний пішак · c7 білий слон · e7 чорний пішак · b6 чорний пішак · a5 чорний пішак · b5 білий кінь · h5 біла тура · a4 білий кінь · b4 чорний король · g4 чорна тура · b3 білий пішак · c3 чорний пішак · f3 чорна тура · a2 білий король · b2 білий ферзь · a1 чорний кінь · c1 чорний слон · d1 біла тура | b7 чорний пішак · c7 білий слон · e7 чорний пішак · b6 чорний пішак · a5 чорний пішак · b5 білий кінь · h5 біла тура · a4 білий кінь · b4 чорний король · g4 чорна тура · b3 білий пішак · c3 чорний пішак · f3 чорна тура · a2 білий король · b2 білий ферзь · a1 чорний кінь · c1 чорний слон · d1 біла тура | b7 чорний пішак · c7 білий слон · e7 чорний пішак · b6 чорний пішак · a5 чорний пішак · b5 білий кінь · h5 біла тура · a4 білий кінь · b4 чорний король · g4 чорна тура · b3 білий пішак · c3 чорний пішак · f3 чорна тура · a2 білий король · b2 білий ферзь · a1 чорний кінь · c1 чорний слон · d1 біла тура | b7 чорний пішак · c7 білий слон · e7 чорний пішак · b6 чорний пішак · a5 чорний пішак · b5 білий кінь · h5 біла тура · a4 білий кінь · b4 чорний король · g4 чорна тура · b3 білий пішак · c3 чорний пішак · f3 чорна тура · a2 білий король · b2 білий ферзь · a1 чорний кінь · c1 чорний слон · d1 біла тура | b7 чорний пішак · c7 білий слон · e7 чорний пішак · b6 чорний пішак · a5 чорний пішак · b5 білий кінь · h5 біла тура · a4 білий кінь · b4 чорний король · g4 чорна тура · b3 білий пішак · c3 чорний пішак · f3 чорна тура · a2 білий король · b2 білий ферзь · a1 чорний кінь · c1 чорний слон · d1 біла тура | b7 чорний пішак · c7 білий слон · e7 чорний пішак · b6 чорний пішак · a5 чорний пішак · b5 білий кінь · h5 біла тура · a4 білий кінь · b4 чорний король · g4 чорна тура · b3 білий пішак · c3 чорний пішак · f3 чорна тура · a2 білий король · b2 білий ферзь · a1 чорний кінь · c1 чорний слон · d1 біла тура | 4 |
| 3 | b7 чорний пішак · c7 білий слон · e7 чорний пішак · b6 чорний пішак · a5 чорний пішак · b5 білий кінь · h5 біла тура · a4 білий кінь · b4 чорний король · g4 чорна тура · b3 білий пішак · c3 чорний пішак · f3 чорна тура · a2 білий король · b2 білий ферзь · a1 чорний кінь · c1 чорний слон · d1 біла тура | b7 чорний пішак · c7 білий слон · e7 чорний пішак · b6 чорний пішак · a5 чорний пішак · b5 білий кінь · h5 біла тура · a4 білий кінь · b4 чорний король · g4 чорна тура · b3 білий пішак · c3 чорний пішак · f3 чорна тура · a2 білий король · b2 білий ферзь · a1 чорний кінь · c1 чорний слон · d1 біла тура | b7 чорний пішак · c7 білий слон · e7 чорний пішак · b6 чорний пішак · a5 чорний пішак · b5 білий кінь · h5 біла тура · a4 білий кінь · b4 чорний король · g4 чорна тура · b3 білий пішак · c3 чорний пішак · f3 чорна тура · a2 білий король · b2 білий ферзь · a1 чорний кінь · c1 чорний слон · d1 біла тура | b7 чорний пішак · c7 білий слон · e7 чорний пішак · b6 чорний пішак · a5 чорний пішак · b5 білий кінь · h5 біла тура · a4 білий кінь · b4 чорний король · g4 чорна тура · b3 білий пішак · c3 чорний пішак · f3 чорна тура · a2 білий король · b2 білий ферзь · a1 чорний кінь · c1 чорний слон · d1 біла тура | b7 чорний пішак · c7 білий слон · e7 чорний пішак · b6 чорний пішак · a5 чорний пішак · b5 білий кінь · h5 біла тура · a4 білий кінь · b4 чорний король · g4 чорна тура · b3 білий пішак · c3 чорний пішак · f3 чорна тура · a2 білий король · b2 білий ферзь · a1 чорний кінь · c1 чорний слон · d1 біла тура | b7 чорний пішак · c7 білий слон · e7 чорний пішак · b6 чорний пішак · a5 чорний пішак · b5 білий кінь · h5 біла тура · a4 білий кінь · b4 чорний король · g4 чорна тура · b3 білий пішак · c3 чорний пішак · f3 чорна тура · a2 білий король · b2 білий ферзь · a1 чорний кінь · c1 чорний слон · d1 біла тура | b7 чорний пішак · c7 білий слон · e7 чорний пішак · b6 чорний пішак · a5 чорний пішак · b5 білий кінь · h5 біла тура · a4 білий кінь · b4 чорний король · g4 чорна тура · b3 білий пішак · c3 чорний пішак · f3 чорна тура · a2 білий король · b2 білий ферзь · a1 чорний кінь · c1 чорний слон · d1 біла тура | b7 чорний пішак · c7 білий слон · e7 чорний пішак · b6 чорний пішак · a5 чорний пішак · b5 білий кінь · h5 біла тура · a4 білий кінь · b4 чорний король · g4 чорна тура · b3 білий пішак · c3 чорний пішак · f3 чорна тура · a2 білий король · b2 білий ферзь · a1 чорний кінь · c1 чорний слон · d1 біла тура | 3 |
| 2 | b7 чорний пішак · c7 білий слон · e7 чорний пішак · b6 чорний пішак · a5 чорний пішак · b5 білий кінь · h5 біла тура · a4 білий кінь · b4 чорний король · g4 чорна тура · b3 білий пішак · c3 чорний пішак · f3 чорна тура · a2 білий король · b2 білий ферзь · a1 чорний кінь · c1 чорний слон · d1 біла тура | b7 чорний пішак · c7 білий слон · e7 чорний пішак · b6 чорний пішак · a5 чорний пішак · b5 білий кінь · h5 біла тура · a4 білий кінь · b4 чорний король · g4 чорна тура · b3 білий пішак · c3 чорний пішак · f3 чорна тура · a2 білий король · b2 білий ферзь · a1 чорний кінь · c1 чорний слон · d1 біла тура | b7 чорний пішак · c7 білий слон · e7 чорний пішак · b6 чорний пішак · a5 чорний пішак · b5 білий кінь · h5 біла тура · a4 білий кінь · b4 чорний король · g4 чорна тура · b3 білий пішак · c3 чорний пішак · f3 чорна тура · a2 білий король · b2 білий ферзь · a1 чорний кінь · c1 чорний слон · d1 біла тура | b7 чорний пішак · c7 білий слон · e7 чорний пішак · b6 чорний пішак · a5 чорний пішак · b5 білий кінь · h5 біла тура · a4 білий кінь · b4 чорний король · g4 чорна тура · b3 білий пішак · c3 чорний пішак · f3 чорна тура · a2 білий король · b2 білий ферзь · a1 чорний кінь · c1 чорний слон · d1 біла тура | b7 чорний пішак · c7 білий слон · e7 чорний пішак · b6 чорний пішак · a5 чорний пішак · b5 білий кінь · h5 біла тура · a4 білий кінь · b4 чорний король · g4 чорна тура · b3 білий пішак · c3 чорний пішак · f3 чорна тура · a2 білий король · b2 білий ферзь · a1 чорний кінь · c1 чорний слон · d1 біла тура | b7 чорний пішак · c7 білий слон · e7 чорний пішак · b6 чорний пішак · a5 чорний пішак · b5 білий кінь · h5 біла тура · a4 білий кінь · b4 чорний король · g4 чорна тура · b3 білий пішак · c3 чорний пішак · f3 чорна тура · a2 білий король · b2 білий ферзь · a1 чорний кінь · c1 чорний слон · d1 біла тура | b7 чорний пішак · c7 білий слон · e7 чорний пішак · b6 чорний пішак · a5 чорний пішак · b5 білий кінь · h5 біла тура · a4 білий кінь · b4 чорний король · g4 чорна тура · b3 білий пішак · c3 чорний пішак · f3 чорна тура · a2 білий король · b2 білий ферзь · a1 чорний кінь · c1 чорний слон · d1 біла тура | b7 чорний пішак · c7 білий слон · e7 чорний пішак · b6 чорний пішак · a5 чорний пішак · b5 білий кінь · h5 біла тура · a4 білий кінь · b4 чорний король · g4 чорна тура · b3 білий пішак · c3 чорний пішак · f3 чорна тура · a2 білий король · b2 білий ферзь · a1 чорний кінь · c1 чорний слон · d1 біла тура | 2 |
| 1 | b7 чорний пішак · c7 білий слон · e7 чорний пішак · b6 чорний пішак · a5 чорний пішак · b5 білий кінь · h5 біла тура · a4 білий кінь · b4 чорний король · g4 чорна тура · b3 білий пішак · c3 чорний пішак · f3 чорна тура · a2 білий король · b2 білий ферзь · a1 чорний кінь · c1 чорний слон · d1 біла тура | b7 чорний пішак · c7 білий слон · e7 чорний пішак · b6 чорний пішак · a5 чорний пішак · b5 білий кінь · h5 біла тура · a4 білий кінь · b4 чорний король · g4 чорна тура · b3 білий пішак · c3 чорний пішак · f3 чорна тура · a2 білий король · b2 білий ферзь · a1 чорний кінь · c1 чорний слон · d1 біла тура | b7 чорний пішак · c7 білий слон · e7 чорний пішак · b6 чорний пішак · a5 чорний пішак · b5 білий кінь · h5 біла тура · a4 білий кінь · b4 чорний король · g4 чорна тура · b3 білий пішак · c3 чорний пішак · f3 чорна тура · a2 білий король · b2 білий ферзь · a1 чорний кінь · c1 чорний слон · d1 біла тура | b7 чорний пішак · c7 білий слон · e7 чорний пішак · b6 чорний пішак · a5 чорний пішак · b5 білий кінь · h5 біла тура · a4 білий кінь · b4 чорний король · g4 чорна тура · b3 білий пішак · c3 чорний пішак · f3 чорна тура · a2 білий король · b2 білий ферзь · a1 чорний кінь · c1 чорний слон · d1 біла тура | b7 чорний пішак · c7 білий слон · e7 чорний пішак · b6 чорний пішак · a5 чорний пішак · b5 білий кінь · h5 біла тура · a4 білий кінь · b4 чорний король · g4 чорна тура · b3 білий пішак · c3 чорний пішак · f3 чорна тура · a2 білий король · b2 білий ферзь · a1 чорний кінь · c1 чорний слон · d1 біла тура | b7 чорний пішак · c7 білий слон · e7 чорний пішак · b6 чорний пішак · a5 чорний пішак · b5 білий кінь · h5 біла тура · a4 білий кінь · b4 чорний король · g4 чорна тура · b3 білий пішак · c3 чорний пішак · f3 чорна тура · a2 білий король · b2 білий ферзь · a1 чорний кінь · c1 чорний слон · d1 біла тура | b7 чорний пішак · c7 білий слон · e7 чорний пішак · b6 чорний пішак · a5 чорний пішак · b5 білий кінь · h5 біла тура · a4 білий кінь · b4 чорний король · g4 чорна тура · b3 білий пішак · c3 чорний пішак · f3 чорна тура · a2 білий король · b2 білий ферзь · a1 чорний кінь · c1 чорний слон · d1 біла тура | b7 чорний пішак · c7 білий слон · e7 чорний пішак · b6 чорний пішак · a5 чорний пішак · b5 білий кінь · h5 біла тура · a4 білий кінь · b4 чорний король · g4 чорна тура · b3 білий пішак · c3 чорний пішак · f3 чорна тура · a2 білий король · b2 білий ферзь · a1 чорний кінь · c1 чорний слон · d1 біла тура | 1 |
|   | a | b | c | d | e | f | g | h |   |

1. Sa3? ~ 2. Tb5 #   1. ... Lg5! 2. Da3 # ???
1. S:c3? ~ 2.Tb5 #   1. ... Tf5!  2. D:c3 # ???
1. Sd4? ~ 2. Tb5 #   1. ... Tg5! 2. Td4 # ???
1. Sd6? ~ 2. Tb5 #   1. ... e5!   2. Ld6 # ???
1. Sa7! ~ 2. Tb5 #
1. ... Lg5 2. Da3 #
1. ... Tf5  2. D:c3 #
1. ... Tg5 2. Td4 #
1. ... e5   2. Ld6 #

## Тема в мініатюрі
|   | a                                                                     | b                                                                     | c                                                                     | d                                                                     | e                                                                     | f                                                                     | g                                                                     | h                                                                     |   |
| 8 | a6 чорний король · d6 білий король · a3 чорний пішак · b1 білий ферзь | a6 чорний король · d6 білий король · a3 чорний пішак · b1 білий ферзь | a6 чорний король · d6 білий король · a3 чорний пішак · b1 білий ферзь | a6 чорний король · d6 білий король · a3 чорний пішак · b1 білий ферзь | a6 чорний король · d6 білий король · a3 чорний пішак · b1 білий ферзь | a6 чорний король · d6 білий король · a3 чорний пішак · b1 білий ферзь | a6 чорний король · d6 білий король · a3 чорний пішак · b1 білий ферзь | a6 чорний король · d6 білий король · a3 чорний пішак · b1 білий ферзь | 8 |
| 7 | a6 чорний король · d6 білий король · a3 чорний пішак · b1 білий ферзь | a6 чорний король · d6 білий король · a3 чорний пішак · b1 білий ферзь | a6 чорний король · d6 білий король · a3 чорний пішак · b1 білий ферзь | a6 чорний король · d6 білий король · a3 чорний пішак · b1 білий ферзь | a6 чорний король · d6 білий король · a3 чорний пішак · b1 білий ферзь | a6 чорний король · d6 білий король · a3 чорний пішак · b1 білий ферзь | a6 чорний король · d6 білий король · a3 чорний пішак · b1 білий ферзь | a6 чорний король · d6 білий король · a3 чорний пішак · b1 білий ферзь | 7 |
| 6 | a6 чорний король · d6 білий король · a3 чорний пішак · b1 білий ферзь | a6 чорний король · d6 білий король · a3 чорний пішак · b1 білий ферзь | a6 чорний король · d6 білий король · a3 чорний пішак · b1 білий ферзь | a6 чорний король · d6 білий король · a3 чорний пішак · b1 білий ферзь | a6 чорний король · d6 білий король · a3 чорний пішак · b1 білий ферзь | a6 чорний король · d6 білий король · a3 чорний пішак · b1 білий ферзь | a6 чорний король · d6 білий король · a3 чорний пішак · b1 білий ферзь | a6 чорний король · d6 білий король · a3 чорний пішак · b1 білий ферзь | 6 |
| 5 | a6 чорний король · d6 білий король · a3 чорний пішак · b1 білий ферзь | a6 чорний король · d6 білий король · a3 чорний пішак · b1 білий ферзь | a6 чорний король · d6 білий король · a3 чорний пішак · b1 білий ферзь | a6 чорний король · d6 білий король · a3 чорний пішак · b1 білий ферзь | a6 чорний король · d6 білий король · a3 чорний пішак · b1 білий ферзь | a6 чорний король · d6 білий король · a3 чорний пішак · b1 білий ферзь | a6 чорний король · d6 білий король · a3 чорний пішак · b1 білий ферзь | a6 чорний король · d6 білий король · a3 чорний пішак · b1 білий ферзь | 5 |
| 4 | a6 чорний король · d6 білий король · a3 чорний пішак · b1 білий ферзь | a6 чорний король · d6 білий король · a3 чорний пішак · b1 білий ферзь | a6 чорний король · d6 білий король · a3 чорний пішак · b1 білий ферзь | a6 чорний король · d6 білий король · a3 чорний пішак · b1 білий ферзь | a6 чорний король · d6 білий король · a3 чорний пішак · b1 білий ферзь | a6 чорний король · d6 білий король · a3 чорний пішак · b1 білий ферзь | a6 чорний король · d6 білий король · a3 чорний пішак · b1 білий ферзь | a6 чорний король · d6 білий король · a3 чорний пішак · b1 білий ферзь | 4 |
| 3 | a6 чорний король · d6 білий король · a3 чорний пішак · b1 білий ферзь | a6 чорний король · d6 білий король · a3 чорний пішак · b1 білий ферзь | a6 чорний король · d6 білий король · a3 чорний пішак · b1 білий ферзь | a6 чорний король · d6 білий король · a3 чорний пішак · b1 білий ферзь | a6 чорний король · d6 білий король · a3 чорний пішак · b1 білий ферзь | a6 чорний король · d6 білий король · a3 чорний пішак · b1 білий ферзь | a6 чорний король · d6 білий король · a3 чорний пішак · b1 білий ферзь | a6 чорний король · d6 білий король · a3 чорний пішак · b1 білий ферзь | 3 |
| 2 | a6 чорний король · d6 білий король · a3 чорний пішак · b1 білий ферзь | a6 чорний король · d6 білий король · a3 чорний пішак · b1 білий ферзь | a6 чорний король · d6 білий король · a3 чорний пішак · b1 білий ферзь | a6 чорний король · d6 білий король · a3 чорний пішак · b1 білий ферзь | a6 чорний король · d6 білий король · a3 чорний пішак · b1 білий ферзь | a6 чорний король · d6 білий король · a3 чорний пішак · b1 білий ферзь | a6 чорний король · d6 білий король · a3 чорний пішак · b1 білий ферзь | a6 чорний король · d6 білий король · a3 чорний пішак · b1 білий ферзь | 2 |
| 1 | a6 чорний король · d6 білий король · a3 чорний пішак · b1 білий ферзь | a6 чорний король · d6 білий король · a3 чорний пішак · b1 білий ферзь | a6 чорний король · d6 білий король · a3 чорний пішак · b1 білий ферзь | a6 чорний король · d6 білий король · a3 чорний пішак · b1 білий ферзь | a6 чорний король · d6 білий король · a3 чорний пішак · b1 білий ферзь | a6 чорний король · d6 білий король · a3 чорний пішак · b1 білий ферзь | a6 чорний король · d6 білий король · a3 чорний пішак · b1 білий ферзь | a6 чорний король · d6 білий король · a3 чорний пішак · b1 білий ферзь | 1 |
|   | a                                                                     | b                                                                     | c                                                                     | d                                                                     | e                                                                     | f                                                                     | g                                                                     | h                                                                     |   |

1. Kc7? ~ 2. Db6 #
1. ... Ka7 2. Db7 #
1. ... Ka5! 2.Db5 # ???
1. Kc5? ~ 2. Db6 #
1. ... Ka5 2. Db5 #
1. ... Ka7! 2. Db7 # ???
1. Kc6! ~ 2. Db6 #
1. ... Ka5 2.Db5 #
1. ... Ka7 2.Db7 #

## Синтез з іншими темами
Тема гармонійно синтезується з іншими темами.
|   | a | b | c | d | e | f | g | h |   |
| 8 | b8 білий слон · c8 білий ферзь · f8 чорний слон · b6 чорна тура · e6 чорний пішак · b5 білий пішак · c5 чорний пішак · d5 чорний король · e5 білий кінь · g4 біла тура · h3 білий слон · e2 білий пішак · g2 білий король | b8 білий слон · c8 білий ферзь · f8 чорний слон · b6 чорна тура · e6 чорний пішак · b5 білий пішак · c5 чорний пішак · d5 чорний король · e5 білий кінь · g4 біла тура · h3 білий слон · e2 білий пішак · g2 білий король | b8 білий слон · c8 білий ферзь · f8 чорний слон · b6 чорна тура · e6 чорний пішак · b5 білий пішак · c5 чорний пішак · d5 чорний король · e5 білий кінь · g4 біла тура · h3 білий слон · e2 білий пішак · g2 білий король | b8 білий слон · c8 білий ферзь · f8 чорний слон · b6 чорна тура · e6 чорний пішак · b5 білий пішак · c5 чорний пішак · d5 чорний король · e5 білий кінь · g4 біла тура · h3 білий слон · e2 білий пішак · g2 білий король | b8 білий слон · c8 білий ферзь · f8 чорний слон · b6 чорна тура · e6 чорний пішак · b5 білий пішак · c5 чорний пішак · d5 чорний король · e5 білий кінь · g4 біла тура · h3 білий слон · e2 білий пішак · g2 білий король | b8 білий слон · c8 білий ферзь · f8 чорний слон · b6 чорна тура · e6 чорний пішак · b5 білий пішак · c5 чорний пішак · d5 чорний король · e5 білий кінь · g4 біла тура · h3 білий слон · e2 білий пішак · g2 білий король | b8 білий слон · c8 білий ферзь · f8 чорний слон · b6 чорна тура · e6 чорний пішак · b5 білий пішак · c5 чорний пішак · d5 чорний король · e5 білий кінь · g4 біла тура · h3 білий слон · e2 білий пішак · g2 білий король | b8 білий слон · c8 білий ферзь · f8 чорний слон · b6 чорна тура · e6 чорний пішак · b5 білий пішак · c5 чорний пішак · d5 чорний король · e5 білий кінь · g4 біла тура · h3 білий слон · e2 білий пішак · g2 білий король | 8 |
| 7 | b8 білий слон · c8 білий ферзь · f8 чорний слон · b6 чорна тура · e6 чорний пішак · b5 білий пішак · c5 чорний пішак · d5 чорний король · e5 білий кінь · g4 біла тура · h3 білий слон · e2 білий пішак · g2 білий король | b8 білий слон · c8 білий ферзь · f8 чорний слон · b6 чорна тура · e6 чорний пішак · b5 білий пішак · c5 чорний пішак · d5 чорний король · e5 білий кінь · g4 біла тура · h3 білий слон · e2 білий пішак · g2 білий король | b8 білий слон · c8 білий ферзь · f8 чорний слон · b6 чорна тура · e6 чорний пішак · b5 білий пішак · c5 чорний пішак · d5 чорний король · e5 білий кінь · g4 біла тура · h3 білий слон · e2 білий пішак · g2 білий король | b8 білий слон · c8 білий ферзь · f8 чорний слон · b6 чорна тура · e6 чорний пішак · b5 білий пішак · c5 чорний пішак · d5 чорний король · e5 білий кінь · g4 біла тура · h3 білий слон · e2 білий пішак · g2 білий король | b8 білий слон · c8 білий ферзь · f8 чорний слон · b6 чорна тура · e6 чорний пішак · b5 білий пішак · c5 чорний пішак · d5 чорний король · e5 білий кінь · g4 біла тура · h3 білий слон · e2 білий пішак · g2 білий король | b8 білий слон · c8 білий ферзь · f8 чорний слон · b6 чорна тура · e6 чорний пішак · b5 білий пішак · c5 чорний пішак · d5 чорний король · e5 білий кінь · g4 біла тура · h3 білий слон · e2 білий пішак · g2 білий король | b8 білий слон · c8 білий ферзь · f8 чорний слон · b6 чорна тура · e6 чорний пішак · b5 білий пішак · c5 чорний пішак · d5 чорний король · e5 білий кінь · g4 біла тура · h3 білий слон · e2 білий пішак · g2 білий король | b8 білий слон · c8 білий ферзь · f8 чорний слон · b6 чорна тура · e6 чорний пішак · b5 білий пішак · c5 чорний пішак · d5 чорний король · e5 білий кінь · g4 біла тура · h3 білий слон · e2 білий пішак · g2 білий король | 7 |
| 6 | b8 білий слон · c8 білий ферзь · f8 чорний слон · b6 чорна тура · e6 чорний пішак · b5 білий пішак · c5 чорний пішак · d5 чорний король · e5 білий кінь · g4 біла тура · h3 білий слон · e2 білий пішак · g2 білий король | b8 білий слон · c8 білий ферзь · f8 чорний слон · b6 чорна тура · e6 чорний пішак · b5 білий пішак · c5 чорний пішак · d5 чорний король · e5 білий кінь · g4 біла тура · h3 білий слон · e2 білий пішак · g2 білий король | b8 білий слон · c8 білий ферзь · f8 чорний слон · b6 чорна тура · e6 чорний пішак · b5 білий пішак · c5 чорний пішак · d5 чорний король · e5 білий кінь · g4 біла тура · h3 білий слон · e2 білий пішак · g2 білий король | b8 білий слон · c8 білий ферзь · f8 чорний слон · b6 чорна тура · e6 чорний пішак · b5 білий пішак · c5 чорний пішак · d5 чорний король · e5 білий кінь · g4 біла тура · h3 білий слон · e2 білий пішак · g2 білий король | b8 білий слон · c8 білий ферзь · f8 чорний слон · b6 чорна тура · e6 чорний пішак · b5 білий пішак · c5 чорний пішак · d5 чорний король · e5 білий кінь · g4 біла тура · h3 білий слон · e2 білий пішак · g2 білий король | b8 білий слон · c8 білий ферзь · f8 чорний слон · b6 чорна тура · e6 чорний пішак · b5 білий пішак · c5 чорний пішак · d5 чорний король · e5 білий кінь · g4 біла тура · h3 білий слон · e2 білий пішак · g2 білий король | b8 білий слон · c8 білий ферзь · f8 чорний слон · b6 чорна тура · e6 чорний пішак · b5 білий пішак · c5 чорний пішак · d5 чорний король · e5 білий кінь · g4 біла тура · h3 білий слон · e2 білий пішак · g2 білий король | b8 білий слон · c8 білий ферзь · f8 чорний слон · b6 чорна тура · e6 чорний пішак · b5 білий пішак · c5 чорний пішак · d5 чорний король · e5 білий кінь · g4 біла тура · h3 білий слон · e2 білий пішак · g2 білий король | 6 |
| 5 | b8 білий слон · c8 білий ферзь · f8 чорний слон · b6 чорна тура · e6 чорний пішак · b5 білий пішак · c5 чорний пішак · d5 чорний король · e5 білий кінь · g4 біла тура · h3 білий слон · e2 білий пішак · g2 білий король | b8 білий слон · c8 білий ферзь · f8 чорний слон · b6 чорна тура · e6 чорний пішак · b5 білий пішак · c5 чорний пішак · d5 чорний король · e5 білий кінь · g4 біла тура · h3 білий слон · e2 білий пішак · g2 білий король | b8 білий слон · c8 білий ферзь · f8 чорний слон · b6 чорна тура · e6 чорний пішак · b5 білий пішак · c5 чорний пішак · d5 чорний король · e5 білий кінь · g4 біла тура · h3 білий слон · e2 білий пішак · g2 білий король | b8 білий слон · c8 білий ферзь · f8 чорний слон · b6 чорна тура · e6 чорний пішак · b5 білий пішак · c5 чорний пішак · d5 чорний король · e5 білий кінь · g4 біла тура · h3 білий слон · e2 білий пішак · g2 білий король | b8 білий слон · c8 білий ферзь · f8 чорний слон · b6 чорна тура · e6 чорний пішак · b5 білий пішак · c5 чорний пішак · d5 чорний король · e5 білий кінь · g4 біла тура · h3 білий слон · e2 білий пішак · g2 білий король | b8 білий слон · c8 білий ферзь · f8 чорний слон · b6 чорна тура · e6 чорний пішак · b5 білий пішак · c5 чорний пішак · d5 чорний король · e5 білий кінь · g4 біла тура · h3 білий слон · e2 білий пішак · g2 білий король | b8 білий слон · c8 білий ферзь · f8 чорний слон · b6 чорна тура · e6 чорний пішак · b5 білий пішак · c5 чорний пішак · d5 чорний король · e5 білий кінь · g4 біла тура · h3 білий слон · e2 білий пішак · g2 білий король | b8 білий слон · c8 білий ферзь · f8 чорний слон · b6 чорна тура · e6 чорний пішак · b5 білий пішак · c5 чорний пішак · d5 чорний король · e5 білий кінь · g4 біла тура · h3 білий слон · e2 білий пішак · g2 білий король | 5 |
| 4 | b8 білий слон · c8 білий ферзь · f8 чорний слон · b6 чорна тура · e6 чорний пішак · b5 білий пішак · c5 чорний пішак · d5 чорний король · e5 білий кінь · g4 біла тура · h3 білий слон · e2 білий пішак · g2 білий король | b8 білий слон · c8 білий ферзь · f8 чорний слон · b6 чорна тура · e6 чорний пішак · b5 білий пішак · c5 чорний пішак · d5 чорний король · e5 білий кінь · g4 біла тура · h3 білий слон · e2 білий пішак · g2 білий король | b8 білий слон · c8 білий ферзь · f8 чорний слон · b6 чорна тура · e6 чорний пішак · b5 білий пішак · c5 чорний пішак · d5 чорний король · e5 білий кінь · g4 біла тура · h3 білий слон · e2 білий пішак · g2 білий король | b8 білий слон · c8 білий ферзь · f8 чорний слон · b6 чорна тура · e6 чорний пішак · b5 білий пішак · c5 чорний пішак · d5 чорний король · e5 білий кінь · g4 біла тура · h3 білий слон · e2 білий пішак · g2 білий король | b8 білий слон · c8 білий ферзь · f8 чорний слон · b6 чорна тура · e6 чорний пішак · b5 білий пішак · c5 чорний пішак · d5 чорний король · e5 білий кінь · g4 біла тура · h3 білий слон · e2 білий пішак · g2 білий король | b8 білий слон · c8 білий ферзь · f8 чорний слон · b6 чорна тура · e6 чорний пішак · b5 білий пішак · c5 чорний пішак · d5 чорний король · e5 білий кінь · g4 біла тура · h3 білий слон · e2 білий пішак · g2 білий король | b8 білий слон · c8 білий ферзь · f8 чорний слон · b6 чорна тура · e6 чорний пішак · b5 білий пішак · c5 чорний пішак · d5 чорний король · e5 білий кінь · g4 біла тура · h3 білий слон · e2 білий пішак · g2 білий король | b8 білий слон · c8 білий ферзь · f8 чорний слон · b6 чорна тура · e6 чорний пішак · b5 білий пішак · c5 чорний пішак · d5 чорний король · e5 білий кінь · g4 біла тура · h3 білий слон · e2 білий пішак · g2 білий король | 4 |
| 3 | b8 білий слон · c8 білий ферзь · f8 чорний слон · b6 чорна тура · e6 чорний пішак · b5 білий пішак · c5 чорний пішак · d5 чорний король · e5 білий кінь · g4 біла тура · h3 білий слон · e2 білий пішак · g2 білий король | b8 білий слон · c8 білий ферзь · f8 чорний слон · b6 чорна тура · e6 чорний пішак · b5 білий пішак · c5 чорний пішак · d5 чорний король · e5 білий кінь · g4 біла тура · h3 білий слон · e2 білий пішак · g2 білий король | b8 білий слон · c8 білий ферзь · f8 чорний слон · b6 чорна тура · e6 чорний пішак · b5 білий пішак · c5 чорний пішак · d5 чорний король · e5 білий кінь · g4 біла тура · h3 білий слон · e2 білий пішак · g2 білий король | b8 білий слон · c8 білий ферзь · f8 чорний слон · b6 чорна тура · e6 чорний пішак · b5 білий пішак · c5 чорний пішак · d5 чорний король · e5 білий кінь · g4 біла тура · h3 білий слон · e2 білий пішак · g2 білий король | b8 білий слон · c8 білий ферзь · f8 чорний слон · b6 чорна тура · e6 чорний пішак · b5 білий пішак · c5 чорний пішак · d5 чорний король · e5 білий кінь · g4 біла тура · h3 білий слон · e2 білий пішак · g2 білий король | b8 білий слон · c8 білий ферзь · f8 чорний слон · b6 чорна тура · e6 чорний пішак · b5 білий пішак · c5 чорний пішак · d5 чорний король · e5 білий кінь · g4 біла тура · h3 білий слон · e2 білий пішак · g2 білий король | b8 білий слон · c8 білий ферзь · f8 чорний слон · b6 чорна тура · e6 чорний пішак · b5 білий пішак · c5 чорний пішак · d5 чорний король · e5 білий кінь · g4 біла тура · h3 білий слон · e2 білий пішак · g2 білий король | b8 білий слон · c8 білий ферзь · f8 чорний слон · b6 чорна тура · e6 чорний пішак · b5 білий пішак · c5 чорний пішак · d5 чорний король · e5 білий кінь · g4 біла тура · h3 білий слон · e2 білий пішак · g2 білий король | 3 |
| 2 | b8 білий слон · c8 білий ферзь · f8 чорний слон · b6 чорна тура · e6 чорний пішак · b5 білий пішак · c5 чорний пішак · d5 чорний король · e5 білий кінь · g4 біла тура · h3 білий слон · e2 білий пішак · g2 білий король | b8 білий слон · c8 білий ферзь · f8 чорний слон · b6 чорна тура · e6 чорний пішак · b5 білий пішак · c5 чорний пішак · d5 чорний король · e5 білий кінь · g4 біла тура · h3 білий слон · e2 білий пішак · g2 білий король | b8 білий слон · c8 білий ферзь · f8 чорний слон · b6 чорна тура · e6 чорний пішак · b5 білий пішак · c5 чорний пішак · d5 чорний король · e5 білий кінь · g4 біла тура · h3 білий слон · e2 білий пішак · g2 білий король | b8 білий слон · c8 білий ферзь · f8 чорний слон · b6 чорна тура · e6 чорний пішак · b5 білий пішак · c5 чорний пішак · d5 чорний король · e5 білий кінь · g4 біла тура · h3 білий слон · e2 білий пішак · g2 білий король | b8 білий слон · c8 білий ферзь · f8 чорний слон · b6 чорна тура · e6 чорний пішак · b5 білий пішак · c5 чорний пішак · d5 чорний король · e5 білий кінь · g4 біла тура · h3 білий слон · e2 білий пішак · g2 білий король | b8 білий слон · c8 білий ферзь · f8 чорний слон · b6 чорна тура · e6 чорний пішак · b5 білий пішак · c5 чорний пішак · d5 чорний король · e5 білий кінь · g4 біла тура · h3 білий слон · e2 білий пішак · g2 білий король | b8 білий слон · c8 білий ферзь · f8 чорний слон · b6 чорна тура · e6 чорний пішак · b5 білий пішак · c5 чорний пішак · d5 чорний король · e5 білий кінь · g4 біла тура · h3 білий слон · e2 білий пішак · g2 білий король | b8 білий слон · c8 білий ферзь · f8 чорний слон · b6 чорна тура · e6 чорний пішак · b5 білий пішак · c5 чорний пішак · d5 чорний король · e5 білий кінь · g4 біла тура · h3 білий слон · e2 білий пішак · g2 білий король | 2 |
| 1 | b8 білий слон · c8 білий ферзь · f8 чорний слон · b6 чорна тура · e6 чорний пішак · b5 білий пішак · c5 чорний пішак · d5 чорний король · e5 білий кінь · g4 біла тура · h3 білий слон · e2 білий пішак · g2 білий король | b8 білий слон · c8 білий ферзь · f8 чорний слон · b6 чорна тура · e6 чорний пішак · b5 білий пішак · c5 чорний пішак · d5 чорний король · e5 білий кінь · g4 біла тура · h3 білий слон · e2 білий пішак · g2 білий король | b8 білий слон · c8 білий ферзь · f8 чорний слон · b6 чорна тура · e6 чорний пішак · b5 білий пішак · c5 чорний пішак · d5 чорний король · e5 білий кінь · g4 біла тура · h3 білий слон · e2 білий пішак · g2 білий король | b8 білий слон · c8 білий ферзь · f8 чорний слон · b6 чорна тура · e6 чорний пішак · b5 білий пішак · c5 чорний пішак · d5 чорний король · e5 білий кінь · g4 біла тура · h3 білий слон · e2 білий пішак · g2 білий король | b8 білий слон · c8 білий ферзь · f8 чорний слон · b6 чорна тура · e6 чорний пішак · b5 білий пішак · c5 чорний пішак · d5 чорний король · e5 білий кінь · g4 біла тура · h3 білий слон · e2 білий пішак · g2 білий король | b8 білий слон · c8 білий ферзь · f8 чорний слон · b6 чорна тура · e6 чорний пішак · b5 білий пішак · c5 чорний пішак · d5 чорний король · e5 білий кінь · g4 біла тура · h3 білий слон · e2 білий пішак · g2 білий король | b8 білий слон · c8 білий ферзь · f8 чорний слон · b6 чорна тура · e6 чорний пішак · b5 білий пішак · c5 чорний пішак · d5 чорний король · e5 білий кінь · g4 біла тура · h3 білий слон · e2 білий пішак · g2 білий король | b8 білий слон · c8 білий ферзь · f8 чорний слон · b6 чорна тура · e6 чорний пішак · b5 білий пішак · c5 чорний пішак · d5 чорний король · e5 білий кінь · g4 біла тура · h3 білий слон · e2 білий пішак · g2 білий король | 1 |
|   | a | b | c | d | e | f | g | h |   |

1. Sd7? ~ 2. Sf6,S:b6 #
1 ... Ld6! 2.D:e6 # ???
1. Ta4? ~ 2. e4 #T
1 ... Td6! 2. D:c5 # ???
1. Tc4! ~ 2. e4 #
1 ... Ld6 2.D:e6 #
1 ... Td6 2. D:c5 #
- — - — - — -
1 ... T:b8 2. D:e6 #
В цій задачі тема Федоровича (Залокоцького) проходить на тлі перекриття Грімшоу.